# 魔装機神シリーズの登場兵器
魔装機神シリーズの登場兵器（まそうきしんシリーズのとうじょうへいき）では、ウィンキーソフト制作のゲームタイトル『魔装機神シリーズ』シリーズに登場する機動兵器について述べる。

## 概要
本作に登場する機動兵器は基本的に魔装機（まそうき）と呼称される。
魔装機とは神聖ラングラン王国の王室アカデミーの予言にある「魔神の脅威」に対抗するため、同国で建造され、精霊と契約した機動兵器の総称。このうち魔装機計画で採用された16体の魔装機（魔装機神も含む）は、「正魔装機」または「オリジナル魔装機」と呼ばれる。魔術・練金学の粋を結集して建造されており、魔装機のメイン動力はフルカネルリ式永久機関、装甲はオリハルコニウム。操縦には魔力とプラーナを必要とし、基本的に操者の身体感覚と同期し、その意志に反応して動く。なお、OVAなどアニメ版OGでのサイバスター、DS版LOEで表示されるCGでは、ザインとジャオームは球状のインターフェイスに手を置いて操縦しており、球状のコクピット内は六角格子状のハニカム構造のモニターで囲まれている。また、機体毎に差はあるが、各部に生物で言うところのDNAに当たる情報子を持っており、有機ナノマシンを利用した自己修復能力を持つ。なお、有機ナノマシンは修理装置にも応用されているが、5分程度で自然分解される。装甲表層にプラーナを利用した結界装甲を展開することで実際の強度以上の耐久性を見せる。ゲームでは各操者ごとのプラーナ値によってHPや装甲値がアップすることで表現されている（ダメージコントロールでみせる「シールドが70%に低下」という台詞もこの設定に関係したもの）。後にラングラン以外の国でも類似した兵器が開発されるようになり、精霊と契約した兵器全般を指す名称となった。
神聖ラングラン王国では、魔装機をA - Dでランク分けしている。Aクラスは高位精霊と契約した4機の正魔装機で「魔装機神」と呼称され、Bクラスは低位精霊と契約した12機の正魔装機。Cクラスは正魔装機を元にした量産型魔装機で、正魔装機と区別するため「準魔装機」と呼称される。Dクラスはラングラン全土に多数存在する作業用機械を改修した、正確には魔装機ではない機体。また、神聖ラングラン王国製以外の魔装機は、ラングラン側が性能によって各クラスに分類している。便宜上の呼称ではあるが、第1から第3世代といった具合に世代分けされているが、どの機体がそうであるかは、キョウメイ以外は不明。
本項の機体名の横のカッコ部分は『LOE』におけるゲーム中での表記である。ゲーム中では、機体をフル改造した場合に「水系低位・氷→水系高位・水」や「水系高位・水→水系聖位・刻」というように、守護精霊のランクが1つランクアップする。しかしこれはゲーム性を高めるためのものであり、機体に宿る精霊が進化する訳ではない。また、敵ボスクラスの機体は高位精霊を宿すことが多いが、これも先のダメージ計算の関係で敵を強くするためであり、設定上で高位精霊を宿すのは魔装機神4体とゼルヴォイドだけである。なお、オーガイン計画で建造される予定の魔装機も高位精霊と契約している。
グランゾン、ヴァルシオーネ等のラ・ギアス製ではないロボットはアーマードモジュール#グランゾン、ヴァルシオン#ヴァルシオーネ、ヒュッケバイン#ガリルナガンをそれぞれ参照。

## 神聖ラングラン王国製魔装機
正体不明の予言の脅威「魔神」に対抗するため、神聖ラングラン王国で建造された魔装機。設計・開発は王室アカデミーから派遣された練金学士と、神聖ラングラン王国の設計局の協同で行われた。なお正魔装機16体の機体名は、契約した精霊の名前を参考にした呪術対策の守護名（偽名）であり、真の名（トゥルー・ネーム）は秘密とされている。魔術的な要素の強い兵器や操者固有の技を発動させる時に魔法陣状の幾何学模様を展開することが最大の特徴。魔法陣は契約した精霊の属性毎に変化する。また、他国で開発された魔装機も同様の魔法陣を展開するものがいる。魔術的意味合いから正魔装機は16体が最大であったが、世界情勢の混迷によって次々と正魔装機を超える機体が登場したため、ラングランも新型機の開発を余儀なくされ、この制限は廃されている。

### 魔装機神
魔装機神（まそうきしん）とは、16体の正魔装機の中でも高位の精霊と契約し自意識を持つに至った4体の魔装機のことを指し、Aクラス魔装機に分類される。「正しい心」を持つと認めた者を自らの意思で操者に選び、基本的に自身が認めた操者以外の操縦を受け付けない（強制的に魔装機神を従わせる方法はある）。高位精霊とともに永久機関によって生み出すパワーは理論上無限大とされ、通常の魔装機と比べ物にならない能力を持ち、開発当初は魔装機神一機だけで、一個師団相当の戦力に匹敵すると言われていた。シュテドニアスなど他国にも魔装機が配備されている現在でも一個連隊（2000名程度の混成部隊という前提）であれば殲滅が可能とされ、理論上は戦局すら左右するとも言われている。また操者の使い魔を乗り移らせ操る遠隔攻撃兵器ハイファミリア（ファミリア）や、複数の敵にまとめてダメージを与えるMAP兵器といった、通常の魔装機には装備されていない武装を持つ。また4機とも全長が同じという特徴がある。高位精霊と契約しているのはこの4機のみであり、属性も初期状態で○系高位となっている。なお他の魔装機で属性が高位や聖位に至っている物は、全て魔装機に宿した上で改造強化を加えている。そのため高位精霊と同等の力を持っているだけであり、元々は低位の精霊であるため、自我は無い。
ROEにて、无の高位精霊と契約し、1000年以上昔に作られたというゼルヴォイドが登場。真の魔装機神はこのゼルヴォイドであると操者のエランは語っている。また、エリアル王国で魔装機神と同様に高位精霊と契約した機体の開発計画「オーガイン計画」が立案され、すでに機体と高位精霊の契約はある程度の段階まで完了している模様。ただ、最後の段階をまだ残しており、それには操者として召集されたアドバーザリー部隊の5人のチームワークが必要不可欠だと語られている。このように、ラ・ギアスには魔装機神と同等の機体が他にも出現し始めており、ヴォルクルス教団を裏で操る謎の存在を含め、今後の世界情勢は混迷し始めている。
魔装機神の操者になるには適性試験に合格した後、魔装機神自身にその資質を認められることで初めて操縦席に座ることができる。ただし、適性試験は儀礼的なもので、マサキやミオのように、適性試験を受けずとも魔装機神に認められれば操者になることができる。操者に選ばれると基本的には神聖ラングラン王国の治安局所属となるが、ラングランからは半ば独立状態にあり、魔装機神操者への明確な指揮権を有する者は存在しない。魔装機神操者が保護した人物はラングランに引き渡す必要がないなど、実質個々の権限が国家と同レベルである。それ故、ラングランからも存在を危惧されてしまったことがある。エリアル王国などのように、精霊信仰がそれほど浸透していない国では、魔装機神操者の暴走を危惧しており、そのためエリアルでは有事の際の対抗手段として、前述の「オーガイン計画」を実行した。また、「あらゆる権力に従わなくていい」という権利を持つが、同時に「世界存続の危機に際しては、すべてを捨てて立ち向かう」という義務が発生する。世界存続の危機をもたらす存在と判断されれば、それがいかに親しい存在であろうとも打ち倒さなければならない。なお、魔装機神操者が守護する対象は、ラ・ギアスだけでなく、地上世界を含めた全ての世界である。また、魔装機神操者の境地は、シュウの言によれば「大儀にとらわれず感情の赴くままに行動し、それでいて過たないこと」とされる。
なお、魔装機神と操者の関係は操者が死亡した時点で解消され、魔装機神は改めて新たな操者を選ぶこととなる（そのため、リカルドの死後ミオが選ばれ召喚された）。

#### サイバスター
（風系高位・「風」 / 風系聖位・「空」）
風の精霊サイフィスと契約した風の魔装機神。魔装機神の中では最後に完成し、最後に起動した。最もバランスに優れた機体で、比類無き潜在能力を持つとされ、最初にポゼッションを発動させた。風の精霊の力により機動性は凄まじく、神鳥ディシュナス（龍と隼を掛け合わせた姿をしている）を模した巡航形態「サイバード」に変形できる。西洋甲冑を模した外見に、背部に3対・6枚の主翼をもち、基部に備えたエーテルスラスターにより、エーテルを魔術的媒体に用い推力に利用。また、全魔装機の中で、唯一単独でラ・ギアスと地上世界とをつなぐゲートを作り出せる機体である。なぜそのような機能がサイバスターのみに搭載されたのかは不明。
サフィーネによる強奪事件の際にマサキ・アンドーが操者に選ばれ、以後ラ・ギアスや地上世界の危機を救うため活躍するが、地上世界に出た際にはマサキの極度の方向音痴により、地球を数周 - 数十周することもしばしば。このような長時間行動が可能なのは、機体そのものの連続稼働時間が優れているうえ、内部に自己循環システムを持ち、操者の生理機能が保たれるためである。脚部クローには質量減衰システムが内蔵され、地形を選ばず着地が可能。またクローそれぞれが独立稼働し武器になるが、ゲーム中で使用されたことはない。テールヘッドは通常姿勢制御に使用され、サイバード形態時は機首となる。ゲームによって異なる場合があるが基本カラーは、銀色もしくは青みがかった白色である。
『ROE』中盤でマサキがサイフィスと同調したことでサイフィスがアストラル界から干渉可能となり、ポゼッションを自在に使えるようになる。発動するとアストラル装甲によって翼が大型化したりと形状が変化する。また、非発動時も見た目は変わらないが、エネルギー効率など細部の様々な部分も強化されている。しかし、ウェンディによるとサイバスターの真の力はまだまだこんなものではないとのこと。
かつて、サイバスターが生み出される以前にテューディが見たゼルヴォイドをウェンディが無意識に設計のベースとしていた（王都襲撃による負傷を機に本格的にテューディが覚醒する以前から、時折記憶が曖昧な時があったらしい）ため、姿や武装、変形機構などが酷似している（実際に見たのは外観と変形機構のみ）。
『POJ』にて王室アカデミーの機密アーカイブの中において考古学の項目にあったゼルヴォイドの外見と変形機構を見たテューディの記憶がウェンディにも影響し、その情報からインスピレーションだけで内部構造まで再現している。
『OGMD』では、巨人族との決戦後にサイフィスの加護が消滅した事による大幅な性能低下を補うべく、レイブレードに搭載されているリチュオル・コンバーターを模した「イミテーション・リチュオル・コンバーター」を搭載しているが、マサキにはサキトのような能力がないため純粋に怨念を取り込んでおり、取り込み続けると暴走の危険性があるため、定期的に怨念の浄化作業が必要になる。
武装
カロリックミサイル
熱素（カロリック）を利用したミサイル。胸部から発射され、サイバード形態でも使用可能。登場作品により、実体弾と光弾の2パターンがある。光弾でもジャマー装置の影響は受ける。『LOE』、『POJ』では使用不可能。
ディスカッター / バニティリッパー
オリハルコニウム製の両刃の実剣。主に風の精霊と契約したラングラン製魔装機に装備されており、サイバスターのものは鍔や柄に緑色の宝玉で飾り付けがされている。金属粒子レベルのサイズで刀身に呪符文様が描かれ、魔術的存在には絶大な効果がある。また、『α』以降（正確には『CB』のCGムービーが初出）はアカシックバスターの発動にも使用される。サイバスターの物には鞘がデザインされ、『α外伝』では鞘に収められた状態で呼び出される。刀身部分はスーパーファミコン版の『第3次』から『EX』までのパッケージでは反りのある片刃、それ以後の作品では両刃で描かれるが、『第2次G』で一度片刃に戻る。
ファミコン版『第2次』ではシナリオ進行によって、『LOE』ではディスカッターをフル改造することで、「バニティリッパー」にランクアップする。なお、バニティリッパー自体は、虚の空間によって物質を切断する武器とのこと。『LOE』のDS版リメイクにあたり、阪田雅彦監修の下で長短二刀一対の片刃の剣として新規にデザインされた。攻撃時には二刀で斬りつけた後、峰同士で刀身を合体させて大上段の構えから振り下ろす。『ROE』では戦闘アニメで常にディスカッターを持つため、バニティリッパーはディスカッターから変化させて使用している。『第2次OG』ではディスカッターとバニティリッパーは別の武器として装備され、ディスカッターのフル改造によるランクアップは不要。『POJ』ではランクアップすると名称が後述の虚空斬波になるが、『ROE』と同様にディスカッターを変化させている。
ファミリア / ハイファミリア / ファミリア・ヴィシージ
魔装機神共通の武装。サイバスターの搭載数は2基。クロとシロの自意識が融合した遠隔操作武器。鳥のような形状で標的の近くまで飛び、不規則に動きつつ光弾を発射する。主翼はカッターになっており、光弾発射の際に開く。偵察任務にも用いられる。ゲームシステム上、切り払いで破壊されることもあるが、ファミリアは精神的存在に近いため命に別状はない。搭載部位が不明だったが、DS版では両腕を前に突き出して召還するシーンが追加された。
基本的に「ハイファミリア」として登場するが、『LOE』では「ファミリア」をフル改造することで「ハイファミリア」にランクアップする。他の魔装機神はファミリアとハイファミリアでデザインが同じだが、サイバスターのものは若干デザインに差異がある。
『POJ』では条件を満たせばハイファミリアをフル改造すると「ファミリア・ヴィシージ」にランクアップできる。ハイファミリアで銃撃しつつ、自身もサイバードに変形して共に突撃する。
ポゼッション時は召還後、魔法陣を通過して魔力を纏って突撃する等、ハイファミリア自体がアカシックバスターに近い攻撃を行う他、形状が小型化したサイバードに変化している。
サイフラッシュ
結界内で臨界点までため込んだカロリック（熱素）を、サイバスターを中心として放射し、最大半径数十キロにおよぶ射程内の複数の標敵にダメージを与えるMAP兵器。他のMAP兵器と違い、操者の意識による敵味方の識別が可能で、ウェンディはこの識別機能の完成にかなり難航した。
ファミコン版『第2次』では通常のMAP兵器のほかに遠距離攻撃への反撃にも使用され、戦闘アニメは3発の火の玉が飛んでいくものになっている。『ヒーロー戦記』では雷のような閃光を発射。『LOE』ではフル改造により強化バージョンとなる。『F』では、故障中で使用できず、『完結編』でリューネから修理用の部品を分けてもらって使用可能になった。
プラーナディスチャージ / 擲斬劇・偃月（てきざんげき・えんげつ）
ディスカッターにプラーナを集中させ直接発射して敵に叩きつける。開発当初から搭載されていたが使用できなかったもので、マサキがサイフィスと共感した際に使用可能となった。フル改造により擲斬劇・偃月にランクアップする。こちらはディスカッターを逆手に持って、居合いのような型で放つ。『POJ』では最初から擲斬劇・偃月。

必殺技
アカシックバスター
ディスカッターで魔法陣を描き、火の鳥を召喚して敵に突撃させ、アカシックレコードに干渉して対象の存在そのものを抹消する。操者のプラーナの状態によって様々なバリエーションが発生し、火の鳥をそのまま標的にぶつけるパターンと、サイバードに変形し魔法陣を潜り炎を纏って体当たりするパターン、魔法陣から火の鳥を召喚した状態からサイバードに変形、融合し標的に突撃を仕掛けるパターンなど、大別して3つのパターンがある。『OGクロニクル』では火の鳥を召喚する際に「コール・フェニックス」とマサキが叫んでいる。魔法陣はOGs以降は足元、それ以前は眼前に出現する。
魔装機神シリーズではフル改造することで、1つ目のパターンから3つ目のパターンにランクアップする。体当たりを仕掛けるパターンはLOEで初登場した後、『α』以降の作品ではこのパターンのみが使われている。体当たりを仕掛ける時の火の鳥の色は基本的には青色だが、『α』・『OG1』でのみ赤色となっている。なお、体当たりを仕掛けるパターンを含めて、長らく射撃武器扱いだったが、OG1以降は格闘武器扱いになった。魔装機神シリーズではランクアップ前が射撃、ランクアップ後が格闘となる。
コスモノヴァ
両腕を交差させ4つの光球を作り出し、標的にぶつけ内部から爆発させる最強の必殺技。操者のプラーナを爆発的に消費する（とされるが、ゲーム中ではプラーナは消費されない）が、あまりに巨大なエネルギーは次元を歪ませ全てを粉砕する。OGDWやOGsでは光球を打ち出したのち無数の流星が標的に襲いかかる（『OGS』以降では演出意図が定まったのか、最終的に局所的ビッグバンあるいは超新星爆発を起こすような感じになった。基本的に次元の歪みに敵を閉じ込め、無数の惑星を叩き込む。DS版では交差させた腕の前に4つの魔法陣を展開して4つの光を放つ攻撃で、内部から爆発のエフェクトは存在しない）。ラングラン王都壊滅後に、マサキと共に地上世界に上がった後（時系列的に最速なのはPS版『第2次』）に使用可能となる。また「第2章」や『α』などでみられるように、故障することも多い。
ほとんどのゲームでは弾数制の武器で1発しか撃てないが、初出の『ヒーロー戦記』ではTP(テクニカルポイント)を、スーパーファミコン版『第3次』ではENを消費することで連発が可能。また『α』ではルートと熟練度次第で残弾2に強化される。ROEではプラーナ消費武器になり、弾数制のときよりも再使用が難しい。
ディスカッター(バニティリッパー)乱舞の太刀（- らんぶのたち）
サイバスターの機動性を活かし、ディスカッターで標的を乱れ斬る必殺技。イブン大神官の協力により、精霊界もしくは試練の神殿での修行で習得する。『αシリーズ』ではオーラバトラー（『聖戦士ダンバイン』）の技である「オーラ斬り」を参考に考案され、プラーナらしきものを纏ったディスカッターで攻撃する。また、「オーラ斬り」を参考にしたので「プラーナ斬り」という安直な名前をマサキに付けられそうになった（※後のスーパーロボット大戦DDのクロッシングパイロットにおいて、マサキがオーラバトラーに載るシナリオが実装）。
元々はディスカッターの台詞バリエーションの一つだったが、『LOE』で正式な必殺技として使用可能となった。他のバリエーションとしては嘘技の「魔法剣エーテルちゃぶ台返し」（『太陽戦隊サンバルカン』のサンバルカンロボの必殺技「太陽剣オーロラプラズマ返し」のパロディ）がある。『LOE』でディスカッターをバニティリッパーにランクアップさせたあとも、この武装に変化は無い。
『LOE』ではサイバスターの最強武器でMG（LOEにおけるEN）・プラーナ共に消費が大きかったが、『α』では取得条件こそ厳しいものの、ENを無消費で使用でき、『α外伝』でも低燃費となっているが、両作品とも威力はコスモノヴァに劣る。『ROE』ではランクアップの有無に関わらずバニティリッパー乱舞の太刀(名前は乱舞の太刀)と呼称し、ポゼッション後の「真伝・乱舞の太刀」でディスカッター乱舞の太刀と言う。『POJ』では名称が正式にバニティリッパー乱舞の太刀になった。
ディスカッター霞斬り（- かすみぎり）
ディスカッターで敵を斬り付ける攻撃で、斬った軌跡が青白い霞のようになっている。
元々は『ヒーロー戦記』でのサイバスターの必殺技で、長らくスパロボ本編では取り上げられなかったが、『OG2』にてディスカッターで連続攻撃を行う時の攻撃として採用され、『OGS』でも「ディスカッター」使用の際の攻撃に採用されている。
バニティリッパー虚空斬波（- こくうざんぱ）
ファミコン版『第2次』での「バニティリッパー」の戦闘台詞。「虚空斬波」と銘打たれているが、これは「バニティリッパー」の直訳。『POJ』ではディスカッターをフル改造するとこれにランクアップする。(名称は虚空斬波)
アカシックブレイカー
「超機大戦SRX」の主人公機であるR-1との合体技。アカシックバスターの火の鳥の状態でR-1を乗せて標的に突撃し、R-1が「T-LINKナックル」を繰り出した状態で体当たりを仕掛ける。R-1と競演する『αシリーズ』のうち、合体攻撃が可能となったドリームキャスト版『α』で登場したが、同じくR-1と競演する『OGシリーズ』では現在のところ採用されていない。
十八番参会名護屋暫
ヴァルシオーネRとの合体技。飛び回りながらバニティリッパーとディバインブレードで交互に斬り刻み、最後に左右から斬り抜ける。名称はリューネが好きな歌舞伎十八番から。技の前にも歌舞伎のポーズと台詞が入る。
ディスカッター彊（- きょう）
『ROE』でポゼッション時のみ使える必殺技。ディスカッターにプラーナを纏わせ、唐竹割り→袈裟斬りと繰り出した後、突進しつつ横一文字に真っ二つにする。ディスカッターのランクアップに関係なくディスカッターを使用する。また、ディスカッターの形状も変化する。前述でプラーナを纏わせているが、ポゼッション中でもプラーナを含む消費が一切ない攻撃でもある。
真伝・乱舞の太刀（しんでん・らんぶのたち）
『ROE』でポゼッション時のみ使える必殺技。その名の通り、乱舞の太刀の強化版で、ポゼッションによる膨大な魔力とプラーナの力を解放し、一～三の太刀まで繰り出した後、サイバードに変形して連続で突撃。そして斬り飛ばして魔力の刃で縦横に三線切り裂き、ラストに大上段から一刀両断にする。発動時にサイフィスの姿が具現化する。通常時の乱舞の太刀と異なり、こちらではディスカッター乱舞の太刀と戦闘セリフで呼称している。かつてゼオルートから喰らった技から編み出した技であり、マサキがこの技に「真伝」と名付けたのは偶然だが、エランによると神祇無窮流の奥義の更に先にある真伝と呼ばれる技に近いとの事。
アカシック・ノヴァ
『EOC』でポゼッション時のみ使える最強の必殺技。機体出力を臨界状態(両腕のコスモノヴァリアクターを解放、肩、翼、脚部のアストラルシンクロナイザーを起動)かつ、ラプラス・コンピューターを最大稼働させた「ラプラスデモンモード」に展開後、6つの魔法陣をサイフィスのもとで凝縮し、凝縮した魔法球からコスモノヴァを6つ射出。らせんを描きながら相手に直撃させ、そこからさらにラプラスデモンモードでのサイバード状態で突撃を仕掛ける。最終的に大爆発とともに6つの羽をはやした巨大な鳥のように銀河を進む演出で幕を閉じる。コスモノヴァを媒介としたアカシック・バスターとも言える技であり、ラプラスデモンモードの因果律演算により、アカシックバスターよりもさらに輪廻転生すら含めた多次元の因果世界への干渉、および全存在の抹消が可能となる。

劇中の活躍
- DC戦争シリーズ - 全作品に登場。
- ヒーロー戦記 - モビルスーツやゲシュペンストと同様に、パーソナル転送装置で呼び出される人間サイズのパワードスーツのような位置付けで登場。『第2次』に登場した「ディスカッター」・「バニティリッパー」・「サイフラッシュ」を除く武装が初登場。「アストラル斬り」・「サイブラスター」・「オメガブラスター」など、この作品でしか見られない武装も多数あるほか、サイバスター用の防具として「ハイブリッドシールド」が登場した。また「ディスカッター霞斬り」も長らくこの作品のみの武装だったが、『OG2』で「ディスカッター」での連続攻撃時の台詞として登場した。
- αシリーズ - 『α』・『α外伝』に登場。特殊能力に「精霊憑依」が追加されたが、地上世界が舞台ということで、効果は簡易なものにとどまる。マサキがサイバスターの操者になった直後に地上世界に出た際に、地球連邦軍機と接触。エアロゲイター（異星人）の機体として誤認され、5番目に確認された機体を表すAGX-05として登録される。ラングラン王都壊滅後に再び地上世界に上がるが、プラーナコンバーターが損傷し、当初はサイフラッシュやコスモノヴァが使用不可能となるが、前記の精霊憑依の習得イベント以後使用可能となる。バルマー戦役後（『α外伝』）はラングランでオーバーホールを行っており、完了後は地上に先行したマサキに贈り届けるために、他の仲間が地上に運んでくる。敵に襲われた際にセニアが乗り込むが戦闘は不可能。また、地上では本来の性能がフルに引き出せないらしく、「ディスカッター乱舞の太刀」は、その後のウェンディとセニアによるプラーナコンバーターの改修で本来の性能に近いレベルにまで出力アップがなされて以降装備される。
- OGシリーズ - 全作品に登場。『αシリーズ』同様にマサキがサイバスターのテストで地上に上がった際、連邦軍極東支部所属の機体と接触（SRXチームのリュウセイ・ダテはこの際にサイバスターを目撃したことがCDドラマの台詞からわかる）、AGX-05として登録される。ラングランの王都崩壊後、シュウを追って南極事件前に南極近海で発見され、その後DC戦争中にハガネに合流し、アイドネウス島の決戦まで参加。またL5戦役・インスペクター戦などにも参加し、高い機動性から偵察や囮・切り込み役といった役目をヴァルシオーネなどと共に担った。この機体に地上で初めて接触した人間は『αシリーズ』同様イルムである。なお、単独での出撃は滅多に許可されないが、これはパイロットのマサキが方向音痴で母艦に帰還できないことがあるためである。リュウセイ編ではエアロゲイターに複製されたサイバスターが登場。しかしコスモノヴァは搭載されていない（『OGs』では搭載された）。
- 魔装機神 - LOE第1章途中からマサキの搭乗機体となる。フル改造ボーナスの移動力増加量が3と他の機体に比べて多い。『ROE』では物語途中で、戦いに迷いを抱いたマサキを拒むが、精霊界での修行で再びマサキと共感し、ポゼッションを自在に扱えるようになる。
- スーパーロボット大戦Operation Extend - 『POJ』の発売を記念して、有料ダウンロードコンテンツとして、マサキとともに登場。
- スーパーロボット大戦 - HDリメイク版のみ登場。
- Another Century's Episode:R - 「スパロボOG」と「クロスボーン・ガンダム」ルートの第2章途中から登場。『OG外伝』終了後、ラ・ギアスへのゲートを作り出す際、彼は謎の黒い球体を吸い込んで、異世界「惑星エリア」に転移する。その後、同事件に巻き込まれリュウセイ、キョウスケ、クロスボーン・バンガードに合流し、「惑星エリア」の住人であるオータム・フォーと接触。全てが終わった後にようやくラ・ギアスに帰還、物語は『第2次OG』へと続くのであった。このゲームのシステム上、パイロット・機体共に強化すれば、最終的にはコスモノヴァを含む全ての攻撃を数秒毎に弾数無制限で放てるようになる。
- 真・魔装機神 - ア・ゼルスの魔装機は、異世界から落ちて来た神の腕とよばれるオーパーツの技術を解析して作られている。その神の腕はサイバスターの腕に酷似しており、ウェンディの物と思われる名前が刻まれている。

#### グランヴェール
（炎系高位・「炎」 / 炎系聖位・「光」）
炎の精霊グランバと契約した魔装機神。炎の精霊の力により、高威力の武装が多数搭載されており、攻撃面に特化しているが、反面装甲が薄く防御力が脆弱である。グランバの影響で過度に活性化している機体内のカロリックを制御するため、特別設計の熱素循環機関「カロリック・リサイクラー」を搭載。また余剰エネルギーの機体駆動への転用も可能。両腕や胴、両肩の砲など、機体各部に龍をあしらったレリーフが見受けられる。ガッデスとは対照的に直線主体のデザインで、鋭角的な印象の機体。色は全体的に赤系統である。マサキが召喚された時点では操者は未定だったが、後にホワン・ヤンロンが選ばれる。
武装
パルスレーザー
両肩の砲門から発射されるレーザー兵器。『LOE』・『α外伝』では使用不可能。
プラズマソード / フレイムカッター / 劫火斬奸（ごうかざんかん）
刀身を炎で形成する接近戦用武器。『CB』のみ細身の中国風の剣のような形状である。基本的にフレイムカッターとして登場するが、『LOE』では「プラズマソード」が改造により「フレイムカッター」にランクアップ。『ROE』では最初からフレイムカッターである。『POJ』でも最初からフレイムカッターでフル改造で劫火斬奸にランクアップする。
『α外伝』では、斬撃時に「火」の文字が入る演出があるが、回避されると「避」の文字がこける演出が入る。
ファミリア / ハイファミリア / 哮天豹
魔装機神共通の武装。グランヴェールの搭載数は1基で全魔装機神中最少。反りのあるカッターのような形状で、滑空して標的を複数回切り裂く。基本的に「ハイファミリア」として登場するが、『LOE』では「ファミリア」が改造により「ハイファミリア」にランクアップ。『α外伝』では、黒豹のような形で駆けていき、続いて前述の火をまとったカッターのような形状に変化して攻撃する。
『POJ』では条件を満たせばハイファミリアをフル改造すると「哮天豹」にランクアップする。ハイファミリアを突撃させつつ、自身も手刀による攻撃を行う。
ポゼッション発動中はサイバスター同様に魔法陣を通過し、龍のような姿に変化してカロリックスマッシュのような攻撃を行う。
メギドフレイム
特定の標的に向けて波状に火柱を発生させ、射線上にいる他の相手もろともダメージを与えるMAP兵器。系統としてはサイフラッシュに近く熱素（カロリック）使用と思われる。コース設定が可能なため、味方を巻き込まないように発射できる。名称は『旧約聖書』の都市ソドムとゴモラを焼いた炎から。『LOE』では改造により敵味方の識別が可能となるが、『ROE』では武器改造の仕様変更のためか、ランクアップしなくなった。
中性子ビーム / 中性子レーザー
中性子利用の射撃武器。『EX』ではビーム兵器、『第4次/S』では非ビーム兵器として登場。『LOE』・『α外伝』では使用不可能。
カロリックスマッシュ / 電光影裏（でんこうえいり） / 電光影裏春風斬（でんこうえいりしゅんぷうざん）
両肩の龍のような形状の砲門の口を開き、カロリック粒子を発射するグランヴェールの最強武装。スーパーファミコン版『EX』では、渦巻く光球を標的に打ち出す弾数2の武器だった。DS版では放たれたカロリック粒子が龍のような姿で相手にぶつかる。
『LOE』では改造により「電光影裏」にランクアップ。この名称は、ヤンロンの故郷である中国の僧・無学祖元の唱えた経文から。DS版では青くなったカロリックスマッシュが途中で一つに合わさって相手を攻撃する。『ROE』では登場当初から「電光影裏」で、改造により「電光影裏春風斬」にランクアップ。こちらは肩の龍からのエネルギーを全身にまとい、電撃の龍に乗って空高く飛び上がり、手刀で切り下ろし・切り上げを行う。そのためか、射撃ではなく格闘武器になる。『POJ』では最初から電光影裏春風斬。
光焔万丈（こうえんばんじょう）/ （雷法）破邪光焔万丈（（らいほう）はじゃこうえんばんじょう）
炎の魔力を投げつけ、敵を焼き尽くす技。ポゼッションを経験し、グランバの心を理解したヤンロンが新たに編み出した技。「光焔万丈」が改造により「破邪光焔万丈」にランクアップし、移動後使用可能になる。名称は勢いが雄大なことの喩えから。『POJ』では名称が「雷法破邪光焔万丈」に改められた。

必殺技
火風青雲剣（かふうせいうんけん）
『LOE』では「フレイムカッター」で、『α外伝』では黒い竜巻で相手の動きを止めた後に、専用の実剣で乱れ斬りにして焼き尽くす必殺技。DS版では、九字護身法の呪文によりパワーを高めたフレイムカッターで横薙ぎに敵を切り裂き、最後に頭上から渾身の一撃を叩き込むモーションとなった。プラズマカッターをランクアップしてなくても使用可能。ヤンロンが第4次大戦後に修行により習得。時系列的に未修得の『EX』・『第4次/S』・『F完結編』・『CB』では使用不可能。ちなみにα外伝では、攻撃シーン中に中国の神ナタが使用する風火輪に乗る。なお、名称の由来は中国の古典『封神演義』登場の武器から。『POJ』では宝具火風青雲剣に統一されたのか使用不可。
太極陰陽破邪法
ガッデスとの合体攻撃。カロリックスマッシュとハイドロプレッシャーという、相反する二つの力を融合した魔力を撃ちだす。相反する属性からか、合わせた魔法陣は黒く変色する。
宝貝火風青雲剣（ぱおぺえかふうせいうんけん）
上空に作り出した魔法陣を降ろした後、九字護身法の呪文を唱えながら両腕で殴りつけ、九字の最後の「行」で両腕から発した炎で吹き飛ばすと共に、鍔に龍がかたどられた専用の実剣を召還。巨大な炎の刃で大上段から一刀両断にする。『ROE』でヤンロンが新たに編み出した火風青雲剣の強化型必殺技。名称は『封神演義』の宝貝（ぱおぺえ）から。習得時、マサキがポゼッションと見紛うほどのプラーナを発した。
フレイムカッター彊（- きょう）
ポゼッション発動でフレイムカッターがこれに変化する。劫火斬奸等で使う専用剣を二刀召喚し、X字状に斬り裂く。
正伝・火風青雲剣（せいでん・かふうせいうんけん）
ポゼッション発動で宝具火風青雲剣がこれに変化する。左右に展開した魔法陣に挟み込まれるようにフレイムカッター彊を召喚。九字護身法の呪文を唱えながら斬り刻み、九字の最後の「行」で剣から発した炎とカロリックスマッシュで吹き飛ばし、巨大な青白い炎の刃で一刀両断にする。魔法陣展開時にグランバの姿が具現化する。

劇中の活躍
- 旧シリーズ - 『EX』・『第4次/S』・『LOE』・『F完結編』・『CB』に登場。『EX』ではマサキ達と合流しない場合、リューネの章の唯一の魔装機神となる。
- αシリーズ - 『α外伝』に登場。カロリックスマッシュ以外の全武装が移動後使用可能で、切り込み隊長になれる。機動性も魔装機神中では高めの設定だが、他の作品と異なり飛行不可能。サイバスターの「乱舞の太刀」同様、火風青雲剣はウェンディとセニアによる改修後に使用可能になる。
- OGシリーズ - 『第2次OG』に登場。序盤は『EX』と同様リューネの章で登場。中盤にシュウの呼びかけにより他の魔装機神と共に地上に上がり、そのまま封印戦争を戦い抜く。
- 魔装機神 - 『LOE』ではザムジードとともに最初に使えるようになる魔装機神。マサキとの絡みもあり、序盤での出番は多い。中盤の出番は少ない反面、魔装機神で唯一ルートに関係なく必殺技を習得できる。『ROE』ではエリアル王国で見つかったラスフィトートの神殿にて、ラスフィトート復活を目前にしてグランバがヤンロンと同調、テュッティのガッデスと共にポゼッションが発動して2体の力で再封印に成功する。以後もラスフィトート復活を目前にしてポゼッションが発動するが、マサキと違い自在の発動までには至らなかった。『POJ』では中盤に任意で発動が可能になる。

#### ガッデス
（水系高位・「水」 / 水系聖位・「刻」）
水の精霊ガッドと契約した水の魔装機神。水の精霊の加護によりあらゆる地形や環境に適応可能。ただし、機動性や攻撃力はほかの魔装機神に劣り、長距離射程武器や修理装置を活かした、中距離射撃と後方支援に長けている。魔装機設計の中心的人物であるジーン・ラアス・ラッカーは著名な芸術家でもあり、特にこのガッデスに情熱を傾けた。複合曲線を多用した曲線的な装甲デザインもジーン自らが手がけた。セニア曰く「魔装機神にふさわしい姿」。機体カラーは水系のためか青。マサキが召喚された時点では操者は未定だったが、後にテュッティ・ノールバックが選ばれる。魔装機神の中では、唯一近接兵器を常に携行する姿である。
魔装機神の中では魔術的な要素が強いのか、グリモルド山の地下神殿でヴォルクルスの分身と戦った後、機体の「封印モード3」を起動させ、再びヴォルクルスを封印している。また、その際に分身が復活しないようナパームでヴォルクルスの残骸を焼き払うが、ゲーム中でナパームが武器として使用されたことはない。『ROE』の「おまけ」では、ヤンロンに器用貧乏で半端な機体と言われた。
武装
トライデント / グングニール
接近戦用の三つ又の槍。特殊なオリハルコニウム合金処理が施され、これを媒体とする魔術攻撃で優れた威力を誇る。名称は、北欧神話に登場する神・オーディンが持つグングニル (Gungnir) から。基本的に「グングニール」として登場するが、『LOE』では「トライデント」をフル改造することで、「グングニール」にランクアップする。こちらの名称は、ギリシア神話に登場する海神ポセイドンが使用するトライデント（Trident）から。DS版のグングニールは、普段持っている三つ又の槍が絡まり合って1つの刃に変形して、敵を切り裂く。『ROE』では登場当初からグングニールで射程が2であるが、斜め方向に攻撃できないと言う特殊な攻撃範囲になっている。その後、『POJ』ではほとんどの格闘武器がこれと同じ仕様になっている。
ファミリア / ハイファミリア / グレイプニル
魔装機神共通の武装。ガッデスの搭載数は2基。形状は球形だが、多くのゲームで水晶玉のような質感の完全な球体であるのに対し、DS版の『LOE』では表面にモールドが施される。標的の近くまで飛んで行き、振動波でダメージを与える。『α外伝』のみ振動波発生前に複数回体当たりを行う。ラングラン王都を襲撃したナグツァート戦では、エクトプラズムコーティングを施され唯一ダメージを与えられる武装として活躍する。
基本的にハイファミリアとして登場するが、『LOE』では「ファミリア」をフル改造することで、「ハイファミリア」にランクアップする。なお、前述のナグツァート戦の時点でランクアップさせていると、ダメージを与えられなくなりゲーム進行不可能となってしまう。この問題は、DS版では解消されている。
『POJ』では条件を満たせばハイファミリアをフル改造すると「グレイプニル」にランクアップする。通常のハイファミリアによる攻撃に加えて自身もグングニールによる攻撃を加える。名称は北欧神話においてフェンリルを捕獲する為の足枷グレイプニルから。
ポゼッション時は狼の姿となり、左右から連続で突撃する。
ケルヴィンブリザード
ガッデスを中心に4K°の液体ヘリウムの超運動によりブリザードを発生させ、周囲の気温を絶対零度（0ケルビン）まで下げ、冷気で複数の標敵にダメージを与えるMAP兵器。効果範囲がやや変則的で、自らの周囲には効果がおよばないドーナツ状のものとなっている。『LOE』ではフル改造により、敵味方が識別可能となる。
ハイドロプレッシャー / ヨツンヘイム / ヨルムンガンドウロボロス
グングニールの先端から標的に向け高圧力の圧縮流水を発射する、ガッデスの最強武装。『LOE』ではフル改造により、「ヨツンヘイム」にランクアップする。DS版では、ハイドロプレッシャーの後に槍を投げつけ、敵を凍り漬けにする。こちらの名称は、北欧神話（テュッティの故郷は北欧のフィンランド）で巨人族が住む極寒の国ヨトゥンヘイム（Jotunheim）から。ハイドロプレッシャーに比べ、ヨツンヘイムは移動後に使用可能だがMGの消費も大きい。『ROE』では「ハイドロプレッシャー」をフル改造すると「ヨルムンガンドウロボロス」にランクアップする。こちらの名称も北欧神話に登場する蛇の怪物ヨルムンガンドとウロボロスから。ヨツンヘイム同様、移動後攻撃可能だが、ヨツンヘイムほどMG消費は大きくない。『ROE』ではヨツンヘイムは名前のみ登場。
カタラクトスプラッシュ / ビフロストフォール
ポゼッションを経験し、ガッドの心を理解したことでテュッティが編み出した技。トライデントを投げつけた後、拡散させた槍を降り注がせる。フル改造によりビフロストフォールにランクアップする。こちらは投擲した槍から敵に向けて光が降り注ぎ、最後にトライデントが突き刺さる。カタラクトスプラッシュは直訳すると「大瀑布の飛沫」となる。ビフロストフォールのビフロストは北欧神話で、神々が地上からアースガルドへ架けた虹の橋ビフロストから。

必殺技
フェンリルクラッシュ
『LOE』では、ハイファミリアを標的に直接ぶつけて、内部から破壊する必殺技。『α外伝』では演出が大きく変化し、巨大な水の狼で敵に攻撃するものとなった。DS版『LOE』では2頭の水の狼が攻撃し、最後に巨大な狼が敵をかみ砕く攻撃になった。この狼はフレキ・ゲリと同様の外見である。イブン大神官の協力による、精霊界もしくは試練の神殿での修行で習得する。名称のフェンリルは、北欧神話の狼の姿をした巨大な怪物で、テュッティのファミリアが狼をモチーフにしていることから。時系列的に未修得の『EX』・『第4次/S』・『F完結編』・『CB』では使用不可能。
太極陰陽破邪法
グランヴェールとの合体攻撃。カロリックスマッシュとハイドロプレッシャーという、相反する二つの力を融合した魔力を撃ちだす。相反する属性からか、合わせた魔法陣は黒く変色する。
ヴォルスパー
巨大化したフレキ・ゲリが氷のブレスで敵を凍らせ、ガッデスとフレキ・ゲリが融合、グングニールを構えて突撃し、敵を打ち砕く必殺技。『ROE』で条件付きで追加される必殺技。名称は北欧神話の巫女の託宣ヴォルスパーから。
ミストルティン
ポゼッション時、グングニールが変化。カットインと共に連続で敵を貫く。名称は北欧神話でロキがバルドルを貫いたとされるヤドリギの矢ミストルティンから。
ラグナロク・サーガ
ポゼッション時、ヴォルスパーが変化。無数の圧縮流水を作り出して敵にぶつけ、更にハイファミリアと共に圧縮流水で敵を貫く。名称は直訳するとラグナロクの伝説。北欧神話における神々の終末戦争ラグナロクから。

劇中の活躍
- 旧シリーズ - 『EX』・『第4次/S』・『LOE』・『F完結編』・『CB』に登場。『LOE』のみ修理装置を搭載。
- αシリーズ- 『α外伝』に登場。他の作品と異なり飛行不可能。フェンリルクラッシュは他の機体同様、ウェンディとセニアが改修を行い、本来の性能に近い性能が発揮できるようになってから使用可能になる。
- OGシリーズ - 『第2次OG』に登場。
- 魔装機神 - ザムジード、グランヴェールに続き、三番目に起動した魔装機神。LOE第1章では離脱が多いものの、第2章ではほとんどのマップに出撃可能。『ROE』ではヤンロンのグランヴェールと共にポゼッションが発動するが、任意発動までには至らず、『POJ』のシュテドニアスルートでテュッティの愛する者を守りたいと言う意志にガッドが応え、ポゼッションをコントロール可能になった。

#### ザムジード
（大地系高位・「大地」 / 大地系聖位・「闇」）
大地の精霊ザムージュと契約した大地の魔装機神。大地の精霊の力により、魔装機神の中で最も高い防御力・自己再生能力を持つため非常に打たれ強いが、機動性は他の魔装機神に劣る。近距離戦・遠距離戦の両方に対応できる武装を持つが、全体的に攻撃力は低めである。地中に潜ることが可能。左腕のシールド状部位に内蔵する振動発生装置を直撃させて敵機を一時的にロック状態にしたり、地面に撃ち込むことでレゾナンスクエイクを発生させたりできる。ウェポンベイの容量も多く、魔装機神では唯一3機のファミリアを搭載。
マサキ召喚時はリカルド・シルベイラが操者だったが、彼の死亡後シュテドニアス軍に捕獲される。地上人召喚事件では、精霊を支配する強制魔法「ゲアス」で操られロドニー・ジェスハが搭乗するが、戦いの中でマサキ達に奪還され、ミオ・サスガが操者となる。色はイラスト毎に異なるが、オレンジもしくはカーキ色である。
武装
プラズマソード / ハイパープラズマソード
刀身をプラズマで形成する、一般的な魔装機の接近戦用武器。『LOE』では、「プラズマソード」がフル改造により「ハイパープラズマソード」となる。『EX』・『第4次/S』・『F完結編』・『ROE』では使用不可能。『α外伝』では、登場当初から「ハイパープラズマソード」であり、右腕からせり出す実剣にプラズマをまとわせ標的を突くものになっている。
ファミリア / ハイファミリア / スーパーダックビルクエスト
魔装機神共通の武装。ザムジードの搭載数は3基で魔装機神中最多。鳥のような形状で、3基が1回ずつカッター状の羽根で標的を切り裂く。『α外伝』でのみ光球として射出し、2機の体当たり後に1機がハリセンでツッコミを入れる演出になっている。基本的にハイファミリアとして登場するが、『LOE』では「ファミリア」がフル改造により「ハイファミリア」にランクアップする。なお、地上人召喚事件（『EX』）ではミオにファミリアがいないため使用不可能。なお、ファミリアはベースがカモノハシであるが、DS版LOEでは西遊記の孫悟空・猪八戒・沙悟浄、それ以外ではレツゴー三匹を模している。
『POJ』では条件を満たせばハイファミリアをフル改造すると「スーパーダックビルクエスト」にランクアップする。通常のハイファミリアによる攻撃に加えて自身もハイファミリアと共に突撃し、拳で敵を貫く。
ポゼッション時は戦車型に変形し、スーパーロボットの如く3機が合体してビームを放つ。
レゾナンスクエイク
左腕の振動発生機で発生させた衝撃波を大地に打ち込み、複数の標敵にダメージを与えるMAP兵器。地震と共鳴現象を利用するため、地上・空中両方の標的にダメージを与えられる。スーパーファミコン版『EX』では、複数の光球を大地に打ち出すものだった。
『LOE』では、フル改造により敵味方の識別が可能となる。また、稀にミオがこの武器により自爆したように見せかけるドッキリを仕掛けることがある。
リニアレールガン
弾丸を電磁場で加速させて打ち出す長距離射撃武器で、ザムジードには小型の物が両肩に収納される。『EX』では、使用不可のハイファミリアに代わって主力武器として活躍するが、その後の作品では威力や弾数などが弱体化する。『ROE』に至ってはミオ機は使用不可。精霊界に敵として登場するリカルド機のみ使用可能。『LOE』では他の魔装機とは異なり、フル改造しても「ハイパーレールガン」にランクアップしない。
対空ミサイル
空中の標的に発射するミサイルで、頭部の左右に装備される。『第4次/S』ではザムジードの最強武装として登場。『LOE』・『α外伝』では使用不可能、『ROE』・『POJ』では装備する場所にツインフラクチャーが搭載されている。
ブーストナックル / 超振動拳 / 超弩級振動拳
標的に接近し、左腕の振動発生機で、相手を振動させて右手の拳（ブーストナックル）で連打する打撃技。マンガ『北斗の拳』の主人公ケンシロウを髣髴とさせる台詞回しで敵にパンチの連打を浴びせる（『α外伝』では打撃のあとに「お前はもう死んでいる」というケンシロウの決め台詞を吐く）。基本的に「超振動拳」として登場するが、『LOE』では振動を発生させないバージョンである「ブーストナックル」をフル改造することで「超振動拳」にランクアップする。『ROE』では「ブーストナックル」と「超振動拳」は別々の武器になっており、「超振動拳」をフル改造すると「超弩級振動拳」にランクアップする。グルンガストにも同名の武装があるが、ザムジードとは異なるロケットパンチ系統の武装。

必殺技
ツインフラクチャー / カッシーニの間隙
リングを発射し、標的を締め付ける必殺技。ミオがイブン大神官の協力を受け、試練の神殿で修行により習得。移動後に使用できる長射程兵器だったが、『ROE』では一転移動後使用が不可能になった。『ROE』では「ツインフラクチャー」がフル改造により「カッシーニの間隙」にランクアップ。ツインフラクチャーは螺旋状のエネルギーを発射する武器。元々エリアル王国で開発されたが、改装なしでザムジードに装備できるため搭載された。そのため、カッシーニの間隙共々必殺技では無くなっている。同系統の光学兵器にエンバローズのフラクタルキャノンがある。名称は土星に存在する2つの環の隙間カッシーニの間隙から。ツインフラクチャーには元々名称がなかったため、ミオが名付けた。時系列的に未修得の『EX』・『第4次/S』・『F完結編』・『CB』では使用不可能であり、該当場所には対空ミサイルを搭載している。また「五郎入道正宗」と異なり『α外伝』でも使用不可能。
五郎入道正宗
『LOE』では専用の小太刀を逆手持ちにして標的を複数回斬り、『α外伝』、DS版『LOE』、『第2次OG』では専用の日本刀で相手を一刀両断する必殺技。また、『α外伝』『第2次OG』では攻撃を外すとザムジードが転んで正宗が手からすっぽ抜け、正宗が刺さっていた大岩に押し潰される演出となっている（ダメージは入らない。α外伝では岩のみすっぽ抜ける）。ミオがイブン大神官の協力を受け、精霊界で修行により習得。名称はミオの故郷である日本の刀工・正宗から。「抜けば玉散る氷の刃」（『南総里見八犬伝』）や「諸羽流青眼崩し」（『旗本退屈男』）など、使用時の台詞はミオの趣味が大いに反映された物となっている。時系列的に未修得の『EX』・『第4次/S』・『F完結編』・『CB』では使用不可能。
大地の桎梏
ディアブロとの合体攻撃。二機が両腕から魔力を撃ち込み、大地から突き上げた岩の槍で拘束した後、組んだ腕から緑色のレーザー状の魔力を叩き込む。「ガイアズ・バインド」と読む。ディアブロの前操者でモーションを熟知しているミオがファミリアにモーションプログラムを組ませて完成した。
裏合気遠当て・木霊
巨大な岩石を砕いて標的にぶつけた後、両腕に込めた魔力弾を標的に投げつける必殺技。ミオの祖父が使用していた合気の技をミオが気の代わりに魔力を用いることでアレンジした技。『POJ』では使用不可。
フルブーストナックル
ポゼッション時、ブーストナックルが変化。グルンガストのブーストナックルと同じく、カッシーニの間隙を纏わせたロケットパンチを放ち、速度に任せて縦横無尽に敵を貫く。
極意・真和合一
ポゼッション時、五郎入道正宗が変化した武術技。上から魔法陣を通過した後、突撃して拳で殴り飛ばし、大地を殴りつけて大地を隆起。再び突進して掌底を放つと同時に隆起した大地が敵を貫く。

劇中の活躍
- 旧シリーズ - 『EX』・『第4次/S』・『LOE』・『F完結編』・『CB』に登場。
- αシリーズ - 『α外伝』に登場。ミオの性格を反映させ、コミカルな演出が入るようになった。他の作品と異なり飛行不可能。ウェンディとセニアの改修イベントを経て、五郎入道正宗が使用可能になる。本来の性能に近い性能が発揮できるはずだが、カッシーニの間隙は装備されない。
- OGシリーズ - 『第2次OG』に登場。
- 魔装機神 - グランヴェールと共に最初に使用可能になる魔装機神であり、最も早く起動した魔装機神でもある。第1章ではリカルドが操者だが、第1章終盤に死亡するため、第2章からは新たにミオが操者となる。『ROE』ではティアンの死後、力を求めたミオが精霊界で先代操者リカルドと戦う修行を行ったことにより同調が進み、『POJ』にてヴォルクルス神殿に生き埋めになった仲間を助ける為にポゼッションを発動。一撃で崩れた瓦礫を破壊した。

### 正魔装機とその後継（予備）機
「魔装機計画」で正式採用された16体の正魔装機の中で低位の精霊と契約した12体の魔装機。操者に選ばれると魔装機神操者ほどではないが、自分が不当と判断した任務には従わなくてもいいという権利を有する。既に2体（ディンフォース・フェンター）が正式な代替わりを果たし破棄されている他、アンティラス隊の結成と戦争の激化に伴って初期12体に含まれない予備機や後継機も戦線に投入されている。計画の後期に完成した魔装機ほど基本性能が高い。

#### ジャオーム
（風系低位・「陽炎」 / 風系高位・「風」）
陽炎の精霊ジャノクと契約した魔装機。ノルスの次に製作され、精霊との契約により正魔装機の第1号機となった。初期の機体のため、オリハルコニウムの加工が不完全で、装甲の一部に強化セラミックが使用されており、正魔装機の中では強度が低く重量が重い。だが優れた運動制御システムは、後の魔装機の基礎となった。また、武装も基本的なものだけで、他の魔装機のような独自の武装はない。火力不足を補うために魔装機には珍しい手持ち式のリニアレールガンを携行している。反面、出力の高いプラーナコンバーターにより、操者のプラーナ次第では魔装機神並の性能を発揮できる。背中のX字状のウイングが特徴。フル改造でスペックが大幅に上がるため、運用次第では十分戦える。
初代操者はマサキ・アンドー。マサキがサイバスターの操者になってから、ゲンナジー・I・コズイレフが操者になるが、以後もマサキは、サイバスターのオーバーホール等の理由で本機に何度か搭乗する。また、セニアが一時的に操縦したことも。『POJ』では別任務で戻らないゲンナジーの代わりにトレイス・ハイネットが搭乗する。
武装
ディスカッター
サイバスターと同様の実剣。『α外伝』では竜巻の中から取り出して使用する。片刃の直刀だったが、DS版LOEでは日本刀の様に反りのある片刃の長剣としてリデザインされた。
ビームキャノン
ジャオームの射撃武器。『α外伝』では砲門からではなく両手を構えて発射する武装になり、ジャオームの最強武装として登場。DS版では胸部の球体状のパーツから発射。
リニアレールガン / ハイパーレールガン / ハイパーレールキャノン
ジャオームの射撃武器。『α外伝』、DS版『LOE』では携帯型の武装として登場。『LOE』では改造により、「ハイパーレールガン」にランクアップ。『ROE』では登場当初からハイパーレールガンで、改造により「ハイパーレールキャノン」にランクアップ。
カロリックミサイル、対空レーザー
どちらも『EX』でのみ使用可能な射撃武装。
セントリーイーター
大鎌状の武器。トレイス登場時は鎌刀術を使うトレイスに合わせて得物がこちらになる。

必殺技
罪と罰 / カニエーツ
ゲンナジーが搭乗時の必殺技。「ディスカッター」で標的を上空から斬り下ろし、さらに横に斬り払う2段攻撃。習得方法はプレシアの特訓に付き合った際に遭遇したデモンゴーレムを複数撃破することで習得するパターンと、剣聖シュメルの芸術に感銘を受け不易久遠流の奥義を教わるパターンの2つがある。名称は、ゲンナジーの故郷ロシアの作家ドストエフスキーの小説『罪と罰』から。
『LOE』では改造により、「カニエーツ」にランクアップ。DS版ではとどめに掌からビームを放つ。この名称は、ロシア語の「конец（終わり）」から。
死せる魂 / スプレマティズム
ゲンナジーが搭乗時の必殺技。『ROE』での必殺技。「ディスカッター」を逆手に持った状態で敵を横に斬り払った後、順手に持ち替えて下段から斬り上げる。最後に黒い波動が立ち上る。
改造により「スプレマティズム」にランクアップ。こちらは横の切り払いは同じだが、順手に持ち替えた後に大上段の構えから連続で斬り付けて敵を細切れにする。大上段の構えを取った時点からモノクロ画面となる演出がされる。名称は、ロシアの抽象絵画の形態「シュプレマティスム」から。
フォーティアンミラージュ / 鎌刀術・十六夜
トレイスが搭乗時の必殺技。幻影を作り出してセントリーイーターで滅多切りにし、最後に横一文字に真っ二つにする。
改造により「鎌刀術・十六夜」にランクアップ。神祇無窮流「絶影の型」。滅多切りはせずに２回斬りつけた後に魔法で拘束、最後に鎌で円弧状に斬り裂く。

劇中の活躍
- 旧シリーズ - 『EX』・『LOE』に登場。
- αシリーズ - 『α外伝』に登場。マサキがオーバーホール中のサイバスターの代わりに、ゲンナジーから借りて搭乗。
- 魔装機神 - LOE第1章では主に序盤のマサキの搭乗機として登場、サイバスター乗り換え後はゲンナジーの搭乗機となる。『ROE』では序盤に彼が機体を置いて別行動したときに、α外伝と同様の理由でマサキが搭乗することもある。『POJ』ではルートによってはトレイスが搭乗。

##### ジャスティニア
（風系低位・「野分」 / 風系高位・「風」）
野分の精霊ジャスフィと契約した魔装機。ジャオームの後継機なのだが、設計の違いからフォルムはほぼ別系統になった。誘導兵器「オービットミサイル」や銃剣「ベイオネット」等によって、ジャオームに比べ火力の強化がされている。ロザリー・セルエがジェイファーから乗り換えで操者となる。
精霊ジャスフィの気性は大変穏やかであり、機体の調整がしやすいことが語られている。
武装
ベイオネット / 虚空斬
銃創付きの片刃剣。弾薬によって剣を赤熱化できる。フル改造で虚空斬にランクアップする。ジェイファーで使っていたのと同じ技。
ギガソートカノン
ソルガディなどとほぼ同質のビーム兵器。ベイオネットの銃口から発射される。
オービットミサイル
肩部に装備された誘導連装ミサイル。

必殺技
澄明剣・天星風（ちょうめいけん・あまのほしかぜ）
ベイオネットに弾薬を装填し、十字状に斬り裂いた後ベイオネットを赤熱化。ベイオネットで敵を押しやりつつ横一文字に真っ二つにする。不易久遠流と應變自顕流の合わせ技。

劇中の活躍
『POJ』に登場。

#### ファルク
（水系低位・「氷」 / 水系高位・「水」）
氷の精霊フルイッシュと契約した魔装機。16体の正魔装機の中では初期に完成した機体であり、もっとも戦闘能力が低い機体だが、ある程度の汎用性をもち、また修理装置を搭載している。ROEではスペックの低さを表してか、離脱するわけでも操者が変更するわけでもないのに、ランクアップ武器が一つもない。『LOE』や『ROE』を見る限り、｢巨大化｣の魔術を得意とする模様。また他の魔装機に比べ腕が大きく長いのが特徴。設計はガッデス同様ジーンと、その直弟子キャンバーが担当した。細身で曲線的なデザインはジーンの手によるものだが、ジーンはその出来に満足せず、この後ガッデスの製造に一層注力することとなる。
当初はテュッティ・ノールバックが操者を務めていたが、彼女がガッデスの操者となってからはデメクサ・シーエが操者となる。デメクサの離脱と同時にアンティラス隊から登録を削除されデメクサに譲渡されている。
武装
ソニックブラスト
標的に向け衝撃波を放つ、主に水の精霊と契約を交わしたラングラン製魔装機に装備されている武器。
竜巻 / ハリケーン
標的に向け竜巻を発生させる近距離戦用の武器。『LOE』ではフル改造すると、さらに強力な「ハリケーン」にランクアップする。
機雷、魚雷
両腕から発射される水中戦用の武器。それぞれ設定画には描かれているがゲーム中には未登場。

必殺技
ダモクレスの剣 / オッカムのかみそり
上空にジャンプして、標的を斬り下ろし真っ二つにするデメクサの必殺技。DS版では実体剣を相手に投げつけて切り裂いた後に相手の頭上に移動させ、魔法陣を通過させて巨大化させた剣を落下させて真っ二つにする。特に取得イベントは発生せず、「第2章」でデメクサを仲間にすると習得している。名称はギリシア神話に登場するダモクレスに由来する「ダモクレスの剣」から。
『LOE』ではフル改造すると、さらに強力な「オッカムのかみそり」にランクアップする。こちらの名称はイギリスの哲学者・オッカムが多用した原理「オッカムの剃刀」から。 DS版ではダモクレスの剣と同様に巨大化させるが、落下する剣が5つに増える。
ゴーディアンズノット
『ROE』での必殺技。魔法陣の中を通って魔力によって巨大化し、ダモクレスソードで上段から一刀両断にする。

劇中の活躍
『LOE』に登場。「第1章」ではスポット参戦に止まり、「第2章」ではデメクサを仲間にした場合に登場する。『POJ』時点でも稼働しているが、次々に開発される機体に追従できなくなったため、デメクサのアンティラス隊離隊に伴い彼に引き渡された。

#### ザイン
（水系低位・「雪」 / 水系高位・「水」）
雪の精霊ザナと契約した魔装機。ステルス性を重視して開発。視認忌避の魔術の応用により通常および精霊レーダーに反応せず、操者の魔力次第では肉眼で視認不能、知覚不能にすらできる。修理装置搭載。肩・胴体・腿がそれぞれ球状にデザインされ、蛇腹状の腕が特徴。この腕部は伸縮性に優れたミスリル銀とオリハルコニウムのハイブリッドで、最大で元の長さの10倍まで伸張する。虹のように残像を生み出す能力も持つ。
操者はシモーヌ・キュリアンが務め、ラングラン崩壊時の戦いでは、操者ごとシュテドニアス軍に捕獲された。また、展開によってはラ・ギアスに召喚された直後のマサキが、負傷したシモーヌに代わり操縦する場面がある。
武装
機雷
腰から発射する水中戦用の武器。陸上では通常のミサイルの要領で発射可能。DS版『LOE』では両手で持って投擲。搭載位置は太もも。
魚雷
両肩から発射する水中戦用の武器。設定画には描かれるがゲームには未登場。
バイオフロスト / ヴェール・エトワール / エトワール・ラ・セーヌ
緑色の球体を発射する遠距離戦用の武器。名称から霜（frost）を利用した武器だとわかる。
『LOE』では改造により「ヴェール・エトワール」にランクアップ。こちらはシモーヌの母国語のフランス語で直訳すると「緑色の星」。『ROE』では「ヴェール・エトワール」が改造により「エトワール・ラ・セーヌ」にランクアップ。意味は『ラ・セーヌの星』。

必殺技
ファタ・モルガーナ / アルカンシエル / ラ・ピュセル
専用の実剣ミセリコルデで標的に近づき、暗闇の中で標的を2回斬り付ける。名称はフランス語で「蜃気楼」を意味する。
『LOE』では改造により「アルカンシエル」にランクアップ。DS版ではさらに2回斬りつける。こちらの名称はフランス語で「虹」を意味する。ちなみに『スーパーロボット大戦D』に登場する敵ロボットウィオラーケウムの武器にも「ファタ・モルガナ」がある。『ROE』では「アルカンシエル」が改造により「ラ・ピュセル」にランクアップ。戦闘時のシモーヌの台詞からもわかるが、名称の由来はジャンヌ・ダルクの異称から。

劇中の活躍
『LOE』より登場。「第1章」ではスポット参戦のみ。「第2章」ではルートによっては敵になるが、シモーヌの説得により条件付きで使用可能。

#### ソルガディ
（風系低位・「砂嵐」 / 風系高位・「風」）
砂嵐の精霊ソレイドと契約した魔装機。ヒット・アンド・アウェイを得意とする機体で、装甲を犠牲にして高い機動力を得ている。『LOE』では接近用の武器も多い。猛禽類を思わせるデザインと、後頭部から伸びたテール状のパーツが特徴。後にこの機体をベースに量産型魔装機のガディフォールが開発された。
操者は『LOE』、『EX』ではアハマド・ハムディが、『ROE』でアハマドがアンティラス隊を抜けた後はガエンが操者を務める。ソレイドは自己主張しないらしく、精霊の信仰が薄いアハマドやガエンを操者にしても出力が著しく低下したりすることがない。特にガエンはヴォルクルス教団が使う死霊装兵を召喚する技等を使う為、マサキから「よく精霊から拒否されないもんだ」と呆れられている。
武装
ディスカッター
サイバスターと同様の実剣。
メガビームキャノン / ツインキャノン
ソルガディの射撃武器。発射口は両肩に二門で、ビームは黄色。『LOE』では改造により「ツインキャノン」にランクアップ。
『魔装機神II』ではオミットされたため、単体では使用出来ないが、ガエン搭乗時に「厭魅蠱毒の法」を使う際に、演出でこの武器を使用する。
ギガソートカノン
ソルガディの射撃武器。テール部の先に砲門がり、ビームの色は青色。
砂嵐
結界を展開し標的に向け竜巻を発生させる近距離戦用の武器。『ROE』では使用不可。
ビームキャノン、ハイパーレールガン
どちらも『EX』でのみ使用可能な射撃武装。『EX』では「ハイパーレールガン」は他の魔装機に装備されず、ソルガディ専用の武装として登場する。
厭魅蟲毒の法 / 咒詛返しの風
ガエン搭乗時の武装。死霊装兵を2体召喚してソルガディと共にビームを撃ち込む。改造により「咒詛返しの風」にランクアップ。こちらは死霊装兵を2体召喚して敵に突撃・拘束させ、そこに風をまとった矢を撃ち込んで消滅させる。
傀儡召喚業式・○鬼
『POJ』で追加されたMAP兵器。ダメージを与える物ではなく、デモンタイプを召喚すると言う特殊な技。最初は土鬼のみだが、条件を満たすと水鬼、風鬼、炎鬼が追加される。土はデモンゴーレム、水はデモンネレイス、風はデモンズイルフ、炎はデモンマンデルを召喚する。

必殺技
ジャハンナム / アズライール
アハマド搭乗時の必殺技。ソルガディの弱点である装甲の薄さをカバーするため、標的の前に瞬間移動して、ディスカッターで一刀両断にする。DS版では魔法陣を潜り急上昇し、剣を突き出してスピンしながら突撃する。名称はアラビア語で地獄を意味するジャハンナム（jahannam）から。特に習得イベントはないが、『LOE』の「第1章」のシナリオ「ウェンディの秘密」を通らないと、後に仲間になった際に使用不可能となる。
改造により「アズライール」にランクアップ。SFC版ではジャハンナムと同じ演出だが、DS版及び『ROE』では、敵に突撃する回数が2回に増えている。こちらの名称は、イスラム教の死を司る天使・アズラーイールから。
無形・攣拘摧破 / 弐乃型・虎擲竜拿
ガエン搭乗時の必殺技で、神祇無窮流・空拳術異伝の技。両手にジャマダハルを持って飛び上がり敵を斬りつけ、続けざまに二刀を突き刺しそのまま外に切り開くことで敵を真っ二つにする。
改造により「貳乃型・虎擲竜拿」にランクアップ。後頭部のテール状パーツを伸ばして敵を押し包んで拘束し、そこに両手のジャマダハルで右へ切り上げ→左へ切り上げ→逆風(下からの切り上げ)の三連続斬りを叩き込む。なお、名称の由来は、英雄同士が互いに激しく争うことをさす言葉から。

劇中の活躍
- 旧シリーズ - 『EX』に登場。主に敵側で登場するが、シュウの章でアハマドを説得した場合のみ使用できる。
- OGシリーズ - 『第2次OG』『OGDP』に登場。前者ではマサキの章でのみ敵として1度登場するだけで、リューネの章では全く登場しない。後者では旧シリーズと違い無条件で仲間になる他、必殺技も使用可能。ラ・ギアスでのストーリー終了後に離脱。
- 魔装機神 - 『LOE』でも『EX』同様に出番は少なく、特に第2章では特定のルートでそれまでの合計ターン数が一定以下でないと参入しない。『ROE』ではアハマドがアンティラス隊を脱退した後、ガエンに引き継がれた。

#### ギオラスト
（風系低位・「竜巻」 / 風系高位・「風」）
竜巻の精霊ギオリックと契約した魔装機。情報収集に長け、魔装機としてはややパワー不足だが、近・遠距離戦両対応の武装を持つ。
ゼオルート・ザン・ゼノサキスが試験的に操者を務めたが、グランゾンとの戦いで撃破されゼオルートも戦死したため、以後ラングラン王都に修復・保管される。展開によっては、後にマサキ達の仲間となるロドニー・ジェスハが操者となる。元々養父のゼオルートの機体だったため、ロドニーが本機に搭乗したことにマサキは複雑な心境であった。『ROE』では、ロドニーのアンティラス隊脱退後にファング・ザン・ビシアスが操者となる。『POJ』では前線での運用に不安な部分が多くなったため、ギオリアスにその座を譲り操者不在となった。
武装
ギガソートカノン
ギオラストの射撃武器。胸部から発射。砲門は1門。
ハイパーレールガン / ハイパーレールキャノン
ジャオームと同型の射撃武器。『ROE』でのみ使用。
スプラッシュフォール / バーニングダイブ
上空からつぶて状の光弾を浴びせる近距離戦用の武器。DS版では魔法陣を展開後両肩から上空にビーム（？）を発射し、空中で散弾して地上に降り注ぐ。改造により、ビーム発射後に機体が上昇し、無数のビームと共に灼熱化した状態で体当たりをする「バーニングダイブ」にランクアップする。他の魔装機の準必殺技と違い、誰が操者であっても使用できる。

必殺技
だるま落とし / だるまさんが転んだ
だるま落としの要領で、標的を三等分にして中心部分を叩き落とす必殺技。ロドニーの必殺技なので、彼が操者になると使用できる。『LOE』では改造により「だるまさんが転んだ」にランクアップするが、戦闘アニメに変化は無い。DS版では切り裂く回数が9回に増えるが、中心部を叩き落とす動作がなくなる。
ぼんさんがへをこいた
『ROE』でのロドニー搭乗時の必殺技。敵を竜巻で上空に吹き飛ばし、横4回、縦5回に斬り付けた後トドメに敵の中心を拳打で打ち貫いて爆散させる。名称の由来は、関西の数え歌から。
虚空斬・葉隠 / 幽眇剣・蛟
ファング搭乗時の必殺技。剣を振って起こした竜巻を敵にぶつけて拘束し、縦横無尽に斬り付けた後に背後からトドメの斬撃を繰り出す。フル改造で「幽眇剣・蛟」にランクアップ。神祇無窮流奥義の一つ「祓の型」。こちらは竜巻が2つに増え、縦横無尽に斬り付けた後に背後から剣を突き刺し、そのまま敵と共に上空に飛び上がり爆発させる。

劇中の活躍
LOE第1章ではスポット参戦のみだが、第2章ではルートによりロドニーの乗機となる。『ROE』序盤はロドニーが搭乗するが、彼が妻エリスの懐妊等によりアンティラス隊を脱退した後は、ファングが搭乗することになる。

##### ギオリアス
（風系低位・「旋風」 / 風系高位・「風」）
旋風の精霊ギオリュートと契約した魔装機。前線での運用で不安な部分が多く残るギオラストの後継機として開発された機体で、装甲や武装が前線での運用を想定して開発されている。
武装
メガビームバルカン
肩部の装備されたビームバルカン。
ディスカッター / 清浄剣・辻風（しょうじょうけん・つじかぜ）
他の魔装機とほぼ同質の実剣。本機は片刃剣。フル改造で清浄剣・辻風にランクアップする。剣に魔力を乗せ、十字に切り裂いた後、剣から魔力を放って貫く。
ハイパーレールガン
ディスカッターを変形させる事でこの武器となる。

必殺技
バーニングダイブ
ギオラストで使用するのとほぼ同じ技。
幽眇剣・大蛇（ゆうびょうけん・おろち）
神祇無窮流奥義。地を這う魔力を走らせると同時に竜巻を起こして十字に切り裂き、最後に走らせた魔力と共に微塵に切り刻む。

劇中の活躍
『POJ』に登場。

##### ギオリアス・ロイ
（風系低位・「旋風」 / 風系高位・「風」）
元々兵装などのハードポイントに余裕があったギオリアスにC式出力推進複合型兵装、通称セルディア・ユニットを換装した強化形態。「ロイ」はラングラン語で「加える」の意。機体の大型化に伴い小回りが利かなくなるが、その分改造前とは比較にならない圧倒的な火力を得る。リミッターを解除することで、圧倒的な機動性を発揮出来るが、操者への負担が大きく、奥伝・桜花乱心を使用する際の短時間しか使用が出来ない。
武装
ディフージョナルレーザー
MAP兵器。肩部の装備された拡散レーザー砲。
ギガプラズマソード / ライオットストーム
ハイパーレールキャノンから発するプラズマソード。フル改造でライオットストームにランクアップする。レーザーとレールキャノンをフルバーストで撃ちつつ、ギガプラズマソードで左右に切り払う。
ハイパーレールキャノン
腕部に装備されたレールキャノン。

必殺技
フルバーンダイブ
バーニングダイブの強化版。レーザーを中空に放って魔法陣を形成し、そこを通過して炎を纏って突撃する。
奥伝・桜花乱心（おうでん・おうからんしん）
神祇無窮流・不借身命の型。機体のリミッターを解除し、十字に2回切り裂いた後、レーザーを放ちつつ超高速で連続で突撃。最後に放ったレーザーと共に上段から一刀両断にし、爆散させる。

劇中の活躍
『POJ』に登場。換装によってギオリアスとの使い分けが可能。

#### ディンフォース
（炎系低位・「電光」 / 炎系高位・「炎」）
電光の精霊ディンハイムと契約した魔装機。格闘戦を重視した設計となっており、人間以上の動きを可能にするため全身に通常の倍近い制御デバイスが組み込まれている。反面、内蔵武装は少なめに抑えられ、単純な火器制御システムで制御可能な物のみを搭載している。設計者が格闘技経験者の搭乗を推奨していることから、操者は機体の性質に見合った人物が選ばれ、初代操者は中国拳法使いのホワン・ヤンロン。ヤンロンがグランヴェールの操者となってからは、サナン・ティアンプラサートが操者を務める。また、操者の意志を反映し易くしたことによる副次効果として、守護精霊との同調率も想定以上に向上しており、ディンハイム自身の純度も高められている。なおティアンの呼びかけで出現する場面があるが、そのような機能があるかは不明。しかし、『OGクロニクル』ではマサキもサイバスターを呼び出す場面があるため、魔装機共通の機能である可能性も考えられる。『ROE』で失われた。
武装
メガビームキャノン / ツインキャノン
ディンフォースの射撃武器。腰部の球形パーツから発射する。『LOE』ではフル改造すると、さらに強力な「ツインキャノン」にランクアップし、両肩部から発射される。
グランドナパーム
標的に炎を発射する火炎放射器。DS版では同じく腰部から発射しているように見える。

必殺技
ティー・カウ・コーン / ファイ・ワイクル
標的に連打を浴びせ、最後に飛び膝蹴り（ティー・カウ・コーン）を放つ、元ムエタイチャンプであるティアンの特徴を活かした必殺技。特に取得イベントは発生せず「第2章」でティアンを仲間にすると習得している。
『LOE』ではフル改造すると、さらに強力な「ファイ・ワイクル」にランクアップする。こちらの名称は、ムエタイ競技前に行われる踊りのワイクルーから。
真空カウ･ロイ
『ROE』での必殺技。宙に浮くほどの連打を標的に浴びせ、トドメに刃のついた膝で飛び膝蹴りを繰り出して敵を真っ二つにする。キックの鬼といわれた男に教わったらしい。

劇中の活躍
LOE第1章ではスポット参戦に止まり、第2章ではティアンを仲間にした場合に登場する。なお、ヤンロンが乗っている姿は第1話でしか見ることができない。ROEでは結界装置を破壊しようとしたオンガレッドとの戦いの窮地にシモーヌ・アハマドと共にアンディラス隊に合流する。その後シュウの助言によって発見された謎の地下神殿（後にラスフィトートを祀るものと判明した）を調査した際、ヴォルクルス教団の手で復活しかかったラスフィトートを止めるため、精霊ディンハイムがティアンに語りかけポゼッションを発動する。膨大なエネルギーに溢れた祭壇の魔法陣に特攻して押し止めた結果、何とか再封印には成功したが、ポゼッションによる負荷に耐えられなかった機体は脚部の一部を除いて爆発・消滅し、ティアンも死亡した。ティアンの戦死と引き換えに観測されたこの現象で、ポゼッションは魔装機神のみの現象ではない事実が判明。実は、魔装機神ですらポゼッションを前提とした設計にはなっていなかった事をウェンディは告白し、全魔装機の設計を見直す必要性を痛感した。

##### ディンフレイル
（炎系低位・「稲妻」 / 炎系高位・「炎」）
稲妻の精霊ディンヒュールと契約した魔装機。ディンフォースと同時期に開発されたが、ティアンとの相性の差で採用されなかった。頑丈さに欠けるが射撃機能と機動性に優れており、両足の脛に巨大なブレードが装着されているのが外見的特徴。予備機体として保管されていたが、ディンフォースが失われたため、ギドが操者に選ばれ正魔装機として登録された。『POJ』では装甲と武装の追加に伴い自重が増しており、それに伴うスピードの低下はギドの技量でカバーしている。
武装
ディープカバー
手の甲に隠された刃で相手を切り裂く。
ディープリッパー
『POJ』で使用。両腕の刃で相手を切り裂く。
メガビームキャノン
胸部にある砲身からビームを打ち出す。
ショートレールガン / アサルトレールガン / ヘルズグレネード
ハンドガンサイズに小型化されたレールガンで相手を攻撃する。両手に2丁持って使用する。射程は短いが、移動後に使える中距離射撃兵器。
フル改造によりアサルトレールガンにランクアップする。こちらはアサルトライフル型のレールガンで、両手で2丁持ち、多数発射して攻撃する。『POJ』ではショートレールガンをフル改造するとヘルズグレネードにランクアップする。グレードランチャーを両手に2丁持って攻撃する。
ロングレールライフル
『POJ』で使用。砲身の長いスナイパーライフルで相手を狙撃する。

必殺技
ビュートゥアキル / ユアアイズオンリー
ショートレールガンを乱射しながら突撃して距離を詰め、格闘戦にて足のブレードで切り裂きながら相手を通り過ぎ、止めに背中へ弾丸を一発撃ち込むというコンボ技。フル改造することでユアアイズオンリーにランクアップする。こちらは最初のショートレールガンの乱射の後に連続蹴りを見舞うモーションが追加されるほか、最後の射撃がショートレールガンを乱射し、相手を背中から蜂の巣にするものに変更され、よりアグレッシブな技となる。技名はともに映画007シリーズより。
アンダー・ザ・ガン
『POJ』で使用。炎の魔法陣から5枚のトランプを出して相手を拘束し、格闘戦にて足のブレードで切り裂いた後、トランプをショートレールガンに回収して止めに弾丸を一発撃ち込むというコンボ技。技名はポーカー用語の「Under the Gun」より。

劇中の活躍
『ROE』より登場。

#### ジェイファー
（炎系低位・「熱風」 / 炎系高位・「炎」）
熱風の精霊ジェイチと契約した魔装機。両肩のリニアレールガンをはじめ内臓武器が豊富な広域制圧用の魔装機として設計された。完成後長らく操者不在が続き、展開によっては「第2章」で魔装機操者に戻り以前の乗機が残っていなかったファング・ザン・ビシアス か、マサキ達の仲間となったロザリー・セルエがファングが仲間にいない場合に操者となる。『ROE』ではセニア曰く「色々と問題が見つかったから再調整中」であったが、その後ロザリーの乗機として登場する。契約精霊であるジェイチが不安定であり、ロザリー、ファングが機体コンセプトに逆行して接近戦が得意だった上、共に別の機体に乗り換えてしまったため本領を発揮することなく操者不在となってしまった。
武装
ディスカッター
サイバスターと同様の実剣。『ROE』で新たに装備された。剣士であるロザリーが操者となったため、それに合わせて装備されたと思われる。
リニアレールガン / ハイパーレールガン / ハイパーレールキャノン
ジェイファーの射撃武器で、両肩に一門ずつ装備されている。『LOE』ではフル改造すると、さらに強力な「ハイパーレールガン」にランクアップする。『ROE』では登場当初からハイパーレールガンで、フル改造すると「ハイパーレールキャノン」にランクアップする。改修後、胸の二門の砲門を併せた四連斉射で砲撃を行う。
グランドナパーム
胸の二門の砲門から標的に炎を発射する火炎放射器。『ROE』では発射口が腰部に転換されている。

必殺技
虚空斬 / 真・虚空斬
斬り裂いた標的を虚空に消滅させてしまう必殺技。DS版ではそれぞれ通り過ぎ様に斬り裂く技となっている(真・虚空斬では2回斬る)。共に剣の達人の弟子であるファングとロザリーの両方が使用可能。ラストールと違い使用時に剣のグラフィックが表示されないため何で斬るかは不明。DSでは、少なくともプラズマソードのようなビーム剣ではなく、実体剣である。『ROE』ではディスカッターを装備しているため、それを使用している。『LOE』『ROE』ではフル改造すると、さらに強力な「真・虚空斬」にランクアップする。

劇中の活躍
『LOE』に登場。「第1章」では登場せず、「第2章」でファングかロザリーを仲間にすれば使用可能となる。

##### レオゲイラ
（炎系低位・「流星」 / 炎系高位・「炎」）
流星の精霊レオガと契約した魔装機。ジェイファーの後継機として開発され、予備機体として保管されていたが、ツレインとレオガの相性がよく彼の専用機として与えられた。ただし、『ROE』の時点では格闘が得意なツレインとの能力的相性はよくなかったことが指摘され、『POJ』では当時の原型を留めないほど格闘面での強化が施される。
武装
プロミネンスブレイザー
両腕の甲にある発射口からビームを射出する。
フォトンフェイザー / ソリトンフェイザー
頭部からビームを射出する。フル改造することで、ソリトンフェイザーにランクアップする。
ストライクタロン
両腕で殴打する。
ブレイカーシュート
『POJ』での改修によって、踵部分の側面に追加された回転するブレードで蹴りつける。
空拳術・朧月夜
『POJ』で追加された技。ストライクタロンを射出する技。

必殺技
天罡星拳 / 天罡地熱宿星拳
クラウチングスタートから相手に突進し、相手に連続攻撃を見舞う技。
落花流水奈落落とし
デルギランとの合体攻撃。まずレオゲイラが拳と蹴りの連続攻撃を浴びせて上空へ蹴り上げ、そこにデルギランがフレイムバスターを連射。しかる後、両者が追従して飛びあがってレオゲイラが敵を投げ付け、最後にデルギランのフルバーストと共にレオゲイラが回転しながら敵を大地に叩きつける。

劇中の活躍
『ROE』に登場。操者は格闘型なのに射撃武器がランクアップするなど、ゲーム中で実際に使う分には両者の相性があまり良くない。ただし、劇中では精霊との相性が良いとされている。『POJ』ではこの問題が浮かび上がり、改修されて格闘系の技が大幅に強化された。

#### ディアブロ
（大地系低位・「森」 / 大地系高位・「大地」）
森の精霊ディアノスと契約した魔装機。中距離支援を目的とした機体で、両肩に大型の2連装リニアレールガンを搭載している。近接戦闘は想定外ではあるが、ウェイトバランスに優れるため操者次第で接近戦も可能。後にこの機体をベースに量産型魔装機のブローウェルが開発された。
当初はマドック・マコーネルが操者を務めていたが、ラングラン崩壊時の戦いで受けた傷がもとで死亡してしまう。その後は、乗りこなせる人物がいなかったため、操者不在のままルザック州軍国境警備隊屯所に保管され、地上人召喚事件で召喚されたミオが勝手に乗り込み以後操者となる。ミオがザムジードの操者になってからは、プレシア・ゼノサキスが生前のマドックに乗せてもらっていたこともあり操者となる。剣皇ゼオルートの娘であるプレシアが操者になってからは、本来逆の用途であるはずの接近戦もこなしている。
武装
ミサイル / 多弾頭ミサイル
バックパックから発射されるミサイル兵器。『EX』では多弾頭ミサイルとして登場する。『POJ』ではMAP兵器になった。
プラズマソード
刀身をプラズマで形成する、一般的な魔装機の接近戦用武器。左腕部に内蔵されている。『α外伝』のみ、実剣にプラズマをまとわせ、二刀流で斬りつけるものになっている（二刀流ということから、後述のブラッシュブレードと同一の武器とも受け取れる）。
ブラッシュブレード
『ROE』でプラズマソードに代わって搭載された近接武器。ガルガードの物と同質で二刀装備されている。剣を扱うプレシア用に搭載されたと思われるが、精霊界に登場するマドック機にも搭載されている。『POJ』では条件を満たせばフル改造で後述の剣の舞にランクアップする。
リニアレールガン / ハイパーレールガン / ハイパーレールキャノン
弾丸を電磁場で加速させて打ち出す長距離射撃武器で、ディアブロには大型で2連装の物が両肩に搭載されている。
『LOE』ではフル改造することで、さらに強力な「ハイパーレールガン」にランクアップする。『α外伝』では、発射前に照準レーザーを照射するものになっており、登場当初からハイパーレールガンとなっている。『ROE』でも登場当初からハイパーレールガンで、フル改造することで「ハイパーレールキャノン」にランクアップする。
パルスレーザー、対空レーザー
どちらも『EX』でのみ使用可能な射撃武装。

必殺技
緑の墓標 / 幽翠の奥津城（ゆうすいのおくつき）
地面から発生させた球状のエネルギー弾を、地を這う波状に変えて標的に向けて発射し、真下で炸裂させる必殺技。家出したプレシアがジノに保護されていた時に教わった不易久遠流の技の1つ。『α外伝』では、拳を地面に突きたてエネルギー波を発射し、さらに大きなエネルギー波を標的に直接ぶつける2段攻撃の技になっている。DS版『LOE』では着弾時にその名のとおり緑の墓標のようなオーラが発生する。『ROE』では「緑の墓標」をフル改造すると「幽翠の奥津城」にランクアップする。緑の墓標から、上空から殴りつけて破壊する。名称は神道式の墓奥津城から。『POJ』ではランクアップしない。
くるみ割り人形 / 剣の舞
リボンを回転させ標的を斬り刻む必殺技。『α外伝』では、専用のプレシアのカットインが入り非常に凝ったものになっている。『第2次OG』では攻撃を外すと、ディアブロがリボンを踏み付けて回転しながら転倒し、最後に頭にリボンの柄が落ちてくる演出となっている。技名はプレシア独自に考えたもので、習得方法はゲンナジーと特訓中にデモンゴーレムを複数体撃破したことで自信を深めたプレシアが、父のゼオルートから教わった技をうろ覚えで使用したパターンと、プレシアがシュメルから教わった不易久遠流の技をアレンジしたパターンの2つがある。
『LOE』ではフル改造することで、さらに強力な「剣の舞」にランクアップするが、グラフィックに変化は無い。DS版『LOE』では2体に分身して二刀のプラズマソードで舞のように斬り刻む演出になっており、ランクアップ前に比べて原型がほとんど残っていない珍しい技である（カットインすら違う）。『α外伝』では「くるみ割り人形」より威力の劣る別の必殺技になっており、回転しながら二刀流のプラズマソードで斬りつけた後に、この技専用の大型の剣を呼び出し突き刺すものになっている。『ROE』ではフル改造しても剣の舞にならず、単体習得もしない（そのため、ランクアップする緑の墓標に攻撃力が負けてしまう）。『POJ』では春の祭典に統一されたのか、くるみ割り人形自体がなくなった。対して剣の舞はブラッシュブレードのランクアップ武器になった。
PSP版ではくるみ割り人形は神祇無窮流「螺旋の型」、剣の舞は同じく「浮雲の型」をプレシア流にアレンジしたものとなっている。
春の祭典
くるみ割り人形を両手で繰り出す、くるみ割り人形の強化バージョン。神祇無窮流「二重螺旋の型」をプレシア流にアレンジしたもの。「螺旋の型」は「二重螺旋の型」が正式な形なので、くるみ割り人形の完成型とも言える。なお、二重螺旋の型は本来魔術的な側面が多く、一度技として使用すれば自身の遺伝子に仕込まれた異物を看破できるようになったりする。

劇中の活躍
- 旧シリーズ - 『EX』・『LOE』に登場。『第4次/S』ではプレシアがラ・ギアスに置いてくるため未登場。
- αシリーズ - 『α外伝』に登場。ディアブロが地上世界に上がるのは本作が初となる。他の機体同様、「剣の舞」「くるみ割り人形」は、改修イベント後に追加される。
- OGシリーズ - 『第2次OG』に登場。中盤は『第4次/S』と違い、『α外伝』と同様地上世界に上がる。
- 魔装機神 - LOE第1章ではマドックが搭乗し、スポット参戦のみだが、第2章からはプレシアの乗機となる。必ず仲間になるが、ルート分岐によって必殺技を覚えない場合がある。『ROE』では進行ルートによっては一時的に敵に回るケースもある。

#### ラ・ウェンター
（大地系低位・「金剛石」 / 大地系高位・「大地」）
金剛石の精霊ラ・ウェニールと契約した魔装機。元々は遠距離戦用のフェンターと連携して近中距離戦を担当するはずであったがフェンターに色々問題が発生しさらにバスターキャノンの性能が優れていたために遠距離戦用の機体として運用されるようになった。操者は一貫してレベッカ・ターナーが務めている。初期の設定では精霊は砂となっていた。
武装
エレクトリックハンマー / バッファローホーン
左腕に手首の代わりに搭載されている有線の鉄球を標的にぶつける接近専用の武器で、先端からは3つのトゲがせり出す。『LOE』ではフル改造することで、さらに強力な「バッファローホーン」にランクアップする。
イーグルレイド
『POJ』にて追加された武装で、バッファローホーンで敵を地面に叩きつけた後、アックスを相手に振り下ろす。
バスターキャノン / フレイムバスター
両肩に1門ずつ搭載されている射撃武器。『ROE』ではフル改造することで「フレイムバスター」にランクアップする。
必殺技
ラヴァージェット / トーテムコール
ベッキーが王都崩壊後に行っていた修行であみ出した技。胸部から発射するエネルギー波を、四つの魔法陣の中央を通して敵機にぶつける。『LOE』ではフル改造することで、さらに強力な「トーテムコール」にランクアップする。DS版では、ラヴァージェット後にエレクトリックハンマーで打ち貫く。
アイ・オブ・プロビデンス / ヴィジョンクエスト
『ROE』での必殺技。大地からトーテムポール状の巨大な砲を召還し、強力なエネルギー波を発射する。フル改造することで「ヴィジョンクエスト」にランクアップする。大地の魔法陣を纏ったその砲身は、紋章の数だけ砲口（4門）を増加させ、ガトリングガンのように光弾を乱れ撃つ。
劇中の活躍
『LOE』より登場。「第1章」ではルート次第で出番が増減しやすく、第2章ではベッキーを仲間にした場合に登場する。

#### フェンター
（大地系低位・「岩」 / 大地系高位・「大地」）
岩の精霊フェニールと契約した魔装機。後方支援目的に開発された機体で、ラングラン製の魔装機の中では唯一人型をしておらず、下半身はホバーになっている。また両腕は砲身になっているため、プラズマソードが搭載されているものの接近戦には完全に不向き。完成後長らく操者不在が続き、展開によっては後にマサキ達の仲間になったエリス・ラディウスが操者となる。
非人型であるためか精霊との同調率が低いなど機体設計にいろいろ問題があったらしく、『LOE』から『ROE』の間に廃棄処分された。
武装
ミサイル
両肩に搭載されている射撃武器。発射口はそれぞれの肩に小型ミサイルが2つと大型ミサイルが1つが用意されている。
プラズマソード
他の魔装機のものと異なり、両腕のグランドウェーブ発射機の底部分にプラズマを展開する接近戦用の武器。
グランドウェーブ
下半身から杭を地面に埋め込み、地を這う衝撃波を標的に向けて発射する遠距離用の武器。
リニアレールガン / ハイパーレールガン
弾丸を電磁場で加速させて打ち出す長距離射撃武器で、両肩に1門ずつ搭載されている。『LOE』ではフル改造することで、さらに強力な「ハイパーレールガン」にランクアップする。
必殺技
白の黙示録 / 光の創世記
標的に様々な色の光を発射する必殺技。DS版ではエネルギーバイパスらしきカットイン後に、両腕から強力なビームを放つ。名称の『黙示録』は『新約聖書』に収録されている書の1つ。
『LOE』ではフル改造することで、さらに強力な「光の創世記」にランクアップする。DS版でもエフェクト以外に大きな違いはない。こちらの名称の『創世記』は『旧約聖書』の正典の1つ。
劇中の活躍
『LOE』に登場。「第1章」には登場せず、「第2章」でエリスを仲間にすることで登場する。

##### デルギラン
（大地系低位・「火山」 / 大地系高位・「大地」）
火山の精霊デルキナと契約した魔装機。問題点が多いために廃棄処分されたフェンターの後継機として開発され、現在はこちらが正魔装機として登録されている。非人型であったフェンターとは異なり、人型をしている。後継機だけに、後方支援が中心で接近戦に不向きと言う特徴は同じで、武装もほぼ同じ。恒河沙砲では同じ砲身から無数の弾を打ち出すようになっているが、改造したのかどうか不明。フェンターの操者だったエリスが引き続き操者を務めていたが、彼女のアンティラス隊脱退後はメフィルが操者となった。『POJ』では装甲面での強化と武装が若干ながら追加されている。
武装
ミサイル
両足に搭載されている射撃武器。発射口はフェンターのそれよりも多く、それぞれの足に6つ用意されている。
ハイパープラズマソード
フェンターとほぼ同じく両腕のバスターキャノン発射機の底部分にプラズマを展開する接近戦用の武器。
メガビームガトリング
『POJ』で追加された武装。
バスターキャノン / フレイムバスター
ラ・ウェンターの物とほぼ同質の射撃武器。両肩、両腕、両足に計6門装備されている。戦闘シーンで使うのは両肩の2門。「バスターキャノン」をフル改造することで「フレイムバスター」にランクアップする。
必殺技
光の創世記
エリス搭乗時の必殺技。標的に様々な色の光を発射する必殺技。
恒河沙砲 / 阿僧祇砲
メフィル搭乗時の必殺技。4門のバスターキャノンを空に向けて発射し、標的に降り注がせる必殺技。各砲身から一本のレーザーが打ち出されているように見えるが、実際はそう見えるほど無数の弾を打ち出している。「恒河沙砲」をフル改造することで「阿僧祇砲」にランクアップする。こちらは恒河沙砲を上空に放った後、更に両肩、両腕、両足の計6つの全砲門を標的にロックオンし、一斉発射する。名称の恒河沙は10の52乗を示す単位。阿僧祇はその上の56乗。
応報・劫灰飛尽
『POJ』で追加された必殺技。両肩、両腕、両足のミサイルを全段発射する。
那由多砲
『POJ』での改修によって阿僧祇砲が更に強化された技。阿僧祇砲で使った6つの砲門に更に腹部にも砲門が追加されている。那由多は阿僧祇の更に上の60乗。
落花流水奈落落とし
レオゲイラとの合体攻撃。
劇中の活躍
『ROE』に登場。

#### ラストール
（水系低位・「霧」 / 水系高位・「水」）
霧の精霊ラシームと契約した魔装機。計画の後期に完成した高性能機。他の水系精霊と契約した正魔装機と異なり、接近戦を得意とする完全な戦闘用の機体で、修理装置を備えていないが、御前試合で魔装機神であるグランヴェールを破る程の性能を持つ。ただし防御力は低いのは他の水系魔装機と同じ。『ROE』では修理装置が付いての登場となった。
ファング・ザン・ビシアスがガルガードの後に操者となるが、地上人召喚事件後に失踪してしまったため操者不在となってしまう。その後、マサキ達の仲間になったジノ・バレンシアが操者となる。
契約精霊のラシームが極めて不安定であり調整に細心の注意が必要である。『POJ』ではジノとの決闘のダシにするためコーデックの手でロックがかかっているにもかかわらず強引に起動させられたため故障、結局最後まで修理が完了することはなかった。
武装
戒めの霧
右手から結界を展開後標的の周囲に霧を発生させ、そこに左手から雷を発生させ相手に向かって放電する武器。
必殺技
裁きの雷 / 最後の審判 / 絶え間なき断罪
専用の実剣を標的に突き刺しそこに雷を落とす必殺技。不易久遠流奥義の一つで、ジノが操者になって以降使用可能となる。『LOE』ではフル改造すると、さらに強力な「最後の審判」にランクアップする。『ROE』では「最後の審判」をフル改造すると「絶え間なき断罪」にランクアップする。
虚空斬 / 真・虚空斬
斬り裂いた標的を虚空に消滅させてしまう必殺技。ジェイファーと違い剣のグラフィックが表示される。ジノの妹弟子であるロザリーがジェイファーの操者になった場合、同時に使用可能となる。『LOE』ではフル改造すると、さらに強力な「真・虚空斬」にランクアップする。
劇中の活躍
『LOE』よりに登場。「第1章」ではインターミッションのリストに登録された後のファングが搭乗しており、「第2章」ではジノを仲間にした場合に登場する。『POJ』ではコーデックが持ち去るときに無理をしたため破損し修理に回される。

#### ガルガード
（炎系低位・「雷光」 / 炎系高位・「炎」）
雷光の精霊ガルナンサと契約した魔装機。計画の後期に完成して採用された16番目の魔装機。非常にバランスが良く魔装機神にも匹敵する性能を持ち、飛行能力を有しているが、魔装機神のように自意識が宿ることはなかった。ウェンディが設計を担当した2番目の機体であり、サイバスター開発で得たノウハウがガルガードの開発に活用されている。そのため設計思想はサイバスターに近い。初期の設定では精霊は雷となっていた。
4本の腕が特徴的な機体で本来は格闘戦にその真価を発揮するが、すべての腕を使いこなすのは操縦に長けた魔装機操者でなければ不可能とされる。外装デザインの担当者が同一だったため、外観はグランヴェールに似ている。
ファングが試験的に搭乗した後、地上人召喚事件では、カークス軍指揮官のカークス・ザン・ヴァルハレビアが搭乗する。その後は、カークスの息子のザッシュが操者となる。なお『EX』において一度だけ、カークス軍にあったはずのこの機体に、なぜかフェイルが乗っている姿を確認することができる（『第2次OG』ではハガネに乗艦したため該当シーンは存在しない）。
ザッシュの離脱により操者不在のままフリングホルニに収納されている。
武装
リニアレールガン / ハイパーレールガン、ギガソートカノン / アサルトキャノン
それぞれガルガードの射撃武器の1つ。両肩にリニアレールガン、両脚にギガソートカノンがそれぞれ一門ずつ計四門が搭載されている。「リニアレールガン」は『LOE』ではフル改造すると、さらに強力な「ハイパーレールガン」にランクアップする。「ギガソートカノン」は『ROE』ではフル改造すると、さらに強力な「アサルトキャノン」にランクアップする。
ブラッシュブレード
ガルガード専用の接近戦用の実剣。DS版では二刀流で斬りつける。
対空ミサイル
ガルガードの射撃武器の1つ。『EX』でのみ使用可能。
必殺技
黒き霹靂
標的に黒い雷をまとった黒い閃光を放つ必殺技で、ガルガードの操者となったザッシュが、修行中に独自にあみ出した。名称の霹靂とは落雷のこと。必要気力が＋1というのが特徴。DS版では、4つの腕から雷を起こしそれを相手に投げつけた直後にギガソートカノン（？）を撃つ。カノンが雷と融合しそのまま相手に向かう。
雷冥剣 / 冥皇活殺剣 / 活殺剣・焔
ブラッシュブレードに稲妻をまとわせ標的を斬りつける必殺技で、自らの力量不足に悩むザッシュが、ジノから伝授してもらった不易久遠流奥義の一つ。『LOE』では、シナリオ「イスマイル強奪」終了時にレベル41以上で取得イベントが発生する（邪神ルート限定）。またフル改造すると、さらに強力な「冥皇活殺剣」にランクアップする。 DS版では、ブラッシュブレードを地面につきたて、もう一方を上空に放り投げ結界を展開し雷を召喚。その後4本の腕それぞれにプラズマソード（？）を持ち相手に突撃しつつ切り刻む。冥皇活殺剣では最後にさらに追撃が入る。『ROE』では「冥皇活殺剣」をフル改造すると「活殺剣・焔」にランクアップする。冥皇活殺剣と同様に結界を展開するが、この結界を相手に飛ばして拘束。4本の腕それぞれにプラズマソード（？）を持ち相手に突撃し、最後に左右の腕2本ずつで巨大な剣を作り両断する。
なお、タイトル画面でしばらく放置していると始まる戦闘デモでは、ファングがガルガードでこの技を使っている。
劇中の活躍
『EX』・『LOE』・『第2次OG』に登場。 『EX』ではリューネの章で、カークスと共に行動する一部ステージで使用可能。『LOE』では、「第1章」ではインターミッションのリストに登録される前のファングが搭乗しており（インターミッションのリストに登録された後はラストールに搭乗するため、「第1章」では改造できない）、「第2章」では中盤以降ザッシュが搭乗して使用可能になる。『第2次OG』ではリューネルートで使用可能。後半にザッシュと共に地上世界にやってくる。

##### ガルガーディア
（炎系低位・「稲光」 / 炎系高位・「炎」）
稲光の精霊ガルディスと契約した魔装機。「魔装機計画」の後期、ガルガードと同時期に開発された兄弟機（レミア曰く姉弟機）で特徴的な腕部「アグレッシブアーム」は最大稼動時には計6本が稼動し、格闘戦において無類の強さを発揮するが、性能をフルに引き出すのは困難を極める。それ故、ガルガードと同程度の極めて高い性能を持ちながら、レミアが操者適性を見せるまで使用されなかった。
携行武器として専用の実剣が生産されているものの、操者のレミアが打撃による格闘戦を好むため、装備されていない。
武装
ハイパーレールガン
肩部の砲門から放つレールガン。
アグレッシブアーム/バーニングヒート
腕での格闘攻撃。フル改造すると「バーニングヒート」にランクアップし4つの腕から火炎弾を敵に向けて投げつけ、アグレッシブアームでの打撃のあと魔方陣を展開し相手に打ち込む。
テルミウムバスター/テルミットブレイズ
腰部に装備されているビームキャノン。フル改造すると「テルミットブレイズ」にランクアップし魔法弾を発射する。
必殺技
ハイパーメガビームキャノン
ルートにより追加される武装で、もともとはロヨラがエウリードⅡの標準武装として生産していた分をアンティラス隊が発見し、グランヴェールに取りつけるはずだったが、操者のヤンロンの判断により、カークスの娘であるレミアが受け継ぐことになった。超魔装機用の武装である為、ダウンサイジングがされており、武装自体のデザインも変更が加えられている。ダウンサイジングしても必要エネルギー量は莫大であり、ガルガーディアの永久機関では最高出力が満たせないため、砲の各部に補助エネルギー機関を搭載することでそれを補っている。
レイジング・バースト
通常の腕部に加えアグレッシブアームを稼働させそれぞれに雷光を纏わせ相手にラリアット等の格闘攻撃の後、火炎攻撃を相手に打ち込む
ライトニングスマッシュ
アグレッシブアームを稼働させそのまま相手に突撃、乱打攻撃で相手を空中に打ち上げたあと叩きつけ、全身に雷撃を纏ったまま相手を貫く
劇中の活躍
『POJ』に登場。

### 儀礼用魔装機・因数外

#### ノルス
（水系低位・「泉」 / 水系高位・「水」）
魔装機計画で、最初に開発された魔装機で3機が製造された。1号機が精霊との契約に失敗して消失してしまったため、正式採用されず廃棄処分寸前となる。しかしフェイルによって残りの2機に泉の精霊ノルアとの契約に成功したため廃棄を免れ、妹のセニア・グラニア・ビルセイアとモニカ・グラニア・ビルセイアに護身用に与えられ、式典などでも使用された。戦闘には不向きであり、修理装置と補給装置を搭載している。ラングラン崩壊後は、2機ともシュテドニアス軍に捕獲されてしまうが、戦闘に使用されることは無かった。
女性的な外観をしており、両腕が本体と接続されておらず浮いているのが特徴。カラーリングはSFC版『EX』では2機とも緑色をしていたが、PS版『EX』ではセニア機が青色、モニカ機が緑色となっている。
武装
リッパークロー
長く伸びた爪で標的に斬りつける接近戦用の武器。
ブラス・ナックル
標的に向け拳から光球を発射する射撃武器。
イビルアイ
標的を睨み付ける（邪視する）ことでダメージを与える呪術攻撃。
劇中の活躍
『EX』・『LOE』（PSP版のみ）・『第2次OG』に登場。シュウの章ではモニカ機の奪取イベントがあり、成功すると貴重な修理要員として活躍する。SFCとDS版『LOE』では「第1章」など本来この状態で登場する場面でも、改良後のノルス・レイになっているため未登場（PSPでは登場する）。

##### ノルス・レイ
（水系低位・「泉」 / 水系高位・「水」）
シュウと行動を共にするようになったモニカが、地上人召喚事件後に自らのノルスを改良した機体で、『OGDP』ではアルバーダ、エルマ、ヨンの協力の元で改良がおこなわれている。「レイ」はラ・ギアスの言葉（ラングラン語）で「改められた」という意味で、ニュアンス的にはノルス改と言った所。一部の武装を除き性能に変化はないが、外観がより女性的なものになっており、『α外伝』ではスカート部分が常にフワフワと動いている。なお、修理装置は有機ナノマシンを使用している。
セニア機のほうは『LOE』「第2章」時開始にはすでに同様の改良がおこなわれているが、改良時期は不明。
『LOE』「第1章」と『α外伝』のセニア機はノルスの存在自体が省略され、当初よりノルス・レイで登場する。
武装
プラズマソード
腕が通常の魔装機と同じ仕様に変更されたため、「リッパークロー」に代わり新たに用意された接近戦用の武器。『第4次/S』、『ROE』では使用不可能。
ディフェンスダガー
『ROE』でプラズマソードの代わりに装備された近接武器。その名の通りの護身用的兵装で、攻撃力は乏しい。
ブラス・ナックル
ノルスと同様の武装。『α外伝』では設定画にも描かれている、両腕を射出して標的にぶつけるものになっている。『ROE』では使用不可能。
イビルアイ / チャームアイ
ノルスと同様の武装。『α外伝』では使用不可能。『ROE』では「イビルアイ」をフル改造することで移動後に使用できる「チャームアイ」にランクアップする。
広域修理装置
『ROE』でセニア機に追加された兵装。有機ナノマシンを広域に散布することで周辺全ての味方機を修理するMAP兵器。マサキの言葉をヒントに改良、装備された。スパロボでは初の回復型マップ兵器（スーパーロボット大戦NEOに登場するリュープリースト・バウルスも同様の機能を持つが、これはマップ兵器ではなく補助魔法に分類されている）。
必殺技
エンジェルウィスパー
標的に向けて天使の輪を射出し斬り刻む、ノルス・レイの最強武装。『α外伝』では演出が大きく変化し、背中の羽を天使の羽に変えて、標的に羽吹雪を浴びせるものになっている。『第4次/S』では使用不可能。
エヴァンジェリックセレニティ
『POJ』でセニア機に追加された必殺技。十字型の魔法陣で拘束した標的に翼から発する光で攻撃する。『α外伝』版のエンジェルウィスパーに近い技。
劇中の活躍
- 旧シリーズ - 『第4次/S』・『LOE』に登場。『LOE』では、容量の都合のためか、最初からノルス・レイの状態で登場する。
- αシリーズ - 『α外伝』に登場。
- OGシリーズ - 『第2次OG』で舞台が地上に移行した後にモニカ機が登場。
- 魔装機神 - LOE第1章ではスポット参戦として登場。第2章からは序盤から参戦し、必ず仲間になる。以降『ROJ』『POJ』と長らく戦い続けたが、『COE』でセニア機は大破。修理は可能だったが時間が無く、そのまま役目を終える。広域修理装置のみが条件を満たすとノルス・グラニアに装備される。モニカ機はシュウの手でさらなる改造が行われ、ノルス・グラニアに強化される。

###### ノルス・グラニア
（水系低位・「泉」 / 水系高位・「水」）
ノルス・レイ（モニカ機）をシュウの意向によって大幅な改造を施した機体。装甲と武装が強化された事で、通常の魔装機と互角以上に戦う事が可能。
劇中の活躍
『COE』に登場。シュウがモニカが万一孤立しても最低限の自衛能力を持たせたいという意向で改修を行った。元のノルス・レイに比べ戦闘能力が大幅に強化されたが、修理・補給機能は取り払われているため使用できない。ハードポイントが余っていたらしく、条件次第でセニアのノルス・レイに装備されていた広域修理装置が追加される。

#### イスマイル
（大地系低位・「霊山」 / 大地系聖位・「闇」）
ガルガードに次ぐ17番目の正魔装機として開発されていたイレギュラー機。政治的な理由で未完成で放置されていたが、地上人召喚事件後に魔装機神の独自行動に危機感を抱くようになったラングラン政府によって、ラングランを防衛する目的で開発が再開されることになった。
設計者のウェンディ・ラスム・イクナートは開発再開要請を固辞したが、ウェンディの体を徐々に乗っ取りつつあったテューディ・ラスム・イクナートによって、設計段階からさらに強化され完成された。大地系低位、霊山の精霊ネーゼと契約を結んでいるが、テューディによって精霊の力が聖位並にまで昇華されており、その性能は魔装機神はおろか超魔装機すら凌駕する。
防衛用に開発されたためか、極めて高い防御力、耐久性に加え、驚異的な自己再生能力を持ち、完全に撃墜しなければ直ちに再生を始め、最初にマサキ達がアカデミーで交戦した際には上半身と下半身を切り離すことで完全に再生できないようにしなければならなかった程である。「イスマイル」とはラ・ギアスにおける復讐の女神の名前で、この機体を生み出したテューディの心情を象徴するネーミングとなっている。
完成後は、ラングランへの復讐を企むテューディ、もしくは復権を目論むラセツ・ノバステによってシュテドニアス軍にもたらされた。他の超魔装機とは違い、『ROE』や『POJ』では登場しない。
武装
カーズ
標的に呪い（カーズ）をかけてダメージを与える呪術兵器。
プラグマティックブレード
イスマイルの左腕に括りつけられているハルバード状の近接戦闘用の実剣。
ビッグバンウェーブ
ビッグバンの名の通り、大爆発を起こし周囲の標的にまとめてダメージを与えるMAP兵器。
オメガブラスト
射撃武器の1つで、渦巻くエネルギーの奔流を放つイスマイルの最強武装。DS版では白と黒の結界を展開。背中の砲門から白と黒の光弾を発射する。
劇中の活躍
『LOE』に登場。ルートによってシュテドニアスに渡る経緯は異なる。

##### ネーゼリア
（大地系低位・「霊峰」 / 大地系高位・「大地」 / 大地系聖位・「闇」）
かつて17番目の正魔装機として開発されていたイスマイルの後継機に相当する機体。契約精霊は大地系低位、霊峰の精霊ネーゼムール。イスマイルに比べて出力は高位レベルで純粋な性能は劣るものの、危険な技術を排除した事で機体の安全性と信頼性は高くなった。安全性を重点に設計がされており、驚異的な再生能力を失ってしまっているが、防御面では堅牢な機体として仕上がっている。
本来、「ネーゼリア」という機体名はイスマイルのものであったらしい。
武装
メガビームキャノン
ブレードの刀身を展開し、そこからビームを放つ。
プラグマティックブレード
カーズで相手を拘束してからのブレードでの斬撃。
バスターキャノン
肩部からの強力なビーム攻撃。
必殺技
ファンタズマブラスト
ブレードを地面に刺しネーゼムールを召喚しつつ同様に空中からも召喚させ機関出力を突破させたネーゼリアがそれぞれを集束し、光と闇の球体を作成させそれを相手を挟み込むように投げつる
劇中の活躍
『COE』に登場。

### 準魔装機
正魔装機を元に建造された量産型魔装機。

#### ブローウェル
（大地系低位・「林」 / 大地系高位・「大地」）
ディアブロを基に開発された量産型魔装機で、主に国境警備隊などに配備されている。契約精霊は森の精霊ディノスの分け御霊でもある林の精霊ウェリント。ディアブロの機体バランスの良さを引き継いでいるが機体性能が不足気味のため砲撃による支援運用がメイン。外観はディアブロを簡略化したものになっており、ディアブロでは2連装だったリニアレールガンが単装式に変更されている。またカラーリングも薄い緑色となっている。
地上人召喚事件では主にフェイル軍の主力機として配備されており、ほかにはカークス軍でも使用されている。
生産性を優先した簡略な構造ゆえに拡張性は非常に高くブローウェルカスタムのようにカスタム次第では高性能となる。
なお、SFC版『LOE』には容量の都合か登場せず、ラングラン軍配備の量産魔装機は全てルジャノール改だが、PSP版『LOE』ではマップ上のアイコンがブローウェルに差し替えられている。
『第2次OG』ではマサキのルートでトールス機が仲間になる。『EX』で後述のカスタムだけに搭載されていたパルスレーザーと対空ミサイルが追加されている。
武装
リニアレールガン
前述の通り、単装式のものが両肩に1門ずつ搭載されている。
劇中の活躍
『EX』に登場。PSP版『LOE』では一部MAPでルジャーノ改と入れ替わり登場している。
『POJ』ではレミアが初期に搭乗しており、ガルガーディアに乗り換えると使用できなくなる。

##### ブローウェルカスタム
フェイル軍の将軍ケビン・ザン・オールトが、自らのブローウェルを改造した機体。オールト曰く「魔装機神にも遅れを取らない」の言葉通り、かなりのチューンナップが施されており（同時に登場するヴァルシオン改にあらゆる面で匹敵するほど）、ビーム吸収能力を備えている。カラーリングはSFC版『EX』では通常のブローウェルと同じ緑色だが、PS版『EX』では薄い赤色になっている。
劇中の活躍
旧シリーズ
『EX』に登場。マサキやリューネの章の最終話で敵として登場する際には、かなりの強敵として登場する。ちなみに、マサキの章中盤でシュテドニアス軍に苦戦するオールト達をマサキ達が救援に駆けつける場面があるが、その時オールトが乗っていたのはカスタム前のブローウェルである（出撃準備画面でマップの確認を行うとそれが確認できる）。
第2次OG
『EX』と同じだが、上記の救援の場面でもブローウェルカスタムに搭乗している（こちらもマップ確認でわかる）。また、セニアの台詞からエリアル王国の部品を使っている事が判明する。

#### ガディフォール
（風系低位・「砂塵」 / 風系高位・「風」）
ソルガディを基に開発された量産型魔装機で、契約精霊はソレイドから分離した御霊、砂塵の精霊フォーラ。ソルガディ同様に飛行可能で、多数の射撃武器を活かした砲撃戦を得意とする機体。外観はソルガディのカラーリングを薄い黄緑色にしたものだが全体的に少し小型になっている。
地上人召喚事件では主にカークス軍の主力機として配備されている他、戦乱の終盤はフェイル軍でも運用されている。また、シュウと行動を共にするようになったテリウスが使用する機体は、地上人召喚事件後にかなりの改造が施されている。
劇中の活躍
- 旧シリーズ - 『EX』・『第4次/S』に登場。『第4次/S』ではテリウスが搭乗しているが、テリウス自身の意向により戦闘には参加する場面は無い。また『LOE』ではシナリオ「メモリアル・デイ」の回想シーンでザッシュやテリウスが搭乗しているが、グラフィックはソルガディのものを使いまわしにしているため、色が青い（リメイク版では薄い黄緑色に変更されている）。
- OGシリーズ - 『第2次OG』・『OGDP』に登場。『EX』でハンブラビに搭乗していたラテルもこちらに搭乗している。『第2次OG』ではザッシュの正式参戦時に既にガルガードに搭乗しているため味方として使用する機会はない。『OGDP』ではガエン機・テリウス機が登場する。
- 魔装機神 - ブローウェル同様にラングラン軍に配備されているが、アンティラス隊にも予備機として数機が配備されている。アハマドも脱退時にこの機体を譲り受けて乗っていった。

### 超魔装機
超魔装機（ちょうまそうき）とは、カークス・ザン・ヴァルハレビアが提案した「超魔装機計画」で開発が提案された魔装機。また、超魔装機計画とは無関係なものの、同様のコンセプトで魔装機神を超える性能を発揮したデュラクシールも超魔装機と呼ばれている。名称は「魔装機を超える兵器」という意味で、精霊とは契約しておらず正確には魔装機ではない。
不安定要素である高位精霊の加護を受けずに魔装機神以上の性能を引き出すことを目的としており、魔装機神を超える大出力を実現するため通常の魔装機に比べ巨大な姿をしている。また、地上人召喚事件により召喚されたヴァルシオンやモビルスーツ（ガンダムシリーズ）など、地上の兵器から技術を流用して開発されており、さらには異星人の技術を取り入れて開発されたヴァルシオン改を経由して、異星人（ゾヴォーグ）の技術も流用されている。
なお、初登場したスーパーファミコン版『EX』では、超魔装機という分類は強力な魔装機という意味であり、デュラクシールが超魔装機に分類されているのもここに由来している。

#### エウリード
超魔装機計画中止に伴い設計段階で開発中止になった超魔装機。しかしシュテドニアス軍によるラングラン侵攻時に、カークスによって秘密裏に開発が続行されプロトタイプを含めて3機が製造された。
グランヴェールとザムジードのデータを基に開発され、強力な火力と強固な装甲を兼ね備える。さらに地上から召喚された機体の技術も取り入れ、一部の武装にフィードバックさせている。また、設定上では精神波による6基の遠隔誘導攻撃ポットを装備しているが、いまだにゲーム中の描写はない。
カークス機はリューネ達との戦いで撃破されたが、他の2体はカークス軍が旗上げしたカラタミーフィ州の洞窟内に隠されており、同州が地上人召喚事件後もシュテドニアス連合領となったことでシュテドニアス軍の手に渡った。生産が比較的簡易な設計となっていたため『ROE』ではマルテナ社に量産され、シュテドニアス聯合軍（南部軍）の指揮官機として運用される。
武装
ビッグバンウェーブ
両肩の白い突起部分から放出したエネルギーを収束して地上に叩きつけることで大爆発を起こし、周囲の標的にダメージを与えるMAP兵器。
中性子ビーム
胸部搭載のグランヴェールと同規格の射撃武器。『EX』・『第2次OG』で使用。
リニアレールガン
腹部の砲身から射出。
ハイパーレールガン
リニアレールガンと同じ砲身から射出。『ROE』・『第2次OG』で使用。
メガビームサーベル / ハイパープラズマソード
近接戦闘用の武器。「メガビームサーベル」は『EX』に、「ハイパープラズマソード」は『LOE』に登場。『EX』では無消費の最強武器であった。
メガ粒子砲 / ハイパービームキャノン
射撃武器。「メガ粒子砲」は『EX』に、「ハイパービームキャノン」は『LOE』に登場。DS版以降ではエゼキエルのオルガ・キャノンのように大口径のビームキャノンを胸部に構え、両肩側面の突起物でエネルギーをチャージして発射する。
劇中の活躍
『EX』・『LOE』・『ROE』・『第2次OG』に登場。『EX』のリューネの章ではラスボスとして登場、『第2次OG』でもリューネと同行するルートの最後に登場。

##### エウリードII
ロヨラ主導の下で試験的な改造が施されたエウリードの改良型。元々の試案ではもともと高性能な出力をさらに増強、戦術級兵器の運用をさせる予定であったが現状以上に出力を強化するには技術的困難が多くプラーナ増幅装置強奪事件の原因になってしまった。そのためか非常に武装が少ない。
劇中の活躍
『POJ』に登場。新型のプラーナ増幅装置を搭載している。
ハイパープラズマソード
近接戦闘用の武器。
ハイパーメガビームキャノン
射撃武器。背部と繋がっているチューブを大口径のビームキャノンに接続し、胸部に構えて発射する。

#### デュラクシール
地上人召喚事件の際に、セニアが兄のフェイルロード・グラン・ビルセイア用に、地上から召喚された機体を参考に開発した機体。精霊とは契約していないが、疑似プラーナ発生装置によりプラーナの高い操者が扱えば魔装機神を超える性能を持つが、超魔装機計画で提案された機体では無いため、作中では超魔装機とは呼ばれていない。高性能と引き換えに稼働時間がさほど長くないという欠点がある。
『EX』では地上世界のモビルスーツにセニアが影響を受けたため、ガンダムタイプの重モビルスーツを参考にした外観になっている。設定画のSDイラストではSDガンダム同様に瞳が描かれているが、ゲーム中では瞳は描かれておらず他の魔装機と同様の仕様になっている。武装も地上世界の機体と同じものを備えており、MAP兵器を無効化することが可能。精霊レーダーなどでは捜索できないほどのステルス性を誇っているが、サブとして一部に使用されている対消滅動力から発生するニュートリノで捜索が可能。当初は脱出装置が搭載されていたが、敗れた際は死ぬつもりだったフェイルによって取り外された。
フェイル機はマサキ・アンドー達によって撃破され、設計図はセニアによってアカデミーに厳重に保管されたが、テューディによって、アカデミーもしくはシュテドニアスで2機が復元されシュテドニアス軍で運用された。なお、保管されていた設計図は既に脱出装置が存在しない仕様だったようで、知らずに使用した搭乗者は撃破された際にいずれも離脱できずにそのまま爆死している。ラングランで再生産された際には脱出装置を搭載した機体をガエンが運用した。問題があるとのことで改造できず、数話で再調整のために前線から外れる。
なお、『OGサーガ・LOE』ではガンダムが存在しないOGシリーズの世界観に合わせて、頭部のデザインと武装に若干の変更が加えられている。
『第2次OG』ではヒュッケバインのデータを参考にして開発した事になっている。
武装
誘導ミサイル
両腕のクロー部分に発射口が1門ずつあるミサイル兵器。『EX』・『LOE（DS版）』・『第2次OG』で使用してくる。
超振動クロー
両腕に装備されたクローアーム。高速振動によって破壊力を増している。『OGサーガ・LOE』・『ROE』・『第2次OG』で使用してくる。
ハイメガビームサーベル / ハイパープラズマソード
近接戦闘用の武器。「ハイメガビームサーベル」は『EX』で、「ハイパープラズマソード」は『LOE（SFC版）』でそれぞれ装備している。
メガバスター砲
高出力のビームを発射して、複数の標敵にダメージを与えるMAP兵器。『EX』でのみ使用してくる。
メガスマッシャー
胸部のビーム砲と2基のタオーステイルから一斉にビームを発射する射撃武器。『EX』・『第2次OG』で使用してくる。
拡散ビーム
ラ・ギアス製の射撃武器。『LOE（SFC版）』のみ使用してくる。
エンタイアリィバスター
胸部に搭載されたビーム兵器。『ROE』のみ使用してくる。
タオーステイル
両肩のバインダーを射出して、遠隔操作して複数の標敵にダメージを与えるMAP兵器。『LOE』・『ROE』・『第2次OG』で使用してくる。
名称は孔雀の羽根の意（タオースはギリシャ語で孔雀を指す。）
バスターキャノン
両肩のバインダーを全て射出して、4基1組の筒状に集めて砲塔化しビームの一斉砲撃を行う。OGシリーズではその前に、射出したバインダー全基で全方位射撃を伴う連撃に変化している。
劇中の活躍
- 旧シリーズ - 『EX』・『LOE』に登場。『EX』ではマサキの章のラスボスとして登場する。また、リューネの章では、リューネとマサキが出会い、行動を共にしたルートのラスボスである。『LOE』ではルートによって復元される経緯は異なり、テューディが本格的に活動しないルートでは登場しない。
- αシリーズ - 直接本編は登場してこないが、セニアの台詞に名前だけ登場している。また、こちらではΖΖガンダムではなくΖガンダムを参考にするつもりらしい。
- 魔装機神 - 『ROE』にてガエンの乗機として登場する。その後、再調整のために永久離脱するが、武器開示率に影響するため、各武器を一度は使用しておく必要がある。『COE』では大破したノルス・レイを修理している時間が無かったため、セニアが使用。ガリルナガンとデュラクシールで援護行動をさせると、ある特殊なトロフィーが解放される隠し要素がある。ジノは模倣機と戦ったことはあってもオリジナルのデュラクシールを見たことは無かったらしい（実際、『LOE』でジノが加入するルートを通るとデュラクシールは出現しない）。アーマラは『COE』中断メッセージで「凶鳥の末裔が残っている気がする」と言っている。
- OGシリーズ - 『第2次OG』にて『EX』と同じくマサキと同行するルートのラスボスとして立ちはだかる。

##### デュラクシールII
ラセツが使っていたデュラクシールを元にして武装変更されたカスタム機。ただ原型機の開発者であるセニアから見ると、本来デュラクシールが持っているはずの性能を全然引き出せていない劣化機らしい。ラセツの元部下のマーガレットとムデカが搭乗する。
武装
原形機と同様の武装は上記を参照。
メガスマッシャー
搭載位置が両肩のバインダーに変更されている。
ディスタントガンナー
両肩のバインダーを射出して、円状に集めたバインダーとエンタイアリィバスターから一斉にビームを射出する。
劇中の活躍
『ROE』に登場。中盤でマーガレットとムデカの搭乗機としてマサキ達の前に立ちはだかる。問題点であった脱出装置がついたようで、敗北しても2人とも生きており、後にバイラヴァに転乗する。

## シュテドニアス連合製魔装機
神聖ラングラン王国の魔装機計画に危機感を持ったシュテドニアス連合が建造した魔装機。『LOE』序盤にはテロ組織「ラングラン解放戦線」へ供与され、「第1章」の終盤の頃からシュテドニアス軍でも配備された。なお一部機体はエリアル王国製でありライセンス授与して生産している。また『ROE』の作中でセニアが語った所によればこれらの魔装機の一部は、これまでの戦争で各国に流出しており、霍奕の細胞などのテロ組織でも運用されている。

### ゴリアテ
（大地系低位・「鉄」）
ラングラン崩壊前の時点でのシュテドニアスの新型魔装機で、土木作業用であったルジャノールを本格的な戦闘用として発展・開発されたCクラス魔装機。契約精霊は鉄の精霊ガハン。シュテドニアスはラングランに比べ練金学の部門で全体的に遅れているため、独自の科学技術でそれらをカバーして制作された。飛行こそ出来ないものの、出力が大きく、火力も充実している重機動タイプ。
- EX - シュテドニアス連合の主力魔装機。大地系のため装甲が厚く耐久力がある。
- LOE - 秘密裏にテロ組織「ラングラン解放戦線」に供与され、「第1章」序盤のサイバスター強奪事件の時に初めて実戦投入される。「第1章」終盤の頃には、シュテドニアス軍でも配備が始まり、「第2章」でも引き続き運用されるが、最初期に開発された魔装機という事もあり、旧式化が進むが、それでも終盤まで戦線を支えた。
- ROE - 霍奕の細胞で運用されているほか、北部軍にも引き続き配備されている。

武装
バスターキャノン
首の後ろに二つある砲塔から発射する。
プラズマソード
両手の甲に当たる部位から数方向にビームスパイクのような状態で発生させる。
パルスクラスター
両肩部の円形インテークから光球を発射する。

### バフォーム
（炎系低位・「マグマ」）
ラングラン崩壊前の時点でのシュテドニアスの最新鋭魔装機。契約精霊はマグマの精霊ゾラット。精霊属性の相性が悪いため、登場当初はサイバスターの天敵になる。本来はCクラス魔装機として作製されていたが、調整段階で予定以上のバランスの良さを発揮し、Bクラスに分類されることになる。ただ、そのために精霊との契約にムラが生じ、各機体間の性能差がちぐはぐになっている。
- EX - シュテドニアス連合の主力魔装機。炎系のため火力がある。なお、パッケージイラストでゲッタードラゴンのトマホークブーメランを食らっているのはこの機体。
- LOE - 比較的序盤から登場する魔装機。「第1章」ではラングラン国内で暗躍するテロリストに供与されたものが敵として登場するが、終盤にはシュテドニアス正規軍にも配備されている。「第2章」にも引き続き登場しシュテドニアス軍で運用されるが、大分旧式化してきたこともあり、続々と開発される新型の魔装機に主力の座を明け渡す事になるが、最後まで戦線を支えた。
- ROE - テロ組織「霍奕の細胞」で運用されている。また、南部軍も戦線に投入している。

武装
ライトニングプレッシャー
両肩の突起状のパーツから雷のような閃光を放つ武器。
ウェーブパニッシャー
振動波（?）を発射する武器。
トルネードアタック
竜巻を発生させ標的を切裂く攻撃。DS版『LOE』では敵を空の彼方まで吹き飛ばすギャグ的な演出が追加された。ウェーブパニッシャーと共に魔装機神IIではオミットされている。
プラズマアックス
魔装機神IIでオミットされた前2つの武器の代わりに装備された、発振器から斧の刃状のプラズマを発生させた接近戦用の武器。プラズマソードの手斧版と言った所か。
グランドナパーム
胸部から散弾の様に発射する火炎放射。多くのゲームでは射程が短い接近戦用武器。

### ギルドーラ
（水系低位・「川」）
契約精霊は川の精霊シャレード。設計はシエーナ・ルドランティス。完成度が高く万能機ではあるものの裏を返せば長所がなく特徴がないのが特徴。生産性もゴリアテに劣るため主力とはならなかった。『魔装機神I』第1章には登場せず第2章からエリスの乗機として登場するため、地上人召喚事件前後に開発・配備されたものと思われる。『LOE』第2章時にはほとんど登場せず、一部の物好きが地上人召喚事件後も引き続き使用しているだけのようだったが、『魔装機神II』で南部軍が戦線に大量投入しているほか、マルテナ社ではカスタム化された黒いギルドーラが運用されている。
- EX - シュテドニアス連合の指揮官用魔装機。汎用性が非常に高く、ラングランのBクラス魔装機にも匹敵する性能だが、逆に言えばこれといって特徴が無い（『LOE』で量産されなかったのはそれが原因とも考えられる）。サフィーネも所有しており、展開によってはモニカの乗機となる。パッケージでサイバスターと鍔競り合いしているのはこの機体。
- LOE - シュテドニアス軍に所属していた時期のエリスが乗機にしているほか、一部の戦場に少数だが投入される。
- ROE - 南部軍で通常カラーの機体が運用されているほか、マルテナ社仕様の黒いカスタム機も存在する。

武装
ガトリングガン
腕部に収納された射撃武器。SFC版『EX』では手持ちの火器だった。
ビームキャノン
背中から突き出た砲塔状部位から発射されるビーム兵器。
プラズマソード
両腰にマウントされた接近戦用の武器。
ミサイル
両肩部アーマーのサイロ内に搭載されたミサイル兵器で、一度に大量に発射する。『魔装機神Ⅱ』でのみ使用するが、マップに空陸の概念がないため、対地ミサイルの代わりに装備されているものと思われる。
ツインプラズマセイバー
『魔装機神II』で使用する、腰部にマウントされた発振器の上下それぞれからプラズマ刃を発生させる接近戦用の武器。

#### ギルドーラII
（水系低位・「夕立」）
ギルドーラの簡易量産型。契約精霊は夕立の精霊メソディア。元のギルドーラから活躍の場を選ばない完成度を引き継いでいるが機体性能自体が下がったためむしろ器用貧乏な面が強調されてしまった感がある。『LOE』では未登場だったが、続編『ROE』では運用が続いていることが発覚している。
- EX - ギルドーラの簡易量産型。
- ROE - 北部軍で運用される。

### ナグロッド
（風系低位・「潮風」）
契約精霊は潮風の精霊ハーディ。『LOE』には未登場だったが『ROE』では序盤から登場している。支援戦闘を主眼に制作されているが、格闘戦能力も高い。
- EX - 対空攻撃を重視したシュテドニアス連合の主力魔装機。空中ユニットのみに使用可能な対空レーザーが強力。
- ROE - 序盤から霍奕の細胞で運用されていたが、中盤以降は姿を消す。

武装
ナックルパート
回転する拳を叩き付ける接近戦用の武器。
ジェネリックレーザー
『ROE』で使用される、両肩部アーマーに内蔵されたレーザー兵器。『EX』では対空レーザーを装備していたが、マップに空の概念がない本作ではこちらを使用する。

### レンファ
シュテドニアスが独自に開発した魔装機。『LOE』・『ROE』では未登場。精霊との契約をしておらず魔術的な要素が少なく、コンバーターの出力でそれらの欠点を補っている。汎用性・生産性には優れるものの春秋戦争後は性能不足のため旧式機扱いされ順次廃棄されている模様。
- EX - シュテドニアス連合の主力魔装機。飛行および変形が可能である（ただし、変形後の姿は公表されていない）。

### ダイオン
（風系低位・「北風」）
契約精霊は北風の精霊バレスト。大きな肩に対して細身の身体、全体的に小さめな脚と、右腕の巨大な爪「パワーヴァイス」が特徴的な機体。ラングラン崩壊前に実戦投入され、その時点では一部の士官用に使用されたが、「第2章」では量産されシュテドニアスの新主力魔装機となる。『EX』では未登場。『スーパーロボット大戦大事典』ではレンファの発展機と推測されていたが、『ROE』でジンオウとともにエリアル王国製であることが判明した。また、通常機は青いが、マルテナ社ではカスタム化した黒いダイオンが使用されている。ちなみに『大事典』の内容は、ダイオン以外の項目でもスタッフが推測のみで書いた文が多いため注意が必要。
武装
パワーヴァイス
左腕に装備された大型クロー。
リニアレールガン
左腕のパワーヴァイスの掌部に砲身がありそこから電磁加速した弾丸を発射する。
マスドライバー
左手で展開した魔法陣を潜り、発生させた竜巻と共に敵に突撃する攻撃。

### エンバローズ
（大地系低位・「峠」）
契約精霊は峠の精霊ボナンド。シュテドニアスの魔装機。ジンオウ製作のノウハウを利用して造られ、装甲を強化した見返りに機動力が低下した。主に格闘戦を得意としており、メインウェポンのパイルストライカーのパワーは侮れない。主に南部軍で使用されているが、カスタム化した同機がマルテナ社でも運用されている。
武装
フラクタルキャノン
主兵装のであるパイルストライカーの砲口から発射されるビーム兵器。
デュエルナックル
右手の拳を発射するロケットパンチ系の武器。
パイルストライカー
左腕に装備された主兵装。発射装置の砲口から敵機に杭を三本連続で同じ場所に打ち込み、そのまま左腕の発射装置で杭を打ち込んで敵機を破壊するパイルバンカーの一種。

### ローゼルライ
（風系低位・「烈風」）
契約精霊は烈風の精霊レシオ。シュテドニアス（南部）の新型魔装機。可変機構を持つ。人型・航空機形態双方で機動性が高いのが特徴でその高速を活かした一撃離脱戦法を得意とする。『ROE』の序盤から投入され、終盤まで運用される。
武装
4連ファランクス
両肩に2門ずつ計4門装備された小火器。
ウィングスピナー
カッターになっている主翼で敵機を斬り裂く。
ブラストチャージ
変形し敵機に突撃する。

### ジンオウ
（炎系低位・「灼熱」 / 炎系高位・「炎」）
エリアル王国製の高性能機で上級指揮官用。灼熱の精霊リガルと契約しているが独自のブースターにより出力は高位レベルにまで高められている。巨大な翼と腕の「ゲイルブレード」が特徴的な機体。実験機的要素が強いため整備に手間がかかるなど大量生産には不向きのため高級士官・エース向に少数生産されるにとどまっている。。『ROE』でもムデカやマーガレットが序盤に使用するほか、北部軍でも少数運用される。
武装
ゲインドッシュ
左右の翼の間接部にある発射口から発射すれるビーム兵器の一種。
メガビームキャノン
前腕部に装備されたビーム兵器。『ROE』では使用不能。
ゲイルブレード
両腕にそれぞれ装備された三連装の刃。
ガイストカッター
外周部に炎の刃を発生させた円盤状の武器。リメイク版『LOE』及び『ROE』ではゲイルブレードからエネルギーの刃を発生させ、回転を加えて相手に投げる。

### キョウメイ
エリアル王国製魔装機。ジンオウ、ダイオンより強力な第三世代魔装機。低位精霊との契約ながら、独自のブースターにより、魔装機神にも劣らぬパワーを発揮する。
武装
ブレイクブレイド
戟に似た近接戦闘用の実体剣
ウェイブレーザー
ホーミングレーザーのように曲射軌道を描くレーザー兵器。胸部から発射される。
ウイングショット / ガイストカッター
『POJ』で追加。羽型のパーツをカッターとして投げ飛ばす。ランクアップするとジンオウと同じ武器になる。ジンオウと異なり、背面の羽型のパーツを円盤状に組んでいる。

#### キョウメイ朱
（炎系低位・「輝煌」 / 炎系高位・「炎」 / 炎系聖位・「光」）
双子の撃墜王サンドリーブ姉妹の姉ニコ・サンドリーブ専用のキョウメイ。契約精霊は輝煌の精霊カグツチ。シュテドニアスの練金学士シエーナ・ルドランティスによってカスタム化されている。
武装
ウェイブレーザー
胸部に装備された拡散ビーム砲。
ブレイクブレイド
ブレイドというよりは薙刀に近い形状をした武器。
ウイングショット / ガイストカッター
『POJ』で追加された武装。手裏剣のようなカッターを飛ばす。フル改造でガイストカッターにランクアップ。ジンオウとほぼ同質の武装だが、分割された刃を円盤状に合体させて投げつける。
必殺技
天地無明剣・叢雲（てんちむみょうけん・むらくも）
専用の七支刀で十字に切りつけた後、敵機の周囲に発生させた無数の剣をそのまま突き刺して光球の様にした状態で敵機を上空に打ち上げ、そのまま爆発させる技。
双撃・陰陽両儀勁（そうげき・いんようりょうぎけい）
キョウメイ蒼との合体攻撃。魔力を集中させ、空中に打ち上げた敵に左右から連続で斬り刻み、最後に左右からの掌底で魔力を撃ちこみ爆散させる。不易久遠流の奥義。鏡写しの如く全く同じ動きを見せる双子ならではの奥義。

#### キョウメイ蒼
（水系低位・「水鏡」 /水系高位・「水」 / 水系聖位・「刻」）
双子の撃墜王サンドリーブ姉妹の妹リコ・サンドリーブ専用のキョウメイ。契約精霊は水鏡の精霊ミナモ。キョウメイ朱同様にシュテドニアスの練金学士シエーナ・ルドランティスによってカスタム化されている。キョウメイ朱と機体性能そのものに違いはないが操者のプラーナが性能に反映されるため若干の違いが発生する。
武装
ウェイブレーザー
朱と同様。
ブレイクブレイド
朱と同様。
ウイングショット / ガイストカッター
『POJ』で追加された武装。朱と同様。
必殺技
天地幽明剣・八雲（てんちゆうめいけん・やくも）
専用の七支刀でV字に切りつけた後、自機の周囲に発生させた無数の剣をそのまま敵機に撃ち込み、トドメに七支刀を敵機に突き立てて破壊する技。
双撃・陰陽両儀勁（そうげき・いんようりょうぎけい）
キョウメイ朱との合体攻撃。

### トゥルーク
（水系低位・「水沫」 /水系高位・「水」）
契約精霊は水沫の精霊ジャザリ。上半身は人型で下半身が蛇という、ギリシャ神話の「ラミア」のようなデザインをしたシュテドニアス軍の最新鋭魔装機。魔装機神に対抗すべく開発された試作実験機で、採算を度外視して最新技術を投入した製造は数機にとどまり結果実質的にルビッカ・ハッキネンの専用機となってしまった。洗脳したエリスに使わせた（ただし洗脳が解けた時のために自爆装置が仕込まれている）こともある。なお戦闘で破壊された際、本機の修理費はルビッカの自腹の様で、個人所有に近い状態の模様。
武装
セルーション
機体前方に展開した魔法陣から発射される飛び道具。バゴニア軍の魔装機、ギンシャスも同様の武器を装備しており、SFC版ではエフェクトも共通していた。
カクテュス
槍の様な形状をした接近戦用の手持ち武器で、連続で敵機に突き立てる。
メガウェーブパニッシャー
4本の腕から衝撃波を放つ。名称からウェーブパニッシャーを強化版である事がうかがえる。
ヴォーゲ
SFC版『LOE』では津波を発生させ、敵を飲み込む。DS版では地面にカクテュスを突き立て展開させた魔法陣から、無数の水玉を発生させ、上空に打ち上げた後、敵機に降り注がせる。

### バイラヴァ
（大地系低位・「真赤土」 /大地系高位・「大地」）
シュテドニアス軍が、カークス将軍の隠していたエウリードを捕獲し、その技術とシュテドニアスが積み重ねてきた魔装機開発技術を融合して開発した最強の魔装機。真っ赤な機体と2本の尻尾が特徴。超魔装機に分類されるが、真赤土の精霊ゴドソの守護を受けている。ラセツの最後の搭乗機（シナリオにもよるが）となった。後にマルテナ社で量産され、ムデカとマーガレットの乗機となる。
武装
ハイパープラズマソード
近接戦闘用の武器。
スパイラルナックル
近接戦闘用の武器。『ROE』でのみ使用する。
バスターキャノン
2本の尻尾からビーム砲を発射する。大地系魔装機の標準装備。
メガフレイムバスター
2本の尻尾を使って、大地から地熱を吸収し、それを巨大なエネルギーとして放出する武器。『LOE』時点での本機の最強武器。
メテオバスター
メガフレイムバスターと同様に2本の尻尾を使って、大地から地熱を吸収する。その後、空中に向ってエネルギーを放出し、火球を作って落とす武器。『ROE』でのみ使用する。
ビッグバンウェーブ
大爆発を起こし周囲の標的にまとめてダメージを与えるMAP兵器。
劇中の活躍
『LOE』の最終シナリオの一つ、「ラセツの最期」において実質上の最終ボスとして登場するが、バイラヴァが登場するルートに進むには隠し要素の多くを諦めねばならないこともあり、『LOE』において戦うことが最も難しい敵ユニットといえる。
『ROE』ではラセツの部下の機体として登場している。

## バゴニア連邦共和国製魔装機
神聖ラングラン王国の魔装機計画に危機感を持ったバゴニア連邦共和国が建造した魔装機。その時の機体がラングラン王国から追放されたゼツ・ラアス・ブラギオの手によって開発され、多脚型や節足虫型など非人型の機体が多く見られる。
『POJ』では次期主力機としてウェルスシリーズが量産されており、ゼツ製の魔装機は排除されつつある。

### アゲイド
（風系低位・「かまいたち」）
守護精霊はかまいたちの精霊クノーツ。バゴニア連邦共和国が最初に開発した魔装機。ウィルテクスと呼ばれる、ククリに似た「く」の字型の剣を装備している。人型ではあるが、虫を連想させる有機的なフォルムが特徴。

#### アゲイド+
（風系高位・「風」 / 風系聖位・「空」）
アゲイドの強化型。契約精霊は原型機と同じ。色は青から赤に変わっている。この機体に限らずバゴニア連邦共和国の強化型魔装機は指揮官機として運用されることが多く、原型となる機体とはHPが万単位で違っている上に属性も高位となっているためにかなり強力になっている。ファングが仲間に戻ってきた時に搭乗していた機体だが、下記のギンシャス同様の理由と、ファング自身の意志によりセニアによって解体されている。

### リブナニッカ
（炎系低位・「不知火」）
契約精霊は不知火の精霊ギニ。多脚タイプの魔装機。サソリなど節足動物を思わせるデザインでゼツの嗜好が反映されている。構造上練度が低い操者でも転倒せず投影面積も小さいなど現場からの評価は高かったという。ゼツが好んで乗っていたためかバゴニアの軍縮では真っ先に廃棄された模様。

#### リブナニッカ+
（炎系高位・「炎」）
リブナニッカの強化型。契約精霊は原型機と同じ。リブナニッカの性能が低かった分、大幅に強化されている。ゼツが好んで使用する魔装機。ガッツォーが完成しなかった場合、最後までこの機体に乗ることになる。

### ギンシャス
（水系低位・「湖」 / 水系高位・「水」）
契約精霊は湖の精霊ポルワ。人型の魔装機だが、アゲイドと同じく昆虫、特に羽を連想させるフォルムが特徴。ゼツの技術を応用して民間企業が開発した機体であり、そのためゼツの失脚後も配備されている。開発計画提出時ゼツはガッツォー開発に集中していたため黙認に近い承認を行ったという。ゼツの技術を汲む魔装機は装甲に特殊な金属が使われており、それが発する波から位置が特定できる。そのためジノが乗っていたギンシャスは最終的に解体されることとなる。

#### ギンシャス+
（水系高位・「水」）
ギンシャスの強化型で指揮官タイプ。契約精霊は原型機と同じ。武装が追加され遠距離での継戦能力が強化された。「ウェルスシリーズ」の開発はこの機体の設計・改良データを元に行われた。
武装
グランディフォール
左右のバインダが展開し、ビームを発射。ビームは曲線を描きつつ相手に降り注ぐ。

### ベンディッド
（大地系低位・「山」）
契約精霊は山の精霊オオザム。ヤシガニのような四脚タイプの魔装機。一見虫のような姿だが、頭部は股間ではなく上部にある。簡易魔装機として設計されているため内蔵兵器が多いなど汎用性は高いもののその性能はリブナニッカに及ばない。そのためか強化型が制作されていない。
武装
ミサイル
後部ミサイルコンテナから発射する。発射時は相手の方に後ろを向ける。
グランドナパーム
頭部がせりあがり、口に相当する部分から火炎を放射する。
突進
左右のスパイク部が展開し、すれ違いざまに殴りつける。

#### ベンディッド極
晨明旅団が運用するベンディッド。改良がくわえられており軽快さが増している。
武装
巴琉巣伽怨（ぱるすかおん）
元の武装はベンディッドのパルスキャノン。
猛虎突殺撃
元の武装はベンディッドの突進。

### ガッツォー
（大地系低位・「断崖」 /大地系高位・「大地」）
ゼツが最後に作り上げた魔装機。契約精霊は断崖の精霊ヴァイン。ゼツ自身が操者だが技量不足を補うために、剣聖シュメル・ヒュールの脳が移植されており、たとえ素人が搭乗しても達人並の剣技を再現することが可能となっている。あまりに人道を逸した機体であるため、ゼツがバゴニアから見放される要因となった。なお、ゼツがシュメルを捕縛できなかった場合、出現することはない。
武装
グランドウェーブ
オリハルコンソードを大地に突きたてた後、機体を中心に地面を衝撃波が展開する。
オリハルコンソード
シュメルの剣技による斬撃。
バスターキャノン
両肩部から発射されるエネルギー砲。
ウルティウムバスター
背部からファンネルのような自律兵器「ウルティム」を多数射出し、相手を攻撃する。DS版ではウルティムによる攻撃の後、オリハルコンソードで敵機を切り刻み、ゼツのカットインの後とどめの斬撃を行う。

#### ガッツォー+
（大地系低位・「断層」 大地系高位・「大地」）
『POJ』に登場。かつてゼツが開発したガッツォーの再設計機、契約精霊は断層の精霊ヴァイフ。オリジナルのように人間の脳と搭乗者は必要ないものの、その代わりに搭乗者の脳と機体を直結する「ニュートロン・カートリッジ」を搭載しており、操者を不可逆的な改造措置を行い、すべての操作を一元化出来る代わりに搭乗者はその負担により使い物にならなくなるといういわば「使い捨てのカートリッジ」とする非人道的なものである。武装自体はほぼオリジナルと同様。本機をラーダット王国の主力機にしようとした理由はガッツォー自体が製造経緯から特許などを申請していない機体であるため、関税などのコスト面を削減できると言う理由で、セウラントに開発を依頼したヅボルバ本人はこのような非人道的な技術を使うつもりは一切なかった。
武装
グランドウェーブ
オリジナルと違いMAP兵器。
連装バスターキャノン
両肩部から発射されるエネルギー砲。オリジナルの砲身以外にオリジナルでは使用されていなった両肩の計10箇所に追加されている。
ウルティウムクラッシャー
ウルティウムバスターと同系統の技。違いはビット攻撃の後、オリハルコンソードで地面ごと叩き割る点。

#### ガッツォー∑
（大地系低位・「地震」 大地系聖位・「闇」）
『POJ』に登場。セウラントは、「ただのゲアスではない。高位精霊を支配した上で、その力を増幅させている。」と語っているが、契約精霊は大地系低位地震の精霊ヴァイエル。セウラントが自分専用に製造したガッツォー。オリジナルのガッツォーや量産型のガッツォー＋と違い大型化し、6本の脚を持つ半人半虫と言った見た目をしている。オーガイン計画の産物「統合増幅装置」、守護精霊を強制的に支配する機構「ゲアス」を搭載。これによって、精霊と人間を「燃料」として補給・強化させ、精霊と擬似的なポゼッションを行うことが可能。ただし通常のポゼッションとは異なり完全に強制させているため、支配された精霊は消耗されて最悪の場合、消滅する事となる。 機体名のΣは総和を意味する記号が地上の言語に訳されたものであり、持てる叡知の総和と言う意味が込められている。。

### ウェルスピナー
（水系低位・「頻浪」）
ギンシャスの系譜を汲む最新鋭機「ウェルスシリーズ」の一つ。契約精霊は頻浪の精霊ウォーシュ。本機は指揮官用として開発されウェルスシリーズの中でも高性能を誇る。その一方で武装がビーム砲内蔵型の斧「ハルバートランチャー」とエネルギー増幅装置内蔵の巨大な盾と取り回しが悪いものがそろっており高速戦闘や対多数戦闘を苦手とする。
劇中の活躍
『POJ』に登場。ジノの機体はコーデックが決闘用に用意したもので、ラストールを壊したお詫びとしてバゴニアから譲られウェルスピナー・レイに改良される。他にエル・バドレル隊長のズラムが搭乗し対ヴォルクルス教団及び対アンティラス隊に用いられた。

#### ウェルスピナー・レイ
（水系低位・「頻浪」 / 水系高位・「水」）
ウェルスピナーをジノ専用にカスタマイズした機体。ウェンディが改造を担当したため、ノルス・レイと同じく「レイ」と付いている。「ウェルスシリーズ」は将来の主力化を見越し高い拡張性を有していたため改造は簡単に行えたとのこと。性能が大味なオリジナルと違い、汎用性が高い。
劇中の活躍
『POJ』に登場。

### ウェルスダイン
（炎系低位・「電光」）
ウェルスシリーズの一つ。契約精霊は電光の精霊バキムュ。装甲は比較的薄い反面、小回りと運動性は非常に高く1対1の個別戦闘や斥候・遊撃任務を得意とする。
劇中の活躍
『POJ』に登場。

### ウェルスゼア
（大地系低位・「鋼」）
ウェルスシリーズの一つ。契約精霊は鋼の精霊オービル。元々は地中を掘り進んで攻撃するというプランで設計されたが却下、迷走した末にドリルによる近接戦闘中近距離戦闘用の攻撃機として完成した。
劇中の活躍
『POJ』に登場。

## エリアル王国製魔装機
エリアル王国が建造した魔装機。

### スヴェンド
（風系低位・「颪(おろし)」 炎系低位・「狐火」 水系低位・「時雨」 大地系低位・「黒曜石」）
日本の鎧武者のような姿をした魔装機。魔装機開発会社「ベルロード社」が開発・製造を請け負っている。低位精霊との契約に汎用性があり、どの属性とでも契約できる画期的なシステムを搭載している。どの属性と契約するかは、操縦者との相性による模様。またパーツの換装により強襲白兵戦・長距離支援タイプに変更可能と汎用性は非常に高い。しかし職人技が要求されるピーキーなバランスのため生産コストが高くベルロード社は販路の拡大を行っておりそのせいかよくテロ組織に配備されている。契約精霊は風系低位颪の精霊ロックォ、炎系低位狐火の精霊コクリ、水系低位時雨の精霊シズル、大地系低位黒曜石の精霊キラルであり上位機種も含めたスヴェンドシリーズ共通となっている。
劇中の活躍
『ROE』に登場。アドバーザリー部隊の一般隊員及びテロ組織霍奕の細胞のメンバーが主に搭乗している。

#### スヴェンド・オラン
（風系低位・「颪」 炎系低位・「狐火」 水系低位・「時雨」 大地系低位・「黒曜石」）
強襲白兵戦用に換装したスヴェンド。通常機に比べ装甲と機動性が強化されている一方で遠距離戦の武装を搭載していない。
劇中の活躍
『ROE』に登場。主にアドバーザリー部隊のゴシンとアオイが搭乗し活躍した。

#### スヴェンド・ゲハード
（風系低位・「颪」 炎系低位・「狐火」 水系低位・「時雨」 大地系低位・「黒曜石」）
長距離支援用に換装したスヴェンド。通常機に比べ射撃兵器が充実しており情報収集能力も向上している。
劇中の活躍
『ROE』に登場。

#### スヴェンド・ニーダム
（風系低位・「颪」 炎系低位・「狐火」 水系低位・「時雨」 大地系低位・「黒曜石」）
『ROE』時点における最新鋭機。スヴェンドシリーズの上位機種で火力・装甲・機動力すべてに優れた万能機だが職人技を必要とするピーキーな機体のため量産性が全くない。
劇中の活躍
『ROE』に登場。基本的にライコウ専用のようだが、とあるルートでは他4人の分も登場する。
必殺技
縦横無尽斬り
神祇無窮流・目録の弐「八方の型」。一気に相手の懐に飛び込み、Xの字に斬りつけてから滅多切りを行い、最後にトドメで二文字に斬る。

#### スヴェンド・デルツ
（風系低位・「颪(おろし)」 炎系低位・「狐火」 水系低位・「時雨」 大地系低位・「黒曜石」）
『POJ』時点におけるスヴェンドシリーズの新型。当初は簡易量産機として開発されたものの、製造費やコストの軽減が見込めなかった反面、優秀な出力と機体バランスから汎用軽装攻撃機として開発路線が変更された経緯を持つ機体。なお現時点（『POJ）では実証実験の真っ最中であり一般市場には出回っていない。

### バゾーダン極
（炎系低位・「鬼火」）
晨明旅団が旧式機・バゾーダンを独自に改造した機体。契約精霊は鬼火の精霊ササメ。バゾーダン自体が旧式ながら『ROE』の時代でも馬力だけなら現役で通用すると言われている上シンプルで改造の余地が大きかったことからエリックにより改造が行われ現行の魔装機に匹敵する性能を発揮している。『POJ』ではさらに改造されモヒカン状のビーム発生装置が取り付けられ装置ごと射出することが可能となった。
劇中の活躍
『ROE』から登場。

## ラーダット王国製魔装機
ラーダット王国が建造した魔装機。

### グリアス
（炎系低位・「遊星」）
『POJ』に登場。ラーダット王国の制式魔装機。契約精霊は遊星の精霊マ・レ・リ。元々魔術師の力を増幅させる為の機体のため操者の魔術師としての力量がそのまま機体性能に直結する。アクレイドやヅボルバ曰く古い機体とのこと。

#### トゥー・グリアス
（炎系低位・「連星」）
『POJ』に登場。契約精霊は連星の精霊フェ・ト・ナ。魔術的要素を改良したグリアスの上位機種で、魔術増幅率が大幅に向上しているため操者には魔術師としての実力が試される。機体性能自体はグリアスと大差ない。
武装
電雷魔術・サヴィッジサンダー
MAP兵器。
光弾魔術・シャイニーウィスプ
杖でエネルギーを溜め、光弾を発射する。
空星魔術・スターフォール
両の腕で地面に刺した杖にエネルギーを増幅し、上空から大量の隕石を降らせる。

## パーゼミュート社製魔装機
マルテナ社から独立したパーゼミュート社が建造した魔装機。

### ニムバス
（炎系低位・「熱気」）
パーゼミュート社が開発・製造している魔装機。契約精霊は熱気の精霊ビューベル。パーゼミュート社の成功を決定づけた傑作機で生産性・汎用性が高く火力・機動力をはじめとするあらゆる面で高性能を発揮する。ゼルヴォイドから転用した技術が用いられているがわずかのため暴走の危険性は低い。そのほかにも地上の技術も用いられ開発されておりその外見に名残がみられる。
劇中の活躍
『POJ』に登場。登場初期は名称が「試作ニムバス」となっており、中盤からは正式採用に伴い「ニムバス」だけになる。大量に生産され対アンティラス隊の主力として運用された。
『COE』ではムデカが駆る機体が登場。カラーリングが変更されている。反アンティラス隊の現在の隊長であるホルヘが便宜を図ってくれたことで受領した機体で、書類上は解体業者にタダ同然で払い下げられた使用不能の不良品として扱われている。

### ドリッツ
（大地系低位・「大理石」）
パーゼミュート社が開発・製造している魔装機。契約精霊は大理石の精霊コストロソ。大火力砲撃機として設計された機体で、重装甲と大火力を誇る四連装砲スペクトルキャノンを搭載する。その一方で接近戦火力が乏しく機動性が低いなど汎用性がニムバスに劣っていたため量産はあまり行われず部隊長クラスへの配備にとどまっている。
劇中の活躍
『POJ』に登場。終盤にゼルヴォイド・ヴァストの代わりに反アンティラス隊の部隊長クラスが搭乗する。移動後攻撃武器が貧弱なためあまり強敵でない。

## アルメラ共和国製機体
アルメラ共和国が建造した魔装機。

### リジェリオール
（風系低位・「朝風」）
リジェリオールCLとリジェリオールARの原型機。契約精霊は朝風の精霊メイツ。

#### リジェリオールAR
（風系低位・「夕風」／風系高位・「風」）
リジェリオールを再設計した量産機。信頼性・稼働率が改善され、武装や装甲も増強されている。その反面、生産性は大きく落ちてしまった。契約精霊は夕風の精霊メイティナ。
劇中の活躍
『COE』に登場。

#### リジェリオールCL
（風系低位・「夜風」／風系高位・「風」）
リジェリオールの指揮官機。生産性以外を除き原型機以上の性能を持ち、機動性と情報処理能力が高い。契約精霊は夜風の精霊メイトゥーラ。なお、CLは「Commander Limited」の略。
劇中の活躍
『COE』に登場。

### ヴァルシオーガ
アルメラ共和国の兵器開発会社イルゼノン社が、非合法なルートで入手したヴァルシオン改・タイプCFのデータを基にして作り上げた試作機。
劇中の活躍
『COE』に登場。

### ディーグリッド
（大地系低位・「玄武岩」／大地系高位・「大地」）
リジェリオール以前に開発された機体。比較的大型の魔装機で、多数の武器と重装甲を装備している。契約精霊は玄武岩の精霊ゴードモス。
劇中の活躍
『COE』に登場。

### 攻霊機
攻霊機開発計画で建造された人型機動兵器。

#### レイブレード
他国の魔装機や魔装機神に対抗するべく計画された「攻霊機開発計画」によって開発された機体。当初は敵性魔装機の契約精霊から力を奪い取り、自機の力に変換する「Active Vital Energy RAIDer（能動型霊的動力侵奪機構）」を搭載した「アーヴェレード」として開発されていたが、技術的に困難として開発が中断。その後、特殊なルートで入手した「リチュオル・コンバーター」という特殊な動力機関が計画にもたらされ、これを基盤として「ReActive Vital Energy RAIDer（感応型霊的動力侵奪機構）」が完成し、機体名称も「レイブレード」となった。二つの名称はそれぞれ搭載した機構の名称と同じものが採用されている。
出力が不安定で、極端な時には魔装機神クラスの出力となってしまう。このため、出力が極限値に達するとOSが自律起動し、敵味方識別を行ったうえで機体内部のエネルギーを全周囲に解放し、周囲一帯の敵を吹き飛ばす。これは機体と操者の安全確保を目的とした緊急機構である。
アルメラが襲撃された際にサキトを搭乗者として実戦投入される。リチュオル・コンバーターの正体は死霊や悪霊、怨念を取り込んで動力に変換するシステムであったが、サキトの霊媒能力と意思の力が相乗した結果、直接エネルギーに変換するのではなく、死者達の無念や怨念を浄化し、精霊へと昇華した上で、その力を借り受ける機体へと変貌。これによってトランスドライブ状態を長時間維持することが可能となり、エネルギーも赤く禍々しいものから青く清浄なものに変化。ポゼッション状態の魔装機神にも匹敵する力を獲得するという、計画外の現象を引き起こした。その様を見たシュウは本機に「光霊機」との異名を与えた。
本機もユニバーサル・コネクターに対応しており、PT用の携行兵装を運用可能である。また、インターフェースもPT式を採用しており、サキトが「バーニングPT」のプレイ経験者でもあったので、操縦自体は問題無く行えている。
名前の由来はウィンキーソフトの『聖霊機ライブレード』から。プロデューサーの寺田貴信によれば、ウィンキーソフトの会議室に貼られていたポスターを見て思いついたという。
武装
ステートガンナー / ブラストショット
リジェリオールシリーズの装備と共通の機関部に速射型のアタッチメントを装着した携行火器。
フル改造で「ブラストショット」が解放される。此方は共通機関部に散弾銃型のアタッチメントを装着し、散弾を放つ武器となる。
ビートストライク / クリスタライザー
両腕の手甲を駆使して放つ格闘攻撃。
フル改造で「クリスタライザー」が解放される。右腕の手甲からプラーナを結晶化させた刃を形成し、敵を切り裂く。
トランスドライブ
左腕の手甲を右腕の手甲に合体させ、リチュオル・コンバーターを駆動させて霊的エネルギーを吸入し、トランスドライブ状態に移行。トランスドライブ時の異常出力を転化して赤く輝くクリスタライザーを形成し、敵を切り裂く必殺技。
劇中の活躍
『COE』に登場。アルメラ共和国のルマーン基地にて極秘裏に開発・調整が進められていたが、マグゥーキの襲来に際して開発担当者のシェリーナから、目を覚ましたサキトに託されて起動する。

#### レイブレードLF
レイブレードに大型スラスターユニットと近接戦用兵装のLFユニットを換装した強化形態。
機動性・運動性が向上し、飛行能力も獲得する。トランスドライブ時の高出力を活かせる武装が追加されたことで、攻撃力も飛躍的に向上している。「LF」とは「Light Flyer」の略称。
武装
ブラストショット / レクタングル・ランチャー
基本形態から引き続き装備する。
フル改造で「レクタングル・ランチャー」が解放される。本来は地上のPT用に開発されたユニバーサル・コネクター規格の大型火器であるが、本機も同規格に対応しているため使用が可能。
シャープクリーヴァー / クリスタライザー
大型の実体剣。比較的大振りで取り回しに難があり、サキトも戦闘台詞で「使い辛い」とこぼす。刀身部は分割可能な構造となっており、後述の「インテグラルキャリバー」で見られる。
フル改造で「クリスタライザー」が解放される。左腕の盾の先端部からクリスタライザーを形成し、シャープクリーヴァーとの二刀流で連撃を加える。出力が向上したためか、基本形態時の同武装よりも刀身が長くなっている。
インテグラルキャリバー
左腕の盾をシャープクリーヴァーに合体させてトランスドライブ状態に移行、クリスタライザーを取り込んで赤く輝く大剣となったクリーヴァーで連撃を加え、刺突と共に莫大なエネルギーを解放する必殺技。
前述のクリーヴァーの分割構造は、クリスタライザーを取り込む際に刀身が破損する問題を解消するためのものである。
劇中の活躍
『COE』に登場。かつて北部シュテドニアスと南部シュテドニアスの国境となっていた地に設置されている結界維持装置の破壊作戦を前に調整が完了し、戦線に投入された。
この際、マグゥーキの発生源としてアストラルシフトに近い状態になっている結界維持装置を破壊するための兵装を追加装備されている。

#### レイブレードHB
レイブレードに増加装甲と砲撃用兵装のHBユニットを換装した強化形態。重装甲化されたことで防御力は向上したが、機動力が低下している。本来は完全な砲撃戦仕様だが、フィリスの手によってLF形態時の一部武装を使用できるように調整されたため、接近戦にも対応可能。魔装機神にも匹敵し得る性能を秘めている。
武装
トレンシャルカノン
空中に飛び上がり、右腕に携行する「イレイザーブラスト」から大出力のビームを発射して前方を薙ぎ払うMAP兵器。敵味方識別が可能。
クワドラングルミサイル
シールドに装備された四連装ミサイルランチャー。
ヴァリットソーサー
シールドに内蔵された円盤型の遠隔操作武器。射出後、レイブレードはシールドに納められたシャープクリーヴァーを抜き、ソーサーとの連携で敵に連撃を加える。
イレイザーブラスト
右腕に携行する大型火器。連射で敵の動きを止め、高出力の単射で敵を撃ち抜く。
インテグラルキャリバー
LF形態時と同様の必殺技。シャープクリーヴァーとLF形態時の盾を合体させた状態で盾から引き抜く。
ディスインテグレータ
バックパックに2門装備しているブラスターパックに内蔵された主砲。極限まで高めた霊的エネルギーの奔流を放ち、物質の物理的な構成因子を根源から崩壊させる。「インテグラルキャリバー」のフル改造で解放される。
狙撃に専念できる状況さえ確保すれば、超戦術級の威力を発揮するという極めて強力な兵装。反面、チャージ時間の長さと過剰な破壊力から個別戦で使用することは難しい兵装だったが、フィリスの手で調整されたことで個別戦でも使用可能なように改良された。
劇中の活躍
『COE』に登場。ラングラン首都への突入作戦を前にして調整が完了し、その前段階となる、首都を覆う結界までの進路を確保する作戦で戦線に投入される。ディスインテグレータのチャージのために戦闘は僚機に任せ、迫るアディーナムのゾードクヲンをも射線に捉えてディスインテグレータを発射、結界手前に陣取るマグゥーキの大軍を一撃で薙ぎ払い、至近距離にいたゾードクヲンには甚大なダメージを与えることに成功した。

## ヴォルクルス教団製機体

### 咒霊機
咒霊機（じゅれいき）とは、魔術師の咒文詠唱時に身を守ったり魔術の補助を目的に開発された機体で、魔術を使う際の咒印を切るため半人型をしている。
材質には強力な魔力を宿す大量の賢者の石とエクトプラズムが使用され、さらに月光に44夜晒すことでアストラル界（精霊界）の影響を強く受けた装甲を持つ様になる。これにより、アストラル界と現界の狭間に存在することが可能となり、エクトプラズムコーティングを施した武器でなければ傷一つ付けられない「アストラルシフト」（通称「無敵モード」）が可能となる。また、マサキによれば残留思念を取り込んで自らのエネルギーにすることも可能とのこと。

#### ナグツァート
魔神官ルオゾール・ゾラン・ロイエルの操る咒霊機。ほぼ人型の外観をしているが、足が無いため常に浮いているのが特徴。ルオゾールがシュウ・シラカワによって邪神ヴォルクルスの生贄にされた際に爆発した。
武装
ファントムビュレット
ナグツァートの幻影で動きを止めた標的に、人魂を発射しダメージを与える。SFC版『EX』では人魂を発射するだけのものだったが、リメイク版の『EX』では敵の背面に（恐らくは魔術で）転移し、攻撃するアニメーションに変わっている。
アストラルバスター
5つの珠で空中に五芒星を描き、その珠を飛ばして標的の真下に五芒星を描き魔力の柱を発生させる。
劇中の活躍
『EX』・『LOE』に登場。基本的に敵として登場し、その際にはアストラルシフトにより無敵状態（システム上、根気良く攻撃し続ければ倒すことも可能）になっている。『EX』では、シュウの章の1ステージのみで使用可能だが、その際にはヴォルクルス復活のために魔力消費を抑えており、アストラルシフトは解除されている。『LOE』でも登場時は無敵状態だが、魔装機の全ての武装にエクトプラズムコーティングが施された後は、ダメージを与えられるようになる。

##### ナグツァート改
大司教サティルス・ギャレールの操る咒霊機。機体そのものはサティルスがルオゾールから譲り受けたものを改良したものだが、ルオゾールの機体は春秋戦争末期にシュウがヴォルクルスを復活させる際に爆散し、後に真ナグツァートとして復活しているが、やはり倒されているため、この機体がルオゾールのものと同一では無い模様。しかし、予備機や後継機種であるかは不明。
武装
ファントムビュレット
ナグツァート同様に幻影で動きを止めた標的に、人魂を発射しダメージを与える。
シギドメンティルドデン
通称「死に至る病」、ナグツァート改から発射された黒いエネルギーで苦痛を与え、手元の塊を潰してダメージを与える。
劇中の活躍
『ROE』に登場。

##### 真ナグツァート
邪神ヴォルクルスの生贄にされて死亡したルオゾール・ゾラン・ロイエルと乗機のナグツァートが、ヴォルクルスと融合し復活した姿。外観もナグツァートとヴォルクルスを掛け合わせたデザインになっている。
通常よりも強力なアストラルシフトを行っており、エクトプラズムコーティングを施した武器でも傷一つ付けられない。しかし、アストラルコーティングのカバラ秘術封じ込みに、ゲマトリア（カバラの数秘術）をかけたものをセットしたネオグランゾンの「ブラックホールクラスター」を受け、アストラルシフトが崩壊し撃破された。
武装
ファントムビュレット
ナグツァートと同様の武装で、幻影の姿も通常のナグツァートである。(DS版では真ナグツァートの姿)
ハイパーソニックウェーブ
下部の半球体に光が集中した後、結界（増幅系？）を複数展開。その後、下半身の頭部から衝撃波を発射する。衝撃波は結界を通過する毎に威力と速度を増していく。
プラグマティックブレード
剣を召還して、そこからはるか上空へと届くほどのエネルギーの刃を発生させそれを振り下ろす。
劇中の活躍
『LOE』に登場。主にバゴニア軍と戦うルートの最終ボスとして登場する。『LOE』に登場するユニットの中でも最強クラスの性能を持ち、DS版ではさらにルオゾールが精神コマンド「鉄壁」を使用する。

### 妖装機
妖装機（ようそうき）は性能は魔装機と変わらないが、魔装機とは設計思想が異なることを強調するため、サフィーネはウィーゾルをこう呼ぶ。精霊と契約していない。

#### ウィーゾル
『LOE』ではPSP版のみ登場。SFCとDS版「第1章」の時点では本機体であるはずだが、ウィーゾル改が登場。作中ではウィーゾルとして扱われている。精霊との契約無しに魔装機と同等の能力を発揮できるのはヴォルクルス教団独自の技術によるものだが、試作的な色合いが強く出力が不安定という欠点を抱える。そのためサフィーネは抜本的な設計の見直しと改良を考えているという。
『EX』では、サフィーネの愛機。シャープなデザインの真紅の機体で一本脚が特徴。サフィーネが練金学協会の力を借りること無く自力で作り上げた。シュウの章で使用可能。
『第2次OG』では『第4次』『F完結編』と異なり、地上に出てからも改ではなくこちらのまま仲間に加わる。
武装
カロリックミサイル
サイバスター同様のミサイル兵器。旧シリーズでは戦闘アニメも流用されている。
ローズカッター
ウィーゾルの後頭部から尻尾のように伸びた鞭状の武器。
ドライシュトラール
光線兵器。発射口などの位置は不明。意味はドイツ語で「3つの光線」。
アストラルバスター
ナグツァートのものと同様の武器。
エレメントフュージョン
4発の光弾を敵に撃ち込み内部から破壊する武器。グラフィックはサイバスターのコスモノヴァを流用されている。
同機の強化型であるウィーゾル改にも同様の武器は搭載されているが、名称が「エレメンタルフュージョン」に変わっている。
『第2次OG』ではこちらも「エレメンタルフュージョン」に変更されている。

##### ウィーゾル改
『EX』終了後にウィーゾルを改修した機体。サフィーネの趣味なのか、裸体の女性に怪物が絡み付いているデザインであり、ウィーゾルの原型を留めていない妖しげな機体に仕上がっている。なお性能面では特に変わりはない。右肩に大きく「改」と書かれている。ノルス・レイと違い「改」という日本語を用いているが、これはシュウの影響をサフィーネが受けているせいである。SFCとDS版『LOE』では「第1章」から既にウィーゾル改となっているが、シナリオの中ではウィーゾルとして扱われている。また「第2章」ではルートによってはネオ・グランゾンと共に使用可能でその際選択肢によっては必殺技「ダークネスボンテージ」を習得している。『POJ』では武装が一新された。
武装
ローズカッター
ウィーゾルと同じく鞭状の武器だが、こちらは右手に装備されている。また、ウィーゾルのものより若干細くなっているのが特徴。なお、DS版『LOE』では左手に直接取り付けられている武器のことを指す模様。
ドライシュトラール / ノインシュトラール
ウィーゾルのものと同じ光線兵器。こちらは右掌の発射口から発射しているが、『α外伝』の戦闘アニメでは両肩の怪物の眼部分から発射されている。
『LOE』ではフル改造すると、より強力なノインシュトラールにランクアップする。なお、こちらの名称の由来もドイツ語で、意味は「9つの光線」。
アストラルバスター
ウィーゾルが装備していたものと同じ武器。『LOE』ではランクアップすることで性能が変化するが、グラフィックそのものは変わらない。なお、『第4次（S）』は使用不能となっている。DS版では手から5つの炎を上空に飛ばし、結界を展開する。その後地上の標的に向かって結界から光が降り注ぐ。
エレメンタルフュージョン
名称が変化しているがウィーゾルに搭載されていたエレメントフュージョンと同様の武器。こちらもサイバスターのコスモノヴァのアニメを流用しているが、『α外伝』では光の竜を召喚し敵に食らいつかせるエフェクトに変わっている。
必殺技
ダークネスボンテージ
機体から赤い女の幻影を生み出し敵にぶつけるといった攻撃。ヤンロンの修業に触発されたことで編み出した必殺技だが、シナリオの展開でヤンロンにメギドフレイムで攻撃されて撤退するか、ヤンロンが火風青雲剣を使う前に撤退していると覚えない。DS版では、召還陣から黒い布のようなものが発生し、相手に巻きつく。そしてその布ごと相手を固定した状態で連続して突き刺した後切り裂く。興奮状態のサフィーネのカットインが入る。
劇中での活躍
第4次では、選択肢によっては最終面で戦うことが可能。またルートによってはグランゾンやノルス・レイと共に仲間に加わることもある。
F完結編 - グランゾンと共に仲間に加わる。
α外伝 - SFCとDS版『LOE』と同じようにウィーゾル改で登場。ルート選択と難易度によっては一度も登場しないことがある。
OGDP - ヴォルクルスの呪縛が強まった時にウィーゾルから変貌する（名称はウィーゾルのまま）が、サフィーネがヴォルクルスの呪縛を断ち切った時に元のウィーゾルに戻った。そのデザインがサフィーネには気に入ったらしく、ウィーゾル改への改修の原案となった。

#### ボランゾルン
エルシーネが搭乗する巨大な妖装機。配色はウィーゾルと同じく、真紅で蝶に蜂を足した姿に似た機体となっている。大司教たるエルシーネの搭乗機だけあって圧倒的な力を有し、一対一でも魔装機神と互角以上に戦える。
武装
デレンダ
マップ兵器。
アトゥンメント
両肩に二門ずつ装備されたレーザー砲。左右それぞれから二筋のレーザーが絡みつくように相手を攻撃する。
クラーシフィクシオン
『POJ』で使用。ボランゾルンの幻影で動きを止めた標的に、針状のエネルギーを発射しダメージを与える。ナグツァートが使用するファントムビュレットに酷似する。
グランカタストロフ
上空に舞い上がり、白い翼のようなパーツが黒に変わった後、その翼状のパーツから邪悪なオーラを全面に発して攻撃する。ボランゾルン最強の武装。

#### モーヴァ
ピレイルが搭乗する妖装機。指揮官搭乗を前提として生存性が優先されており、装甲が堅牢にされている。ナグツァート同様に脚部が存在せず常に空中に浮かんでいる。背面は人（鬼）の顔を模したデザインとなっている。

### 靈裝機
靈裝機（れいそうき）とは、ヴォルクルス教団が独自に開発した魔装機。

#### ヂーヱン
ヴォルクルス教団の靈裝機。開発時期は50年以上前だとされる。多くの部分が現代の魔装機開発者の想像を超える。一部の技術はアカデミーの禁忌に触れているらしい。

##### 輕裝式ヂーヱン
『POJ』に登場。ヂーヱンを改良し、主兵装である呪術兵器「殃する異怪」をより簡易なビーム砲「覃及なる禍言」に変更したことにより他の機体性能を上げより強化した。

#### ボーヰン
ヴォルクルス教団の靈裝機。30年前に開発。特殊な魔術的防御能力により、魔装機神の攻撃にも耐えられる。ゼツが関わったためか、かなり悪趣味な機体である。人の魂を喰らう機体で、精神力の弱い者は搭乗中に悪霊と化す。

##### 多極式ボーヰン
『POJ』に登場。ボーヰンをさらに強化した機体。出力の強化と共に魂を喰らう力も増しており通常の人間は操縦できない機体と化している。

#### アラネグナ
『POJ』に登場。簡易量産型の靈裝機。初期に作られたのか機体形状がグラフ・ドローンに似ている。

#### バグラン
『POJ』に登場。簡易量産型の靈裝機。白兵戦用の重装機で形状は巨大な手で歩行する上半身だけの巨人である。最大の武装は背骨状の尾を突き刺すスピアテイル。

#### スィルヌム
『POJ』に登場。簡易量産型の靈裝機。サソリに似た形状を持つ機体で上部（後方、尾の部分）と下部（前方、頭・ハサミ部分）にはそれぞれ顔とビーム砲内蔵のクローがついており、分離することができる。

#### トルキラ
『POJ』に登場。砲戦用の支援機で全体としてはカニもしくはヤドカリに似た形状を持つが、頂点を下に向けた三角錐の胴体に三本爪の椀部を三脚持つという三位一体時の邪神を祀る教団において重視される3という数字を随所に意匠としてとりいれている。そのためか教団の簡易量産型の中では最も性能が高い。

#### ユビュー
ネストリアス教徒が使用する靈裝機。ボランゾルン用の随伴機として開発された。性能・武装とも非常に低くその運用目的は護衛というより囮といえる。

#### ギュヰリ
『POJ』に登場。セウラントが開発を行った靈裝機。細い胴体に3本爪の一本足、鉤爪状の手と異様な姿をしている。魔力増幅を主眼に開発され内臓武器は少ないものの強力な呪術を使用可能。基本性能は高いもののグリアス系列同様に操者の術師としての技量によりその強さは影響される。

### その他のヴォルクルス教団製機体

#### ペンタルコス
創造神グラギオスの力を行使する為に作られた超魔装機。登場者であるワッシャーの希望により、外観と名称はファングが幼い頃に遊んでいた玩具のロボット「ペンタルコス」を基にしている。本機の最大の特徴は精霊と強制的に契約して封じ込める機構を搭載し、本機そのものを精霊石と同じ状態にすることができる。最終的にはグラギオスの力に支配され操者を取り込みつつ暴走。機体形状も禍々しいものに変化した。

#### ゾードクヲン
崇使アディーナム・ヴァールニーヤの二人が使用する霊装機。下半身が生物の顔のような物を模した禍々しいデザインをしている。
アストラルエネルギーを使用し、魔装機と一線を画す戦闘力を誇る。

#### レヱゼンカヰム
ヴォルクルス教団最強の機体。「レエゼンカイム」と読み、意味は古代トロイア語で「神の寵愛」。ヨーテンナイが三邪神の力を降ろすために作り上げた専用機で、外観は正面に女性の上半身を象った本体を持ち、背面から6本のクローアームを伸ばす球体、といった異様な風情。
アストラルエネルギーを利用した強力な攻撃を繰り出し、また幾度も再生を繰り返すなど耐久力も尋常ではない。戦闘時のセリフでティーディは「存在そのものが禁忌に抵触する」と言っている。
ヨーテンナイが搭乗し、シュウ一行、そしてアンティラス隊と戦ったものの敗北。ヨーテンナイ自身は巨人の攻撃で消滅したが、レヱゼンカヰムは大破しながらも残り、巨人族の巫女として教化されたフィリスがその力を強く引き出すために修復、自身の機体として使用し始めた。
最後は巨人族討滅を急ぐ自軍部隊と交戦、完全に破壊された。
必殺技
必殺技の読みは左がヨーテンナイ搭乗時、右がフィリス搭乗時。
倶胝なる纏縛（くていなるてんばく/インフィニット・ラスト）
突撃しながら本体側面の砲口よりレーザーを放つ。
囀られし神詠（つづしられししんえい/ザ・カンティクルス）
突撃してクローアームで敵を捕獲、抱き込むようにして破砕する。本来は「嘰」という字だが、環境依存のため代替。
滂沱せしむ宸宴（ぼうだせしむしんえん/ティアフル・セレモニー）
ビット4機を射出してエネルギーを集束。さらに本体両腕とクローアーム6本、計8つの腕をチャージし、敵機目掛けて奔流として叩き落す。

## 死霊系
『POJ』において傀儡召喚で呼び出されたデモン～はデモンタイプと呼ばれる。

### デモンゴーレム
死霊傀儡の外法によりただの土くれに周辺にいる死霊・怨霊の類を宿らせ、人の形に仕上げたもの（人型ではあるものの、足が短い割りに手が長いため、ゴリラなどに似た体型をしている）。場所を選ばず作り出せる上、デモンゴーレム召喚は邪信徒にとっては初歩中の初歩の術らしく、地面がある場所なら、いくらでも追加できる。基本は黄土色だが、その場所の土がそのまま材料になるため、岩場で呼び出すと青黒い色となり、金鉱の近くで呼ぶと金を含んで金色になる（金色のデモンゴーレムは獲得資金も高い）。たまにオリハルコニウム塊が出てくる場合もあるらしい。また、ルオゾールの召喚する個体は体表面にシュタウディンガー加工という特殊なコーティングが施されており、かなりの強度がある。
基本的に感情を持たず、憑依している死霊や怨霊の怨念や破壊衝動に従って行動しているため、きちんと処分しないと作り主がいなくなっても永遠にさまよい続ける。ラ・ギアスでは土木作業などにも利用されることがあるが、希に召喚されたまま放置されることがあり、一種の社会問題となっている。
雄叫びをあげたり岩を投げたり殴りつけてきたりと原始的な攻撃しかして来ないが、パワー自体はある模様。ただし、金色のものは『LOE』のみの登場で、強さは普通と強の中間程度。
『POJ』では土属性を帯びている。
- EX - ルオゾールなどが部下代わりに大量に召喚してくるほか、テリウスの修行相手としてシュウが召喚する。

#### デモンネレイス
『POJ』で登場した新たなゴーレム。全身に氷を纏い、甲虫のような姿をしている。氷を纏っている為か水属性。頭から氷柱を飛ばして攻撃してくる。『ROE』より前の時期にツレインとメフィルは士官学校において暴走したデモンネレイスと遭遇し静止したことが語られている。

#### デモンズイルフ
『POJ』で登場した新たなゴーレム。全身緑色でガーゴイル像のような姿をしている。風属性。遠距離からの攻撃を一切持っておらず、爪で攻撃してくる。

#### デモンマンデル
『POJ』で登場した新たなゴーレム。全身赤色で双頭の恐竜のような姿をしている。炎属性。呼び出すことは困難なようでその分強力な能力を持つ。攻撃手段は口から吐き出す火炎弾。

### 死霊装兵
エクトプラズムを寄せ集めて実体化させたもの。デモンゴーレム召喚と違い、ある程度高位の邪信徒でないと使用できない。
機体として登場するほか、教団の高位者の攻撃手段として戦闘デモで呼び出される姿が見られる。
なお、デザインを担当したのはキャラクターデザインの河野さち子だが、これは発注ミスによるもの。
- 第2次OG - ユニットとしては登場しないがヴォルクルス（合体）のハイパーソニックウェーブの戦闘アニメで登場し、標的に纏わりついて動きを封じたのち衝撃波で標的共々吹き飛ばされている。

## 邪神
ラ・ギアスで言い伝えられている三邪神とその分身。古代のラ・ギアスに存在した「巨人族」の怨念の集合体から誕生したとされている。
OGシリーズ
伝承では旧シリーズと同じように語られているが、その正体は太古の時代にクロスゲートを通って別次元の世界からラ・ギアスにたどり着いた巨人族の長であり過去のラ・ギアスの支配者であったカドゥム・ハーカームの怨念が形を成したものである。『魔装機神F』においてこの事実が判明し、最終的には再集合して元のカドゥム・ハーカームへと再生を遂げた。

### ヴォルクルス
古代の巨人族（OGシリーズではその長であるカドゥム・ハーカーム）の残留思念が実体化した破壊神の分身。地上世界にも破壊神シヴァなどの形で幾つかの伝承の中に取り入れられている。ラ・ギアス各地に分身が眠っている。細胞の欠片からでも復活し、分裂して増殖する。形状にはヴォルクルスの下半身を模した地上タイプの分身、上半身を模した空中タイプの分身、そして後述の完全復活したヴォルクルスと同じ外見を持つ分身の3バリエーションがある。その姿は数々の怨念の集合体であり、様々な生物の特徴を兼ね備えており不定形。『EX』では前者2タイプが、『LOE』では後者1タイプが登場した。第2次OGではアストラルバスターを追加されて登場している。
戦闘BGMは『迫りくる敵』（LOE、OGDP〈合体形態除く〉）、『巨大な闇』（ROE、第2次OG）。

#### 真ヴォルクルス / ヴォルクルス（合体）
破壊神サーヴァ=ヴォルクルス。『LOE』ではルオゾールおよび真ナグツァートと融合しているため登場しない（ユニットとしては前述の通り分身が同デザインになっている）。
- EX - 復活したヴォルクルス本体で、ルオゾールを生け贄として復活した。「シュウの章」の最終ボス。戦闘BGMは『ARMAGEDDON』。
- LOE - ナグツァートと融合している。自身を模した分身も登場する。
- 第2次OG - ユーゼス・ゴッツォが完成させたアダマトロンとクロス・ゲートの力で召喚されるが、並行世界でヴォルクルスの姿と力を模して造られた別の存在であり、『OG』の世界のラ・ギアスで出現したヴォルクルスの分身ではない。当初は他の分身のように上半身と下半身に分離しているものの、両者が倒されると合体する。今までに比べて武装が多い。『ROE』でのより完全体に近いタイプの登場を受け、「真」がつかなくなった。戦闘BGMは『巨大な闇』。
- OGDP - EXと同様の経緯で登場しているが、ROE以降の設定を受けて、第2次OGと同様「ヴォルクルス（合体）」名義となっており、イベントでの台詞でも一切ひらがなが用いられていない。

#### サーヴァ・ヴォルクルス
より完全に近い形で復活したヴォルクルスの分身。復活した他の分身とは比較にならない強さを持っている。ただし、武装は同じ。
戦闘BGMは『巨大な闇』。

### ラスフィトート
調和神ルザムノ=ラスフィトートの分身。ヴォルクルス同様、ラ・ギアス各地に分身が眠っている。調和を司るだけあってか、天秤を模した外見を備えている。『ROE』でヴォルクルス教団が各地の封印を解いて回っており、何体かの分身が復活している。
戦闘BGMは『決戦』。

#### ルザムノ・ラスフィトート
より完全に近い形で復活したラスフィトートの分身。S・ヴォルクルス同様、他の分身よりも強大な力を持つ。
戦闘BGMは『決戦』。

### ギゾース・グラギオス
創造神グラギオスの分身。これまで復活した例は無かったが、『COE』でアディーナムがレッフェンを生贄とする事で復活を遂げた。阿修羅のような六つの腕と直線状の二本の角を持つ上半身と、複数の顔のような物と女性の半身を模した物がある下半身で構成された外見で、周囲に六つの球体(上半身周囲に五つ、腹部に一つ)と、八つのプレート状の物体が浮かんでいる。創造神の特徴である驚異的な再生力を持つ。

## 改獣
改獣とはエリアル王国が恐竜をベースに質量軽減や慣性制御によって強化し武装を取り付けた生態兵器で、魔装機より安価な兵器として運用されている。
本体内の電脳のプログラムにより制御されており、それをハッキングされることにより暴走事故を起こした。

### ドーゼル
『ROE』に登場。エリアル王国製の陸戦型改獣。
ドーゼルは獣脚類をベースとしているらしい形状をしており、ミオからは昭和特撮に出てきそうな怪獣みたい、と評された。その評どおり肉弾戦以外に口から強力な光線「ラウドバーク」を放つ。
ドーゼル改
『ROE』に登場。ドーゼルの強化形。

### ザイオス
『ROE』に登場。エリアル王国製の空戦型改獣。
翼竜をベースにしている。尻尾はサソリに似た形状をしておりメインウェポンとなっている。翼の球状のパーツから光線を放つ。飛行可能な分機動力に優れる。
ザイオス改
『ROE』に登場。ザイオスの強化形。

## マグゥーキ
かつて古代のラ・ギアスで繁栄したトロイア帝国で使役されていた召喚魔獣。人間を殲滅を目的として作られており、生体反応を感知する能力を持つ。ヨーテンナイが静死の棺の完成のために召喚させた。

## 巨人族

### メルマッド・ラグリー
『COE』に登場。巨人族の中では最下級に属する。

### メルマッド・ラカーブ
『COE』に登場。メルマッド・ラグリーを統率する指揮官的な役割。

### フーム・ラカーブ
『COE』に登場。黒い巨体と2本の角が特徴で、ビームを発射したり背中で浮遊している刃状の武器を飛ばして攻撃するほか、腕に付いている刃を用いた格闘戦も行う。

### カドゥム・ハーカーム
『COE』に登場。巨人族の王。魔力を駆使して強力なビームを発射する。

## 戦艦

### ソディウム級移動要塞
ラ・ギアスで用いられる陸上戦艦。『EX』での名称は「移動要塞」。高い装甲と耐久性を持つラ・ギアスでは最大級の兵器。結界の効果により大規模破壊兵器が使えないラ・ギアスでは魔装機による白兵戦が主体となるため、あまり使用されない。魔装機など機動兵器の母艦であり、『EX』ではモビルスーツやオーラバトラーも搭載していた。おもにザンボスやジョグといった指揮官クラスが乗る（まれに一般兵が乗っていることも）。
移動要塞改
『CBEX』で登場する移動要塞の改良版。ステータスは軒並み上がっているが見た目や武装は移動要塞と同じである。

### 邀撃空母フリングホルニ
マサキ達が所属するアンティラス隊の旗艦となる邀撃空母。災害などの非常時における緊急避難先としての用途もあり最大約2000人の乗艦が可能となっている。魔装機を最大32体収容可能で、超巡航形態へ変形することによって、マッハ4で巡航可能。また、水中や成層圏近くでの航行が可能であるなど、機密性も高い。質量軽減と方錐状の結界を展開することで空力加熱を大幅に軽減し、大気圏への突入も容易に行っている。
ただし通常航行するだけでも相当額の運用費が必要になるらしく、リューネからは「空飛ぶ金食い虫」とまで言われている。そのため、奇襲を受けた際などやむを得ない事情でもない限りは、ほとんど戦場には出ず、マップ開始と同時に戦域外に待避する。
また、状況に応じて「U艦(胴体)」「S艦(後部尾翼)」「V艦(艦首)」の3機に分離することが可能。1機だけ分離させるという事も当然できる。ただし、分離は維持費が増大するため多用することはできない。
名前はテュッティによる命名で、北欧神話に登場する船フリングホルニに由来する。また、分離形態の頭文字も、それぞれウルド、スクルド、ヴェルダンディに由来する。
武装
バルカンファランクス
両舷に収納されている砲台から実弾を放つマップ兵器。
拡散波動誘導レーザー
広域にわたって拡散するホーミングレーザー。マップ兵器。艦長であるブラッドロイは使用時に誘導拡散波動ビームと間違った呼称をしている。
3連荷電粒子砲
艦前方に向け発射するマップ兵器。

### ヴィーラ
シュウ自身が艦長を務める陸上戦艦。戦闘能力は低く、主に魔装機の輸送艦として運用される。

## その他
魔装機開発以前からラ・ギアス全土に配備されていた本来戦闘用でない作業機械。このうち、プラーナコンバーターと兵装を取り付け戦闘用に改修した機体は、精霊と契約していないため正確には魔装機ではないが、便宜上Dクラス魔装機に分類される。
所属が明らかになっていない魔装機もここに分類する。

### ルジャノール改
土木作業機械であるルジャノールを戦闘用に改造した機体。魔装機と呼ぶのもおこがましい作りだが、国際緊張が高まりつつある状況下で急遽プラーナコンバーターを取り付け武装し、Dクラス魔装機に分類される。シュテドニアス連合やバゴニア共和国では魔装機の量産が進むにつれ姿を消していったが、魔装機の量産があまり進んでいない神聖ラングラン王国では、戦乱による疲弊からの魔装機不足により地上人召喚事件以後も多数が配備されている。
精霊と契約していないことから乗り手を選ばないため、民間人や山賊・テロリストも好んで使用する。特に「剣聖」と呼ばれるシュメル・ヒュールはこの機体でバゴニア軍の魔装機を一撃で撃破するという驚異的な技を披露している。
武装
バルカン
右腕に装備された小火器。
無反動バズーカ
胸部に固定された射撃武器。両脇に一門ずつ計二門装備されているが、ゲーム上のエフェクトでは一門ずつしか使用しない。
ロケットハンマー
左腕に手首の代わりに搭載されている鎖付きの鉄球を標的にぶつける接近戦用の武器。
劇中の活躍
『EX』・『LOE』に登場。基本的に雑魚敵であるが、『LOE』ではジノ・バレンシアの搭乗する機体など、フル改造されている場合もある。また、『LOE』ではブローウェルもガディフォールも登場しない のでラングラン軍の一般兵が乗り込んでいる機体は全てこの機体である。

### グラフ・ドローン
元々は魔装機開発以前から存在した偵察機だったが、政情不安から戦闘用に武装を施された。汎用性が高く各国で兵器に転用されている。当初は有人機として運用されていたが、魔装機の量産が進むにつれ人工知能を搭載した無人機として運用されていった。またトレーニングや模擬戦等など戦闘目的以外に使用されることも多い。足を持たず、移動はイオノクラフト効果により宙に浮いて行うのが特徴。
武装
拡散ビーム
広範囲に拡散するビーム兵器。『LOE』でのみ使用可能。
サンダーボール
標的に向けて光球を発射するグラフ・ドローンの最強武装。
劇中の活躍
『EX』・『LOE』に登場。序盤の雑魚敵として大量に登場する。

#### グラフ・ドローン改
強化改造されたグラフ・ドローン。カラーリングは青から緑色に変更されている。こちらは完全にAI制御であり、パイロットが搭乗した事例はない。
武装
多弾頭ミサイル
改造後に追加されたミサイル兵器。
劇中の活躍
旧シリーズ
『EX』に登場。

#### グラフ・ドローン極
晨明旅団が運用するグラフ・ドローン。ベースが貧弱であるにもかかわらず改造に改造を重ねた結果現行の魔装機に引けを取らない性能を誇る。
武装
巴琉巣罵流漢（ぱるすばるかん）
広範囲に拡散するビーム兵器。
惨駄亜墓宇留（さんだあぼうる）
標的に向けて光球を発射する武装。
劇中の活躍
『ROE』に登場。

### 機装兵
パイロットはおらず、AI制御のみによって出撃するマシン。制御には小動物の脳神経などが用いられている。魔装機が作られるより遥か昔から存在しており、神殿等の施設専属のガードマンとして多く用いられる。機体サイズも後の魔装機と比べると大分小さいため、一般的な魔装機と比べ明らかにパワー不足。『EX』ではソラティス神殿を警護していたが、コントロールシステムをハッキングされ、敵になった。リメイク版の『LOE』では脚部にホバーを内蔵して、ソード使用時の移動はホバーで推進している。
- EX……ソラティス神殿のマップでのみ敵として登場。
- LOE……「第1章」序盤のソラティス神殿での戦闘ではプレイヤーの選択で出撃させる事が出来るが、NPCであるため操作はできない。イブン曰く「いないよりマシ程度の戦力」。また、「第1章」の中盤でマサキが調査に来たヴォルクルスの神殿にも侵入者撃退用のトラップとして同様の機体が設置されており、トラップを発動させてしまったマサキがこれと戦っている。

武装
ソード
右手に持って使う機装兵サイズの実体剣。
ビームキャノン
左手に装備されたシールド内にマウントされたビーム兵器。

### ゼルヴォイド
（高位・「无（む）」）
魔装機神に匹敵する力を持つ正体不明の魔装機。操者のエランはこの機体を「魔装機帝」と呼んでいる（しかしマサキには「正真正銘、本物の魔装機神」とも呼んでいる）。守護精霊は高位精霊「无」のゼルヴで、特定の属性を持たない。
またエランはゼルヴィオリアという補助装置を使い、この機体で自在に擬似的であるがポゼッションを行っている。その他に『奥の手』として強制回復装置が装備されている。
外見はサイバスターに酷似しているが、製造年代は同機より遥かに古く、装甲のほとんどが赤黒く変質し、ひび割れが発生している個所もある。また右腕と左腕は左右非対称でそれぞれデザインが異なっており、顔のマスクが崩れている個所から禍々しい本来の形相が曝されている。サイバスター同様、鳥を模した飛行形態への変形も可能。エランは飛行形態の事をゼルヴィアンと名付けている。
ラスフィトート神殿前に残されていた多数の残骸から、少なくとも1000年以上前には既に存在していたことが確認されており、残骸の数から当時は量産されていた可能性もある。5万5千年以上前に存在した古代トロイア帝国の頃の機体であり、エランの機体はゼノサキス南宗家が管理していた遺跡にあったものであり、その上にラスフィトートの神殿が建てられたのに過ぎなかった。オキュラによると存在自体オーパーツであり、色々と未解明な部分が多いという。稼動状態にあるのは現在のところエラン機のみであり『POJ』においてはゼルヴィオリアを使わずにポゼッションに成功している。
余談だが王室アカデミーの機密アーカイブの考古学の項目に本機の外見と変形機構のデータが存在していた事がテューディの口から語られている。
その正体は、古代トロイア以前に作られた対巨人用の自爆特攻兵器。ゼルヴの力を最大に引き出すことで巨人を力もろとも无に帰すことが出来るが、機体と操者もまた无に帰る諸刃の剣である。エラン機はソーンに「信管」に当たるゼルヴィオリアを奪われているため自爆機能が働かない状態にあり、フィリスの搭乗するレヱゼンカヰムには呆気なく返り討ちにされている。
最終決戦後、全ての魔装機が精霊の加護を失う中で本機の守護精霊ゼルヴだけは例外的に存在しているが、一方で他の魔装機が稼働すること自体は可能なのに対して本機は急速に力を失い、稼働に支障を来しており、遠からず機能を停止することが語られている。
武装
ヴォイドリグレッション
マップ兵器。サイバスターのサイフラッシュにあたる武装だが、敵味方の識別機能はない。ヴォイドは「虚無」、リグレッションは「退行、回帰」の意。ゼルヴォイド本来の力である「无に帰す」力を限定的に放射する武器であり、巨人族の「教化」を無効に出来る。
フロギストンミサイル
サイバスターのカロリックミサイルにあたる武装。「ミサイル」と銘打っているが、実際には赤い光弾を発射するという光学兵器に近い描写がされている。フロギストンは物質の燃焼の際に生じるとされる「燃素」を指す。
ストレイングレイブ
やや幅広の両刃の実剣。材質は不明。サイバスターのディスカッターにあたる武装。
必殺技
アストラルイナー
魔法陣から紫色の火の鳥を召喚した状態からゼルヴィアンに変形、融合し標的に突撃を仕掛ける。サイバスターのアカシックバスターに酷似した必殺技だが、禍々しい色合いに加えて魔法陣を破壊して火の鳥が現れるなど演出が若干異なる。使用時のエランの台詞から、アストラル界に関連する技である模様。
夢想千鳥舞（むそうちどりまい）
完全なポゼッション発動時の必殺技。神祇無窮流奥義の更に先にある真伝と呼ばれる技で、マサキの真伝・乱舞の太刀を喰らって会得した。無数の火の鳥を召喚して突撃させた後、自身もゼルヴィアンに変形して突撃。火の鳥と同時に真上から急襲し、大地に叩きつける。

#### ゼルヴォイド・ヴァスト
（低位・「幻」）
ソーンからもたらされたゼルヴォイドのデータを基にパーゼミュート社が開発した最新鋭機。契約精霊は幻の精霊ファル（无の精霊のゼルヴの分け御霊か？）。そのためエランからは「ゼルヴォイドの偽物」と呼ばれる。その実態はアンビロウム開発のためのデータ収集用の機体だったが、ゼルヴォイドのブラックボックスもそのまま組み込まれているためをベースにしたため不明瞭な機構も多く、結果マーガレット機が戦闘中に動力炉を暴走させ大破する事件が発生したため、危険視され凍結処分になった。
武装
フロギストンバレット
フロギストンミサイルにあたる武装。黒い光弾を6発発射する。
ブルーフブレード
ストレイングレイブにあたる武装。曲刀型の実剣。刃の部分は凹凸が付いている。
ヴォイドブラスター
胸部から発射されるビーム兵器。ゼルヴォイドにはこれに当たる武装がない、ヴァストのオリジナル武装。
必殺技
千鳥舞
ソーン機のみ使える神祇無窮流の技。無数に鳥状の衝撃波を飛ばし、最後に叩き斬る。

#### アンビロウム
（炎系低位・「妖星」／炎系高位・「炎」）
パーゼミュート社がゼルヴォイド・ヴァストの運用データを元に設計し、さらにゼルヴォイドから奪ったポゼッション補助装置「ゼルヴィオリア」を搭載したソーン専用機。契約精霊は妖星の精霊ルゲスト。4本腕の剣士型で、超魔装機に匹敵する巨体と内包エネルギーを有しており、その出力を全て機体制御に回すことで高い格闘能力を有する一方で射撃兵装を事実上装備していない格闘特化機。ゼルヴィオリアによりこの世に存在するありとあらゆるものから力を吸収でき、邪神の力ですら例外ではない。
武装
双極霊圏
両肩に装備された円盤状の投擲武器。
冥境妖星剣
神祇無窮流奥義であるものの、裏宗家の危険な技のために表に出ていない。腰部のサイドの2本とバックの大剣を使用する剣技。
無依殄滅（むえてんめつ）
MAP兵器。迎撃用の武装をフル稼働させて周囲を薙ぎ払う射技。

### リュデル
（風系低位・「黒風」／風系高位・「風」）
ラーブァナの継承者が独自に開発した魔装機。契約精霊は風の低位精霊黒風のイクシナであるものの、エリアル王国が開発した特殊なシステムを使って出力を高位レベルまで高めている。また、機体の各部にスヴェンドシリーズやキョウメイと同じパーツが散見される。武装こそ数は少ないが口腔内ビーム砲「スクリーマー」及び腕部高速カッターは共に高出力の恩恵により非常に強力な威力を誇る。

### エスフィード
（風系低位・「乱気流」）
究理開明団が独自に開発した魔装機。契約精霊は乱気流の精霊ヴィルネ。極秘に入手した最先端技術や地上由来の技術を使用したため、高性能機として仕上がった。

### ゲーム
- ヒーロー戦記
- 第2次スーパーロボット大戦
- 第3次スーパーロボット大戦
- スーパーロボット大戦EX
- 第4次スーパーロボット大戦
- スーパーロボット大戦外伝 魔装機神 THE LORD OF ELEMENTAL
- スーパーロボット大戦F / 完結編
- スーパーロボット大戦コンプリートボックス
- 全スーパーロボット大戦 電視大百科
- スーパーロボット大戦α
- スーパーロボット大戦α外伝
- スーパーロボット大戦ORIGINAL GENERATION
- スーパーロボット大戦ORIGINAL GENERATION2
- スーパーロボット大戦OG ORIGINAL GENERATIONS
- スーパーロボット大戦OG外伝
- 第2次スーパーロボット大戦OG
- Another Century's Episode:R
- スーパーロボット大戦OGサーガ 魔装機神 THE LORD OF ELEMENTAL
- スーパーロボット大戦OGサーガ 魔装機神II REVELATION OF EVIL GOD
- スーパーロボット大戦OGサーガ 魔装機神III PRIDE OF JUSTICE

### 書籍
- アスキー出版局『スーパーロボット大戦EX 熱血・幸運・必中ガイド』アスペクト、1994年。ISBN 978-4-89366-195-1。
- 『電撃攻略王スペシャル スーパーロボット大戦大辞典』発行：メディアワークス、発売：主婦の友、1996年。ISBN 978-4-07-304651-6。
- バンプレスト『Super Robot Wars Original Generation Official Book』2002年。（『OG1』購入特典）
- バンプレスト『SUPER ROBOT WARS ORIGINAL GENERATION 2 OFFICIAL BOOK』2005年。（『OG2』購入特典）
- バンプレスト『Super Robot Wars OG ORIGINAL GENERATIONS Official Perfect File』2007年。（『OGS』購入特典）
- KADOKAWA『電撃スパロボ魂2013秋号』KADOKAWA、2013年。

### プラモデル
- コトブキヤ S.R.G-S-008 ノンスケール 「サイバスター」 2006年4月
- コトブキヤ S.R.G-S-037 1/144 「サイバスター」 2009年11月